# Aggófűfajok listája

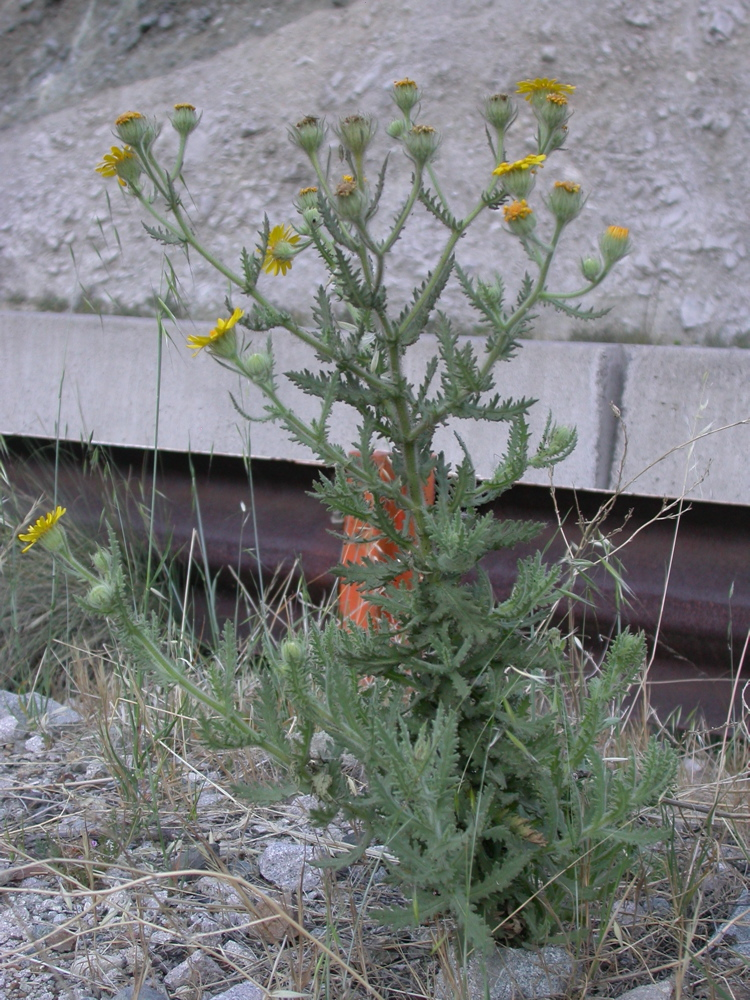
Senecio adenotrichius

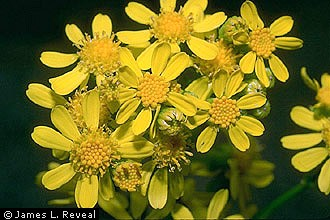
Senecio ampullaceus

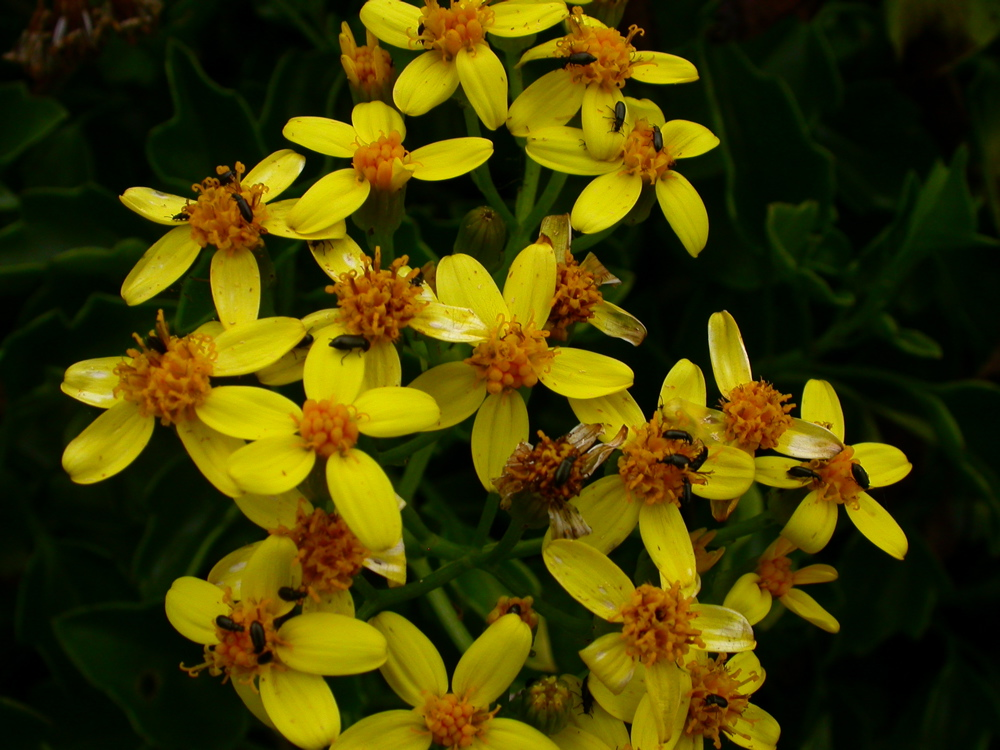
Senecio angulatus

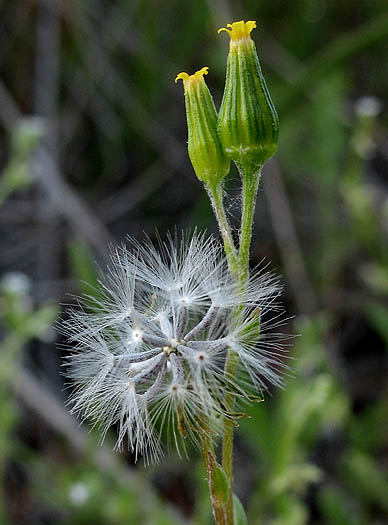
Senecio aphanactis

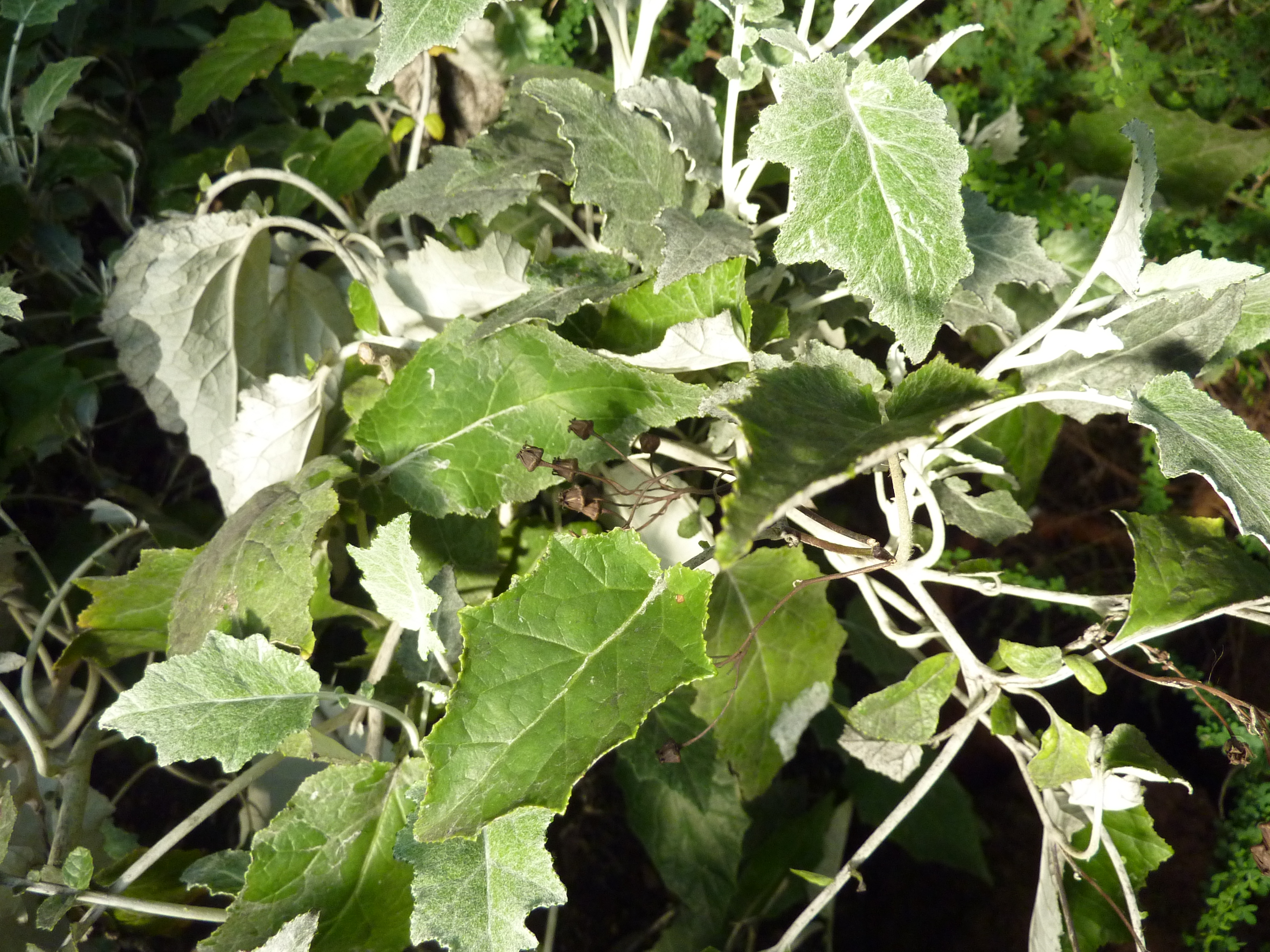
Senecio appendiculatus

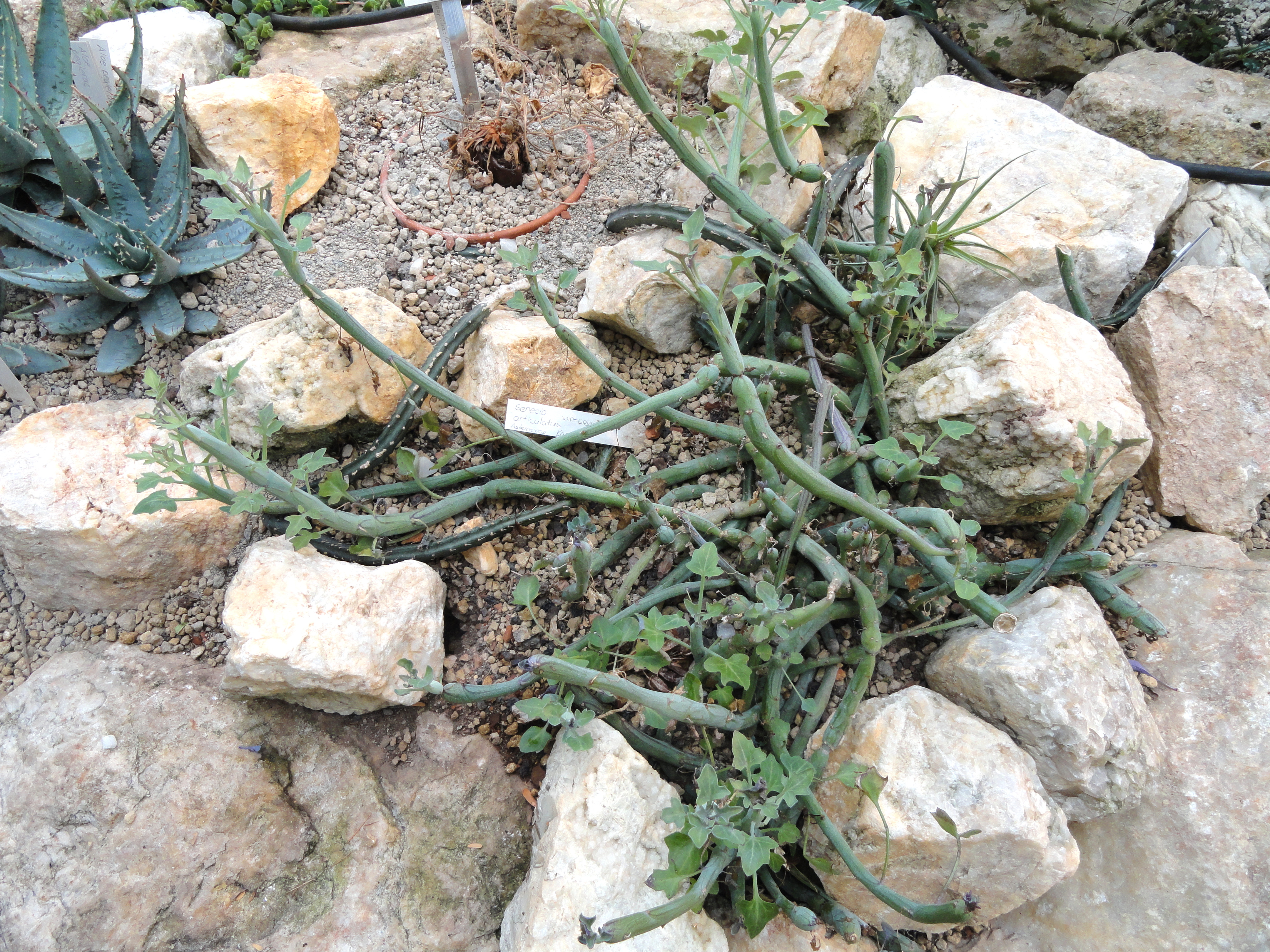
Senecio articulatus

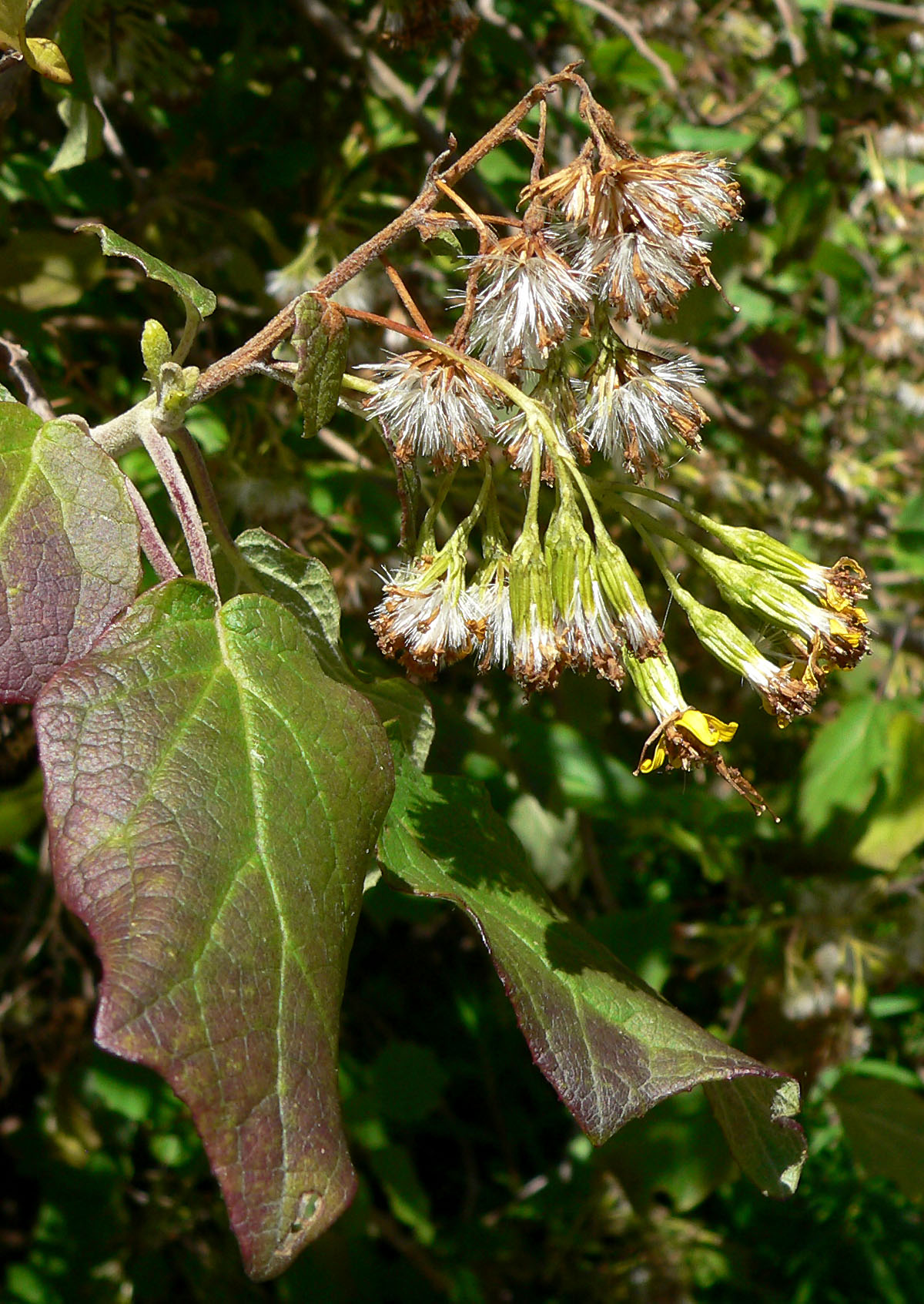
Senecio aschenborianus

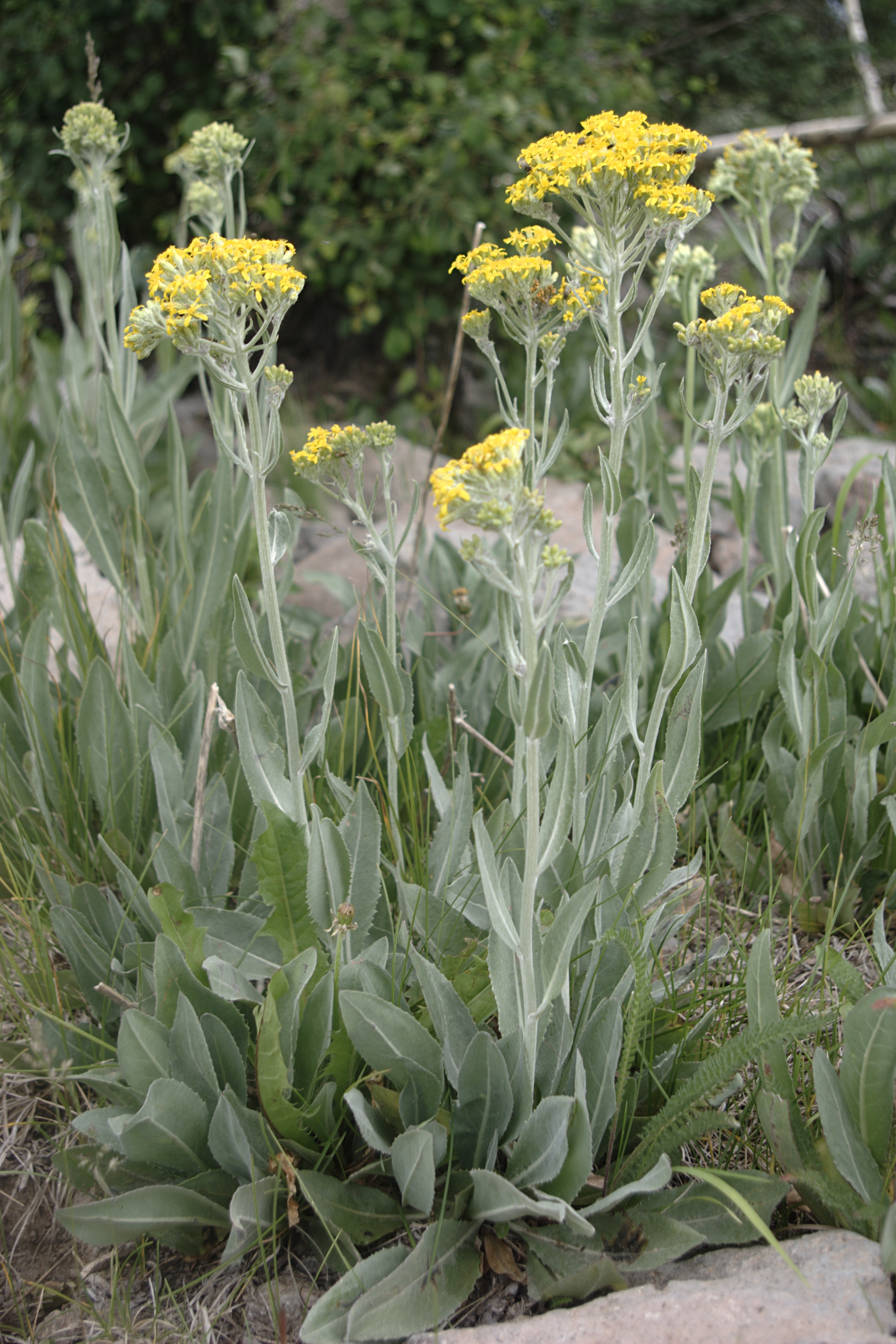
Senecio atratus

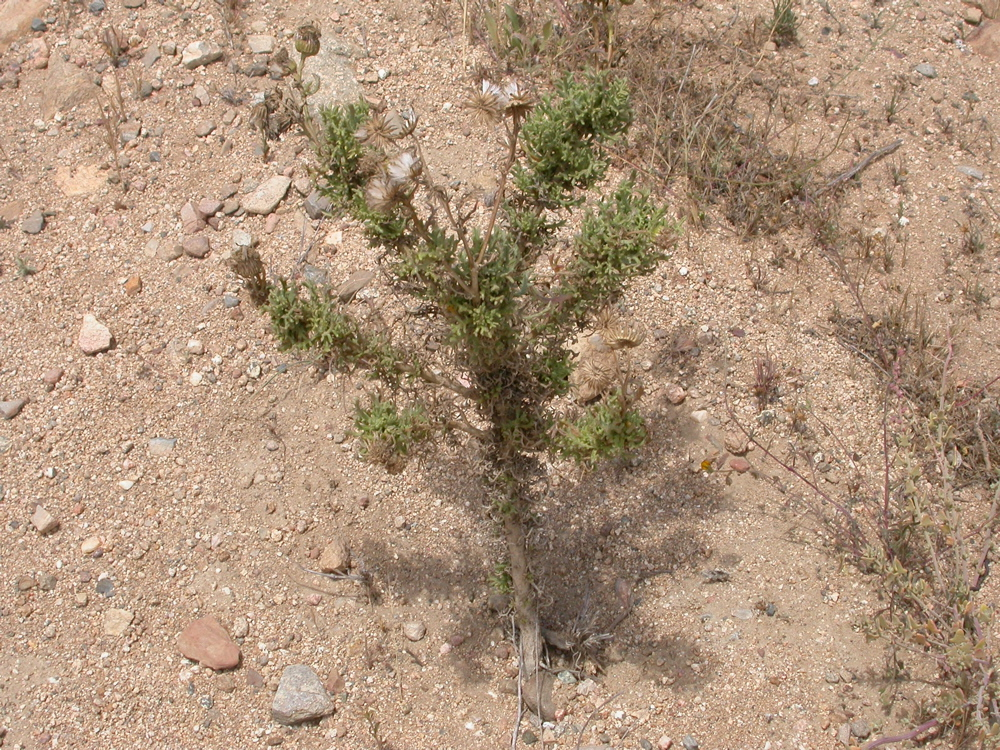
Senecio bahioides

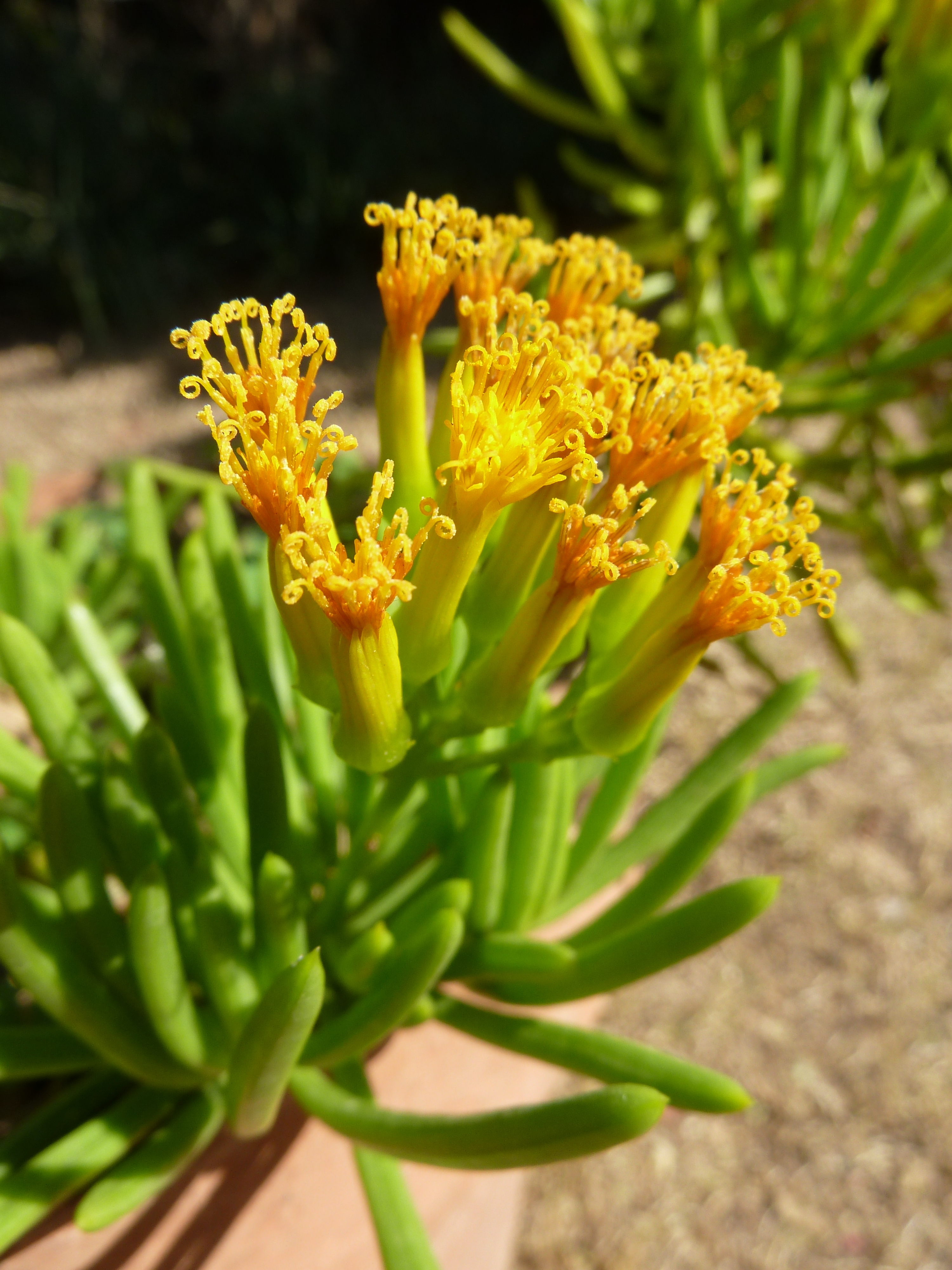
Senecio barbertonicus

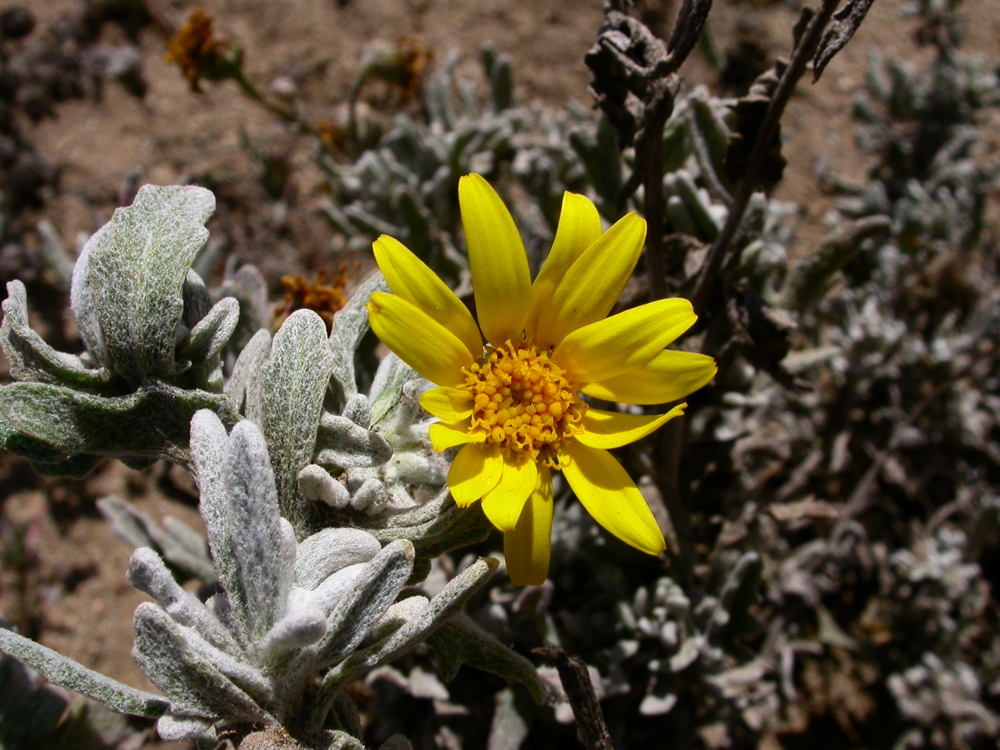
Senecio brunonianus

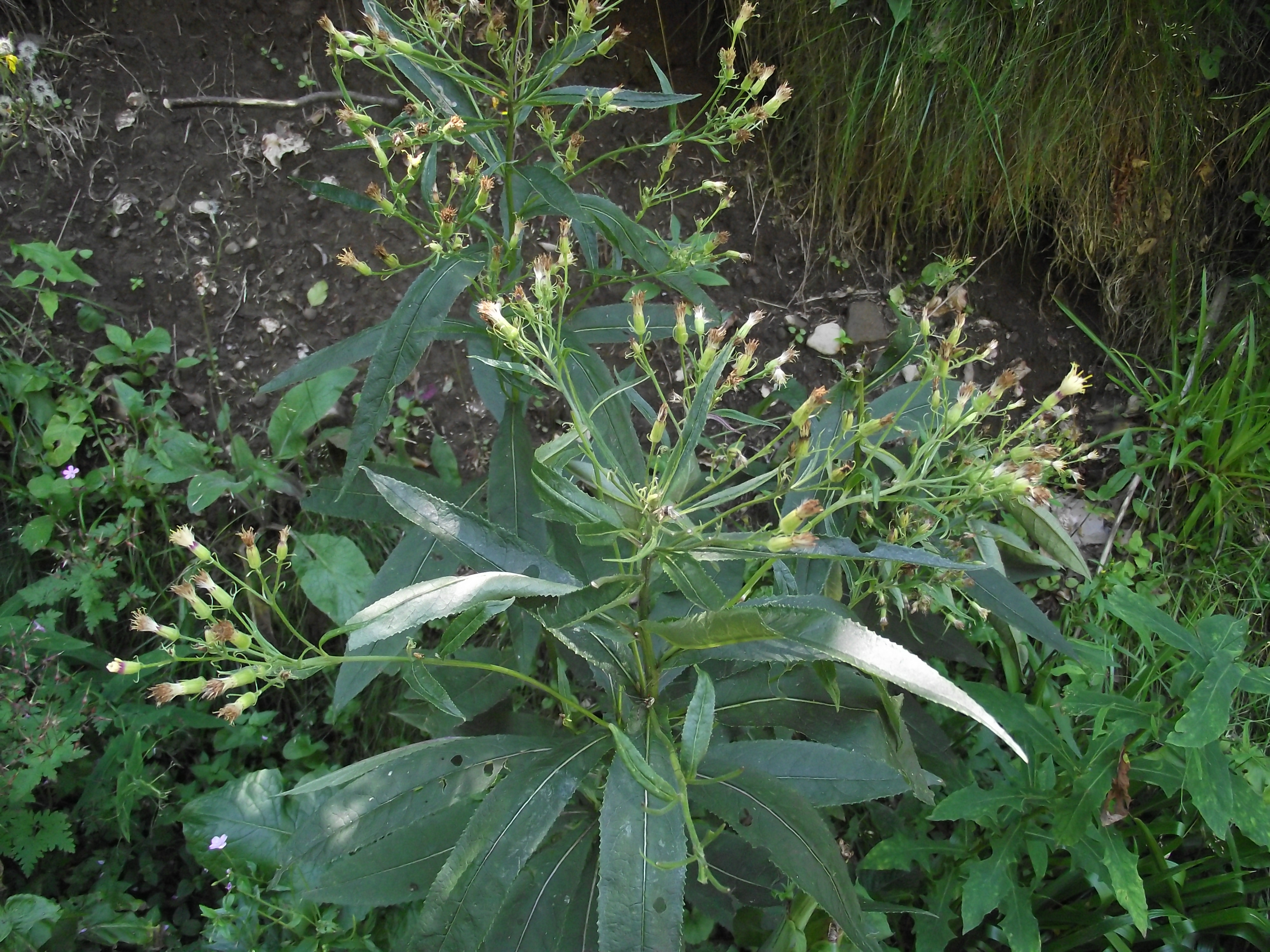
Senecio cacaliaster

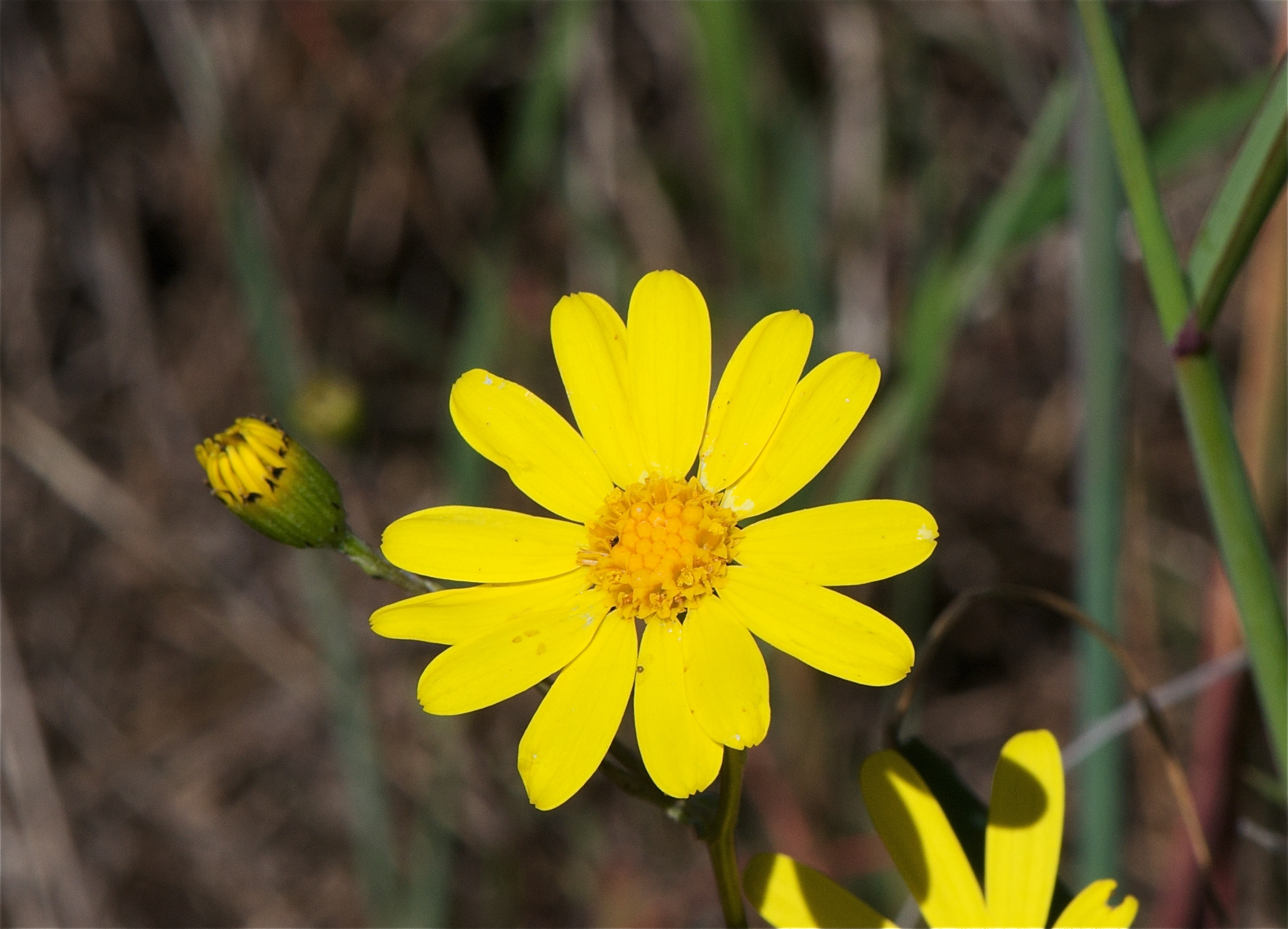
Senecio californicus

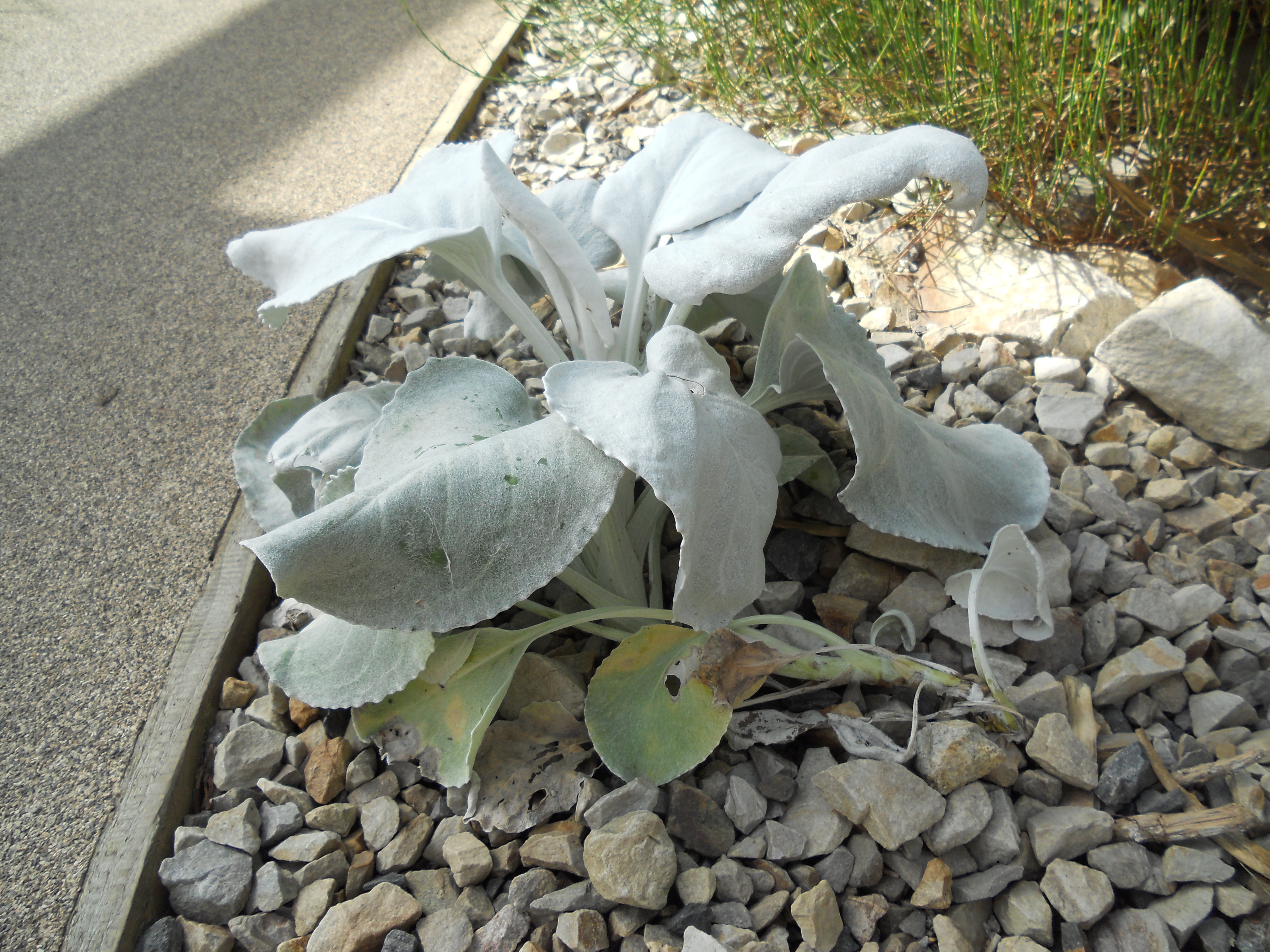
Senecio candidans

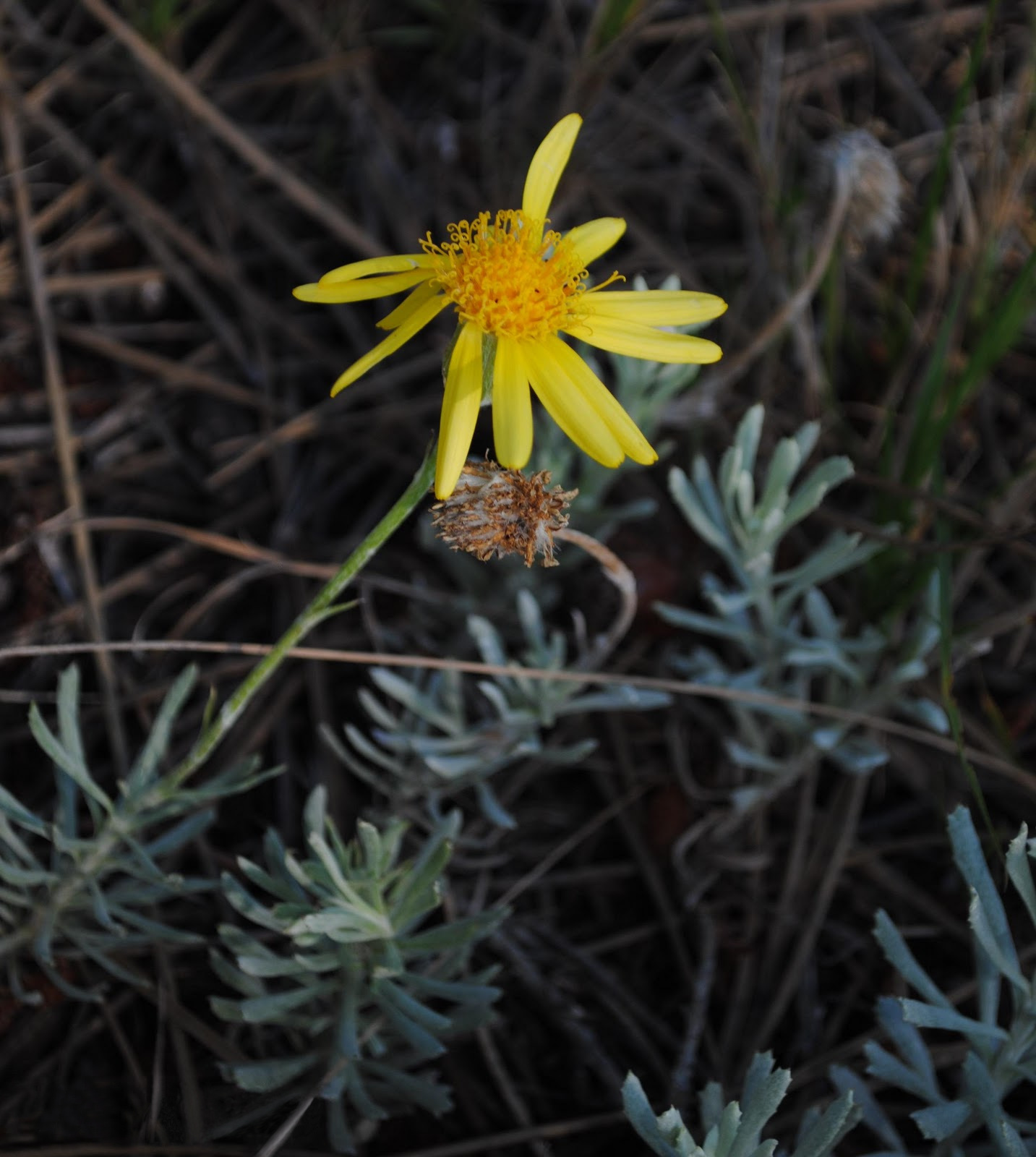
Senecio ceratophylloides

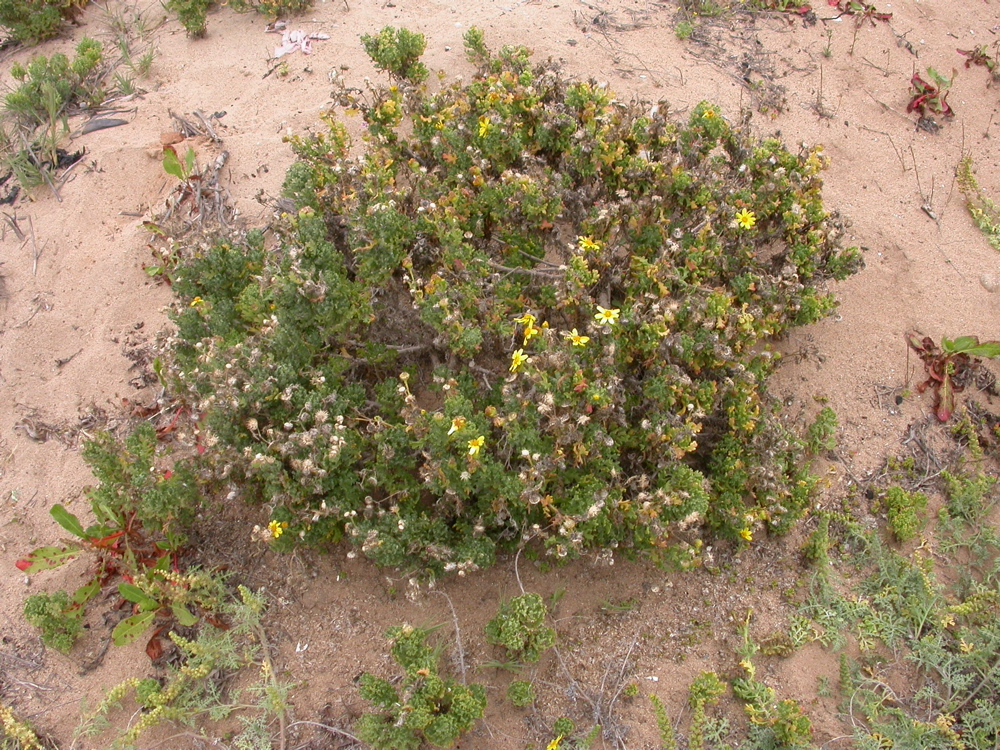
Senecio cerberoanus

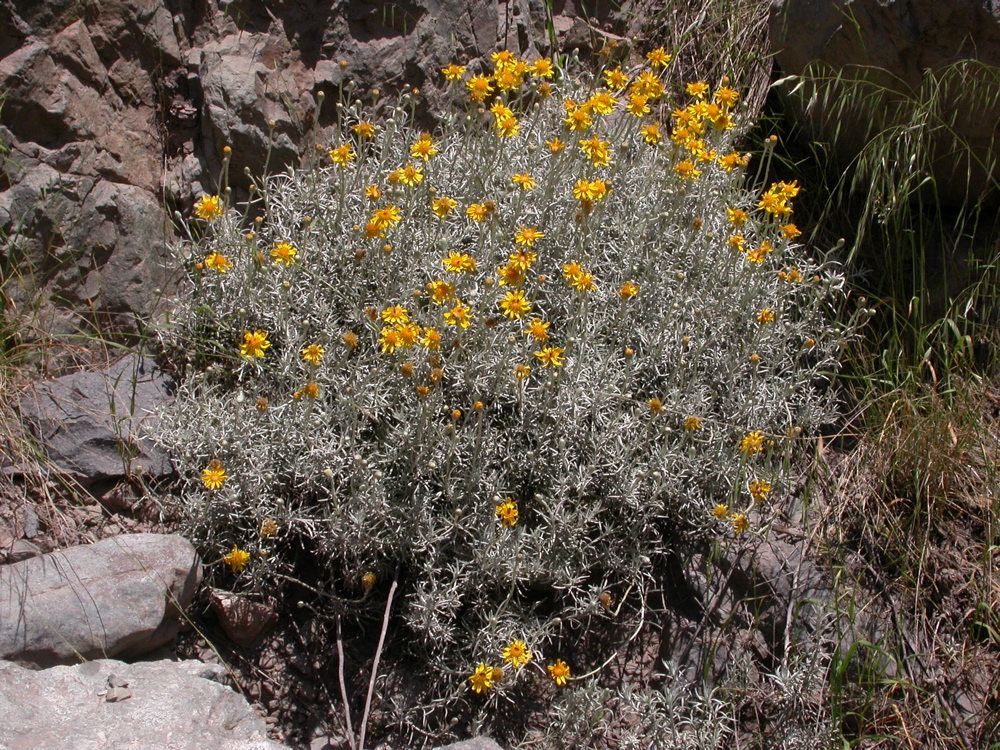
Senecio chilensis

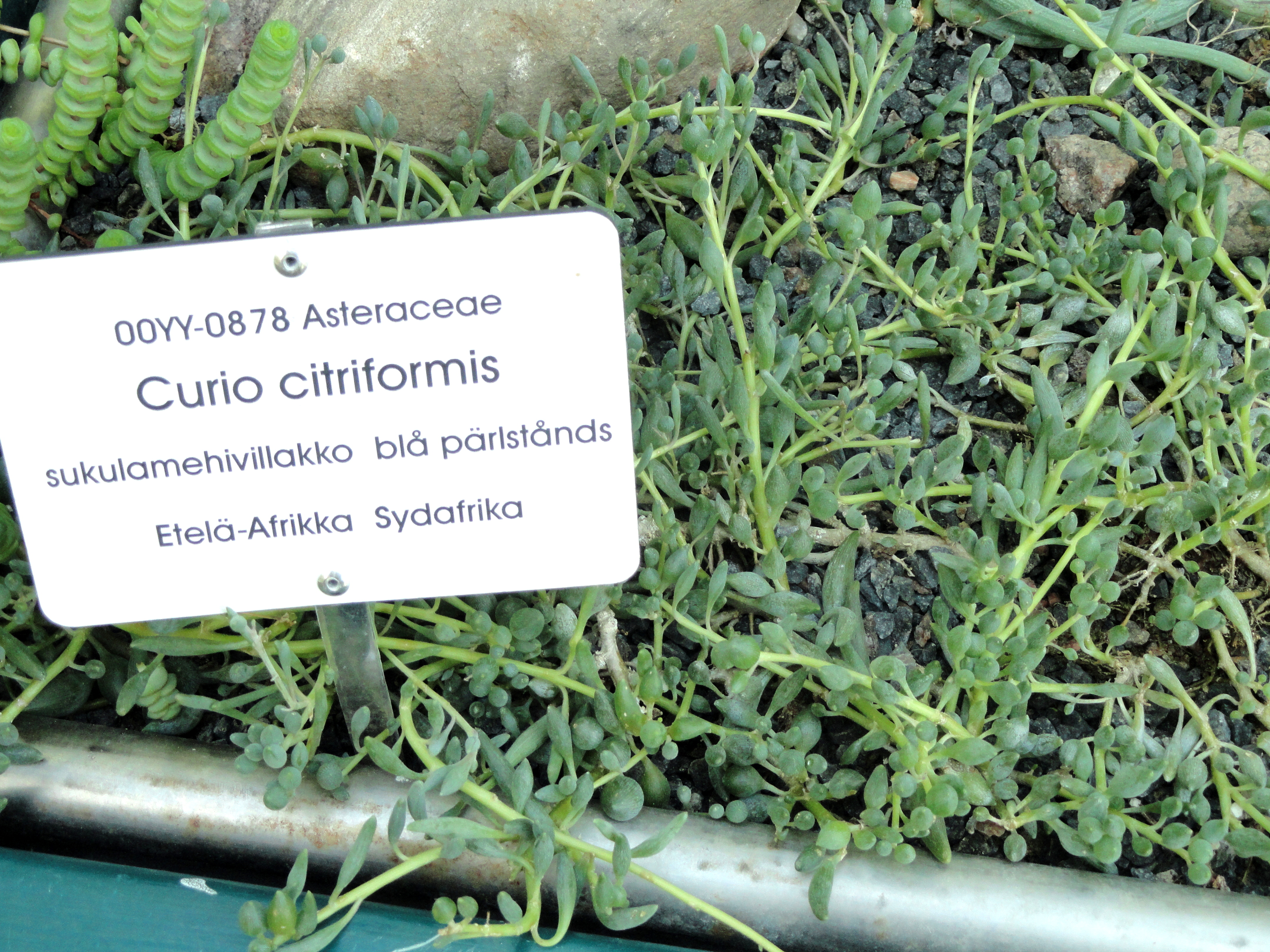
Senecio citriformis

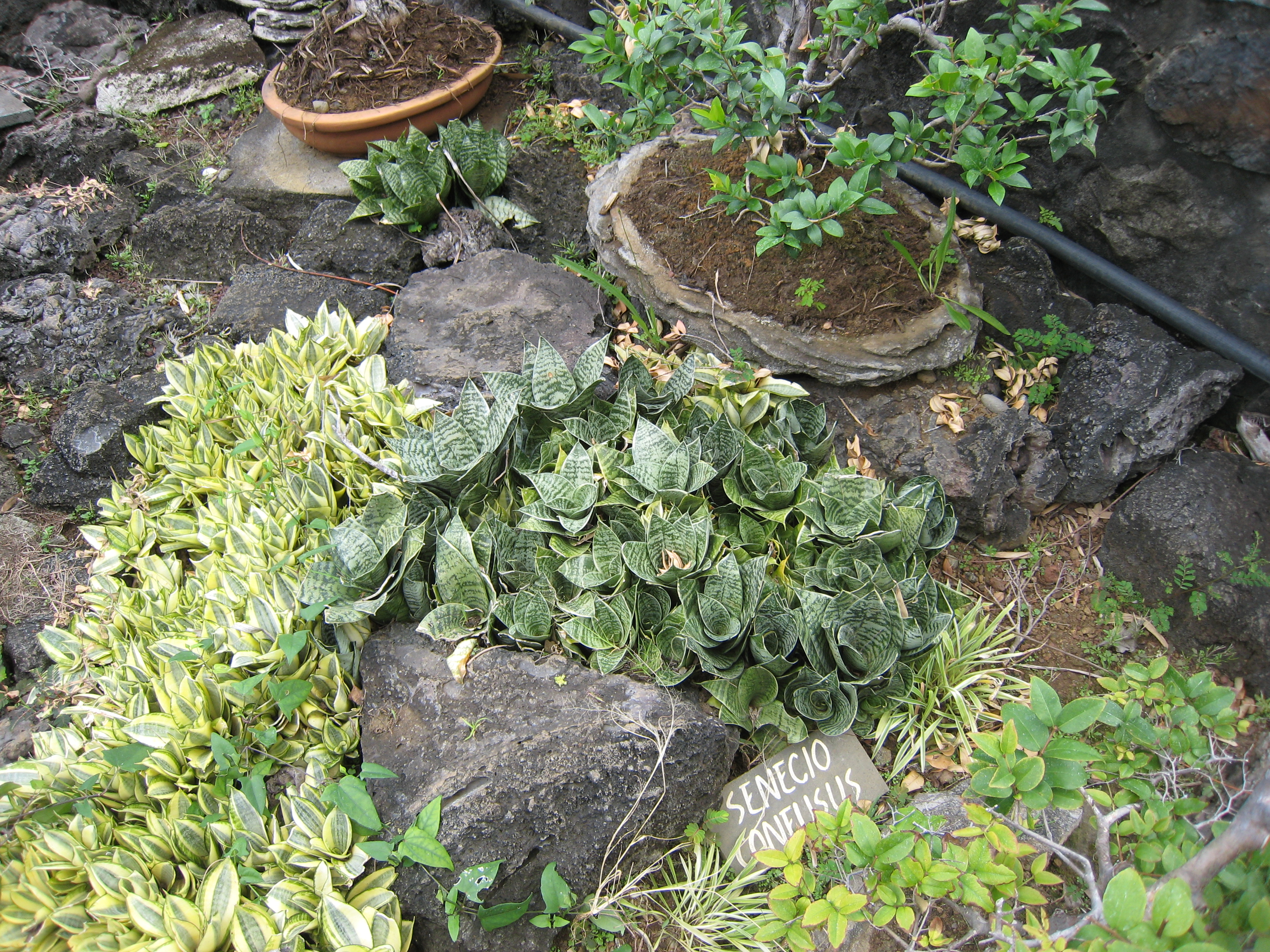
Senecio confusus

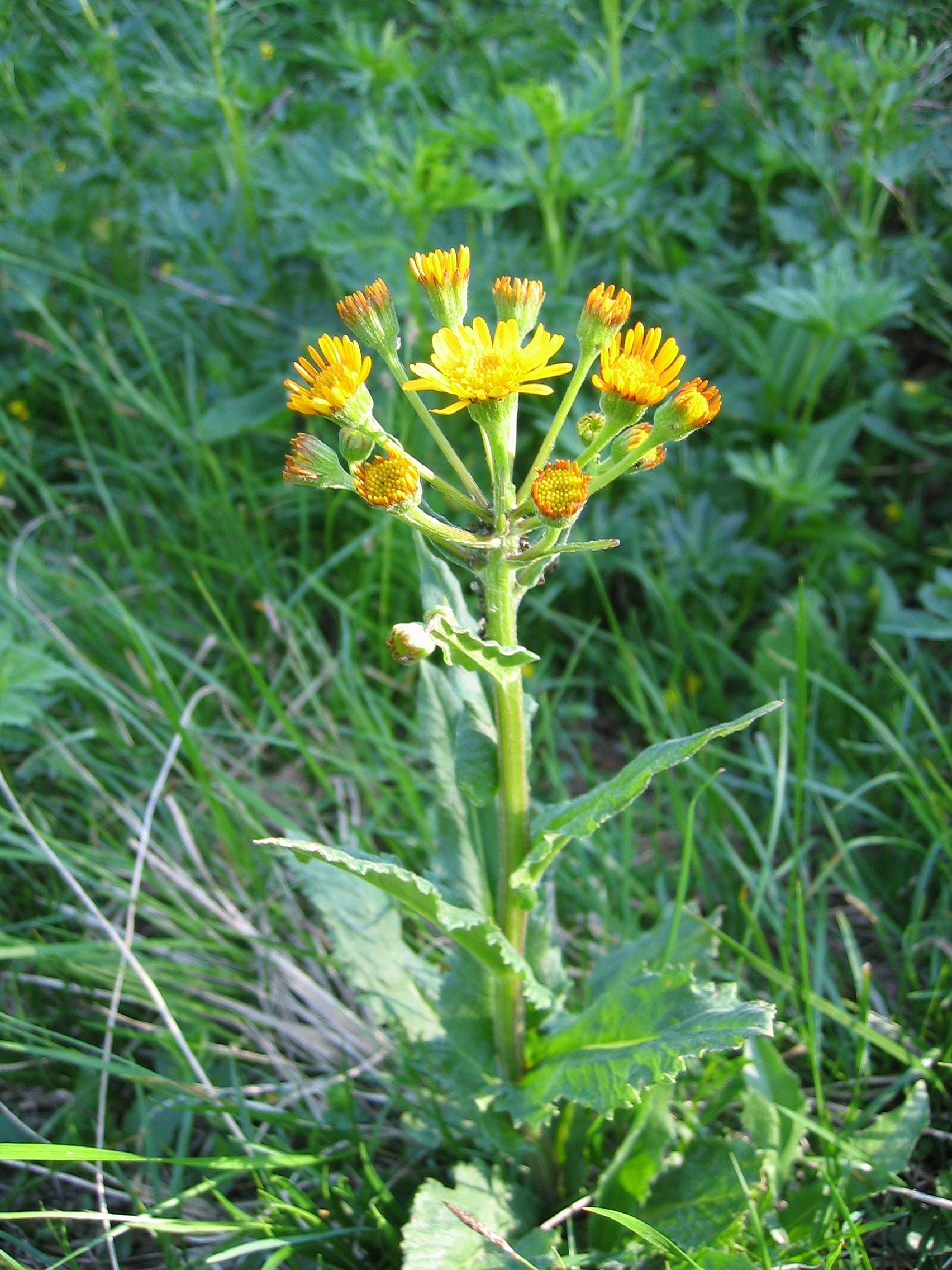
Senecio congestus

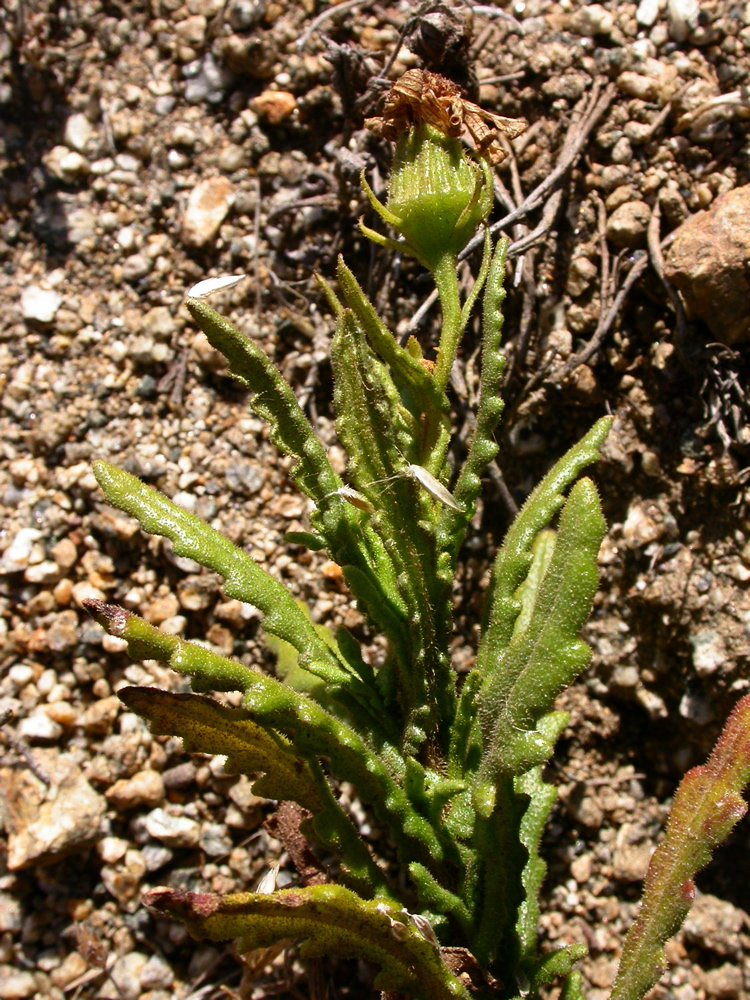
Senecio coquimbensis

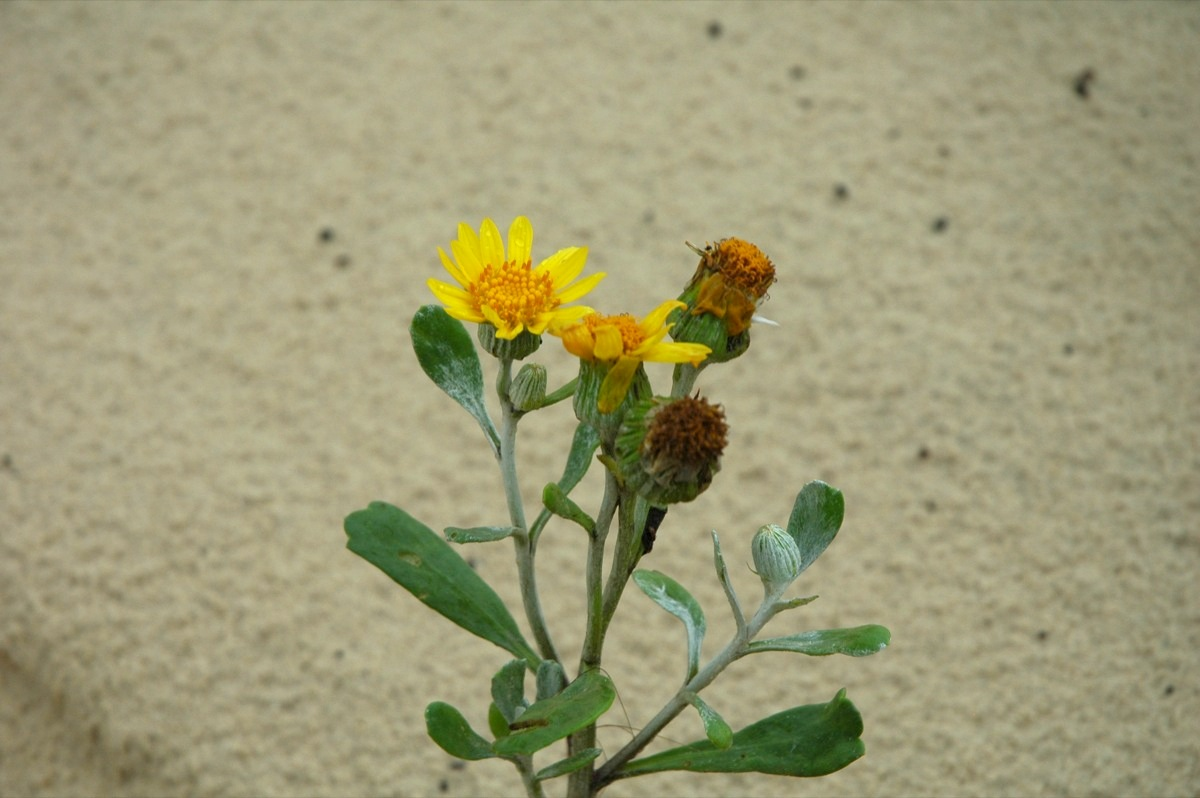
Senecio crassiflorus

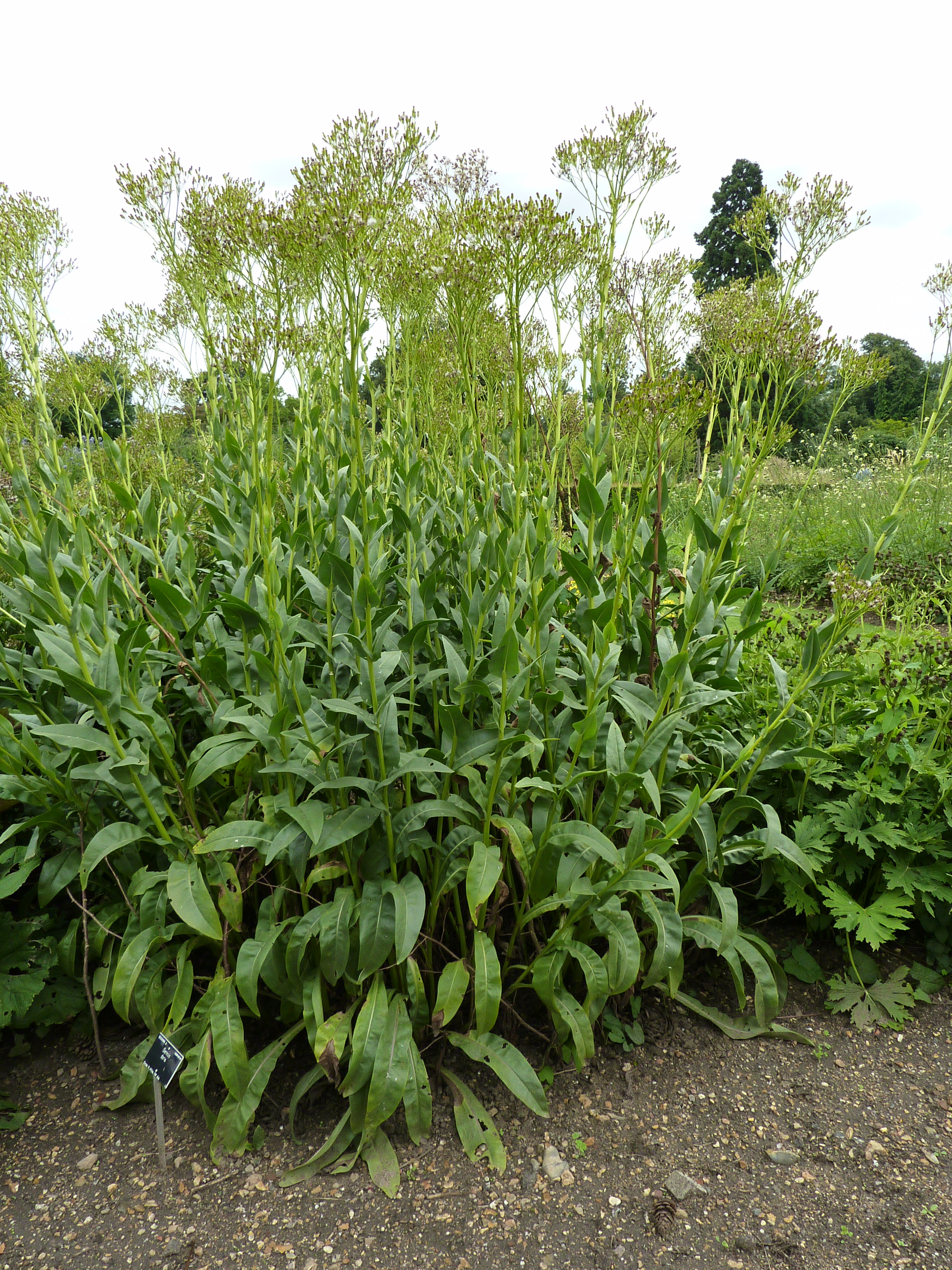
Senecio doria

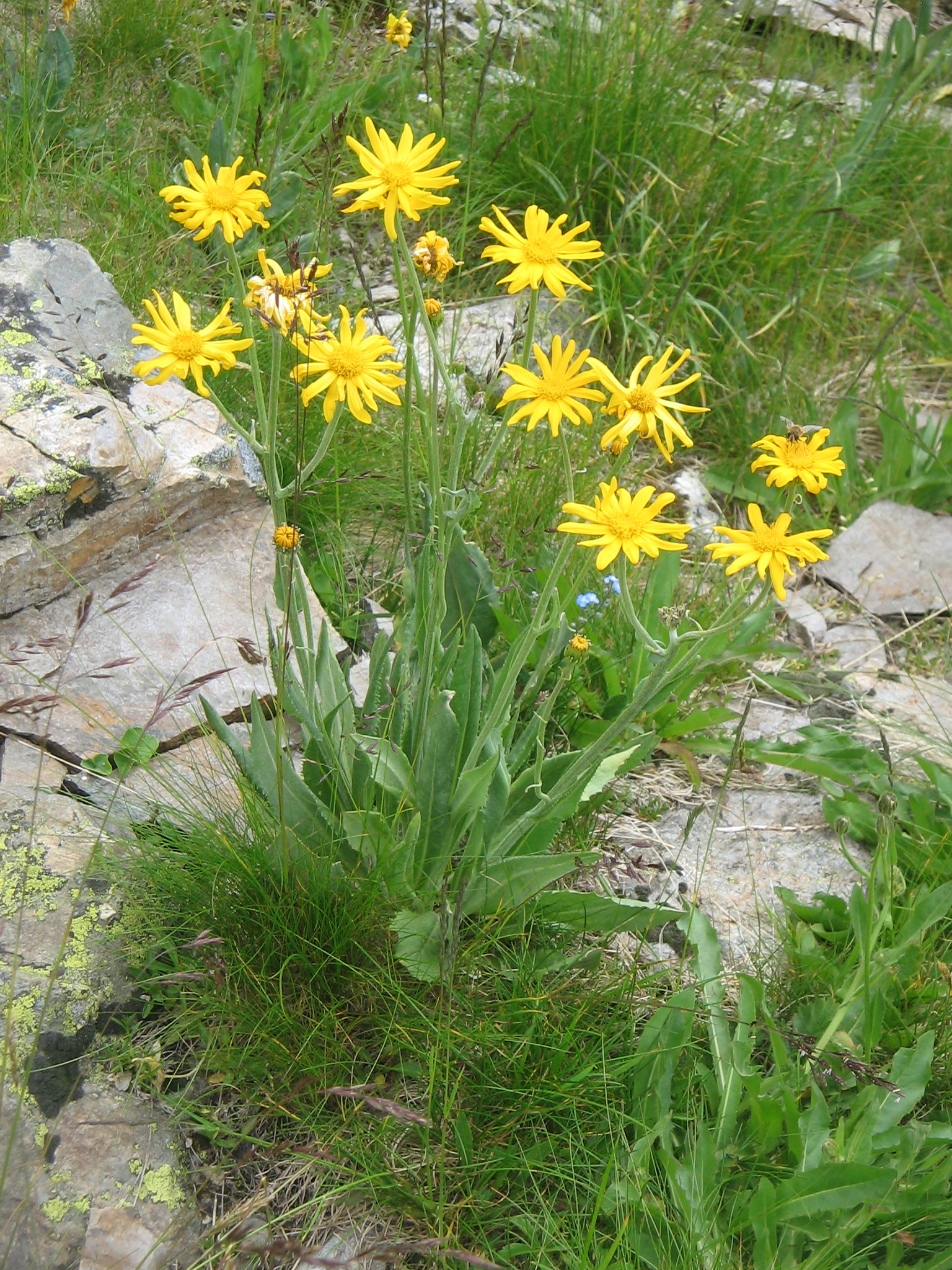
Senecio doronicum

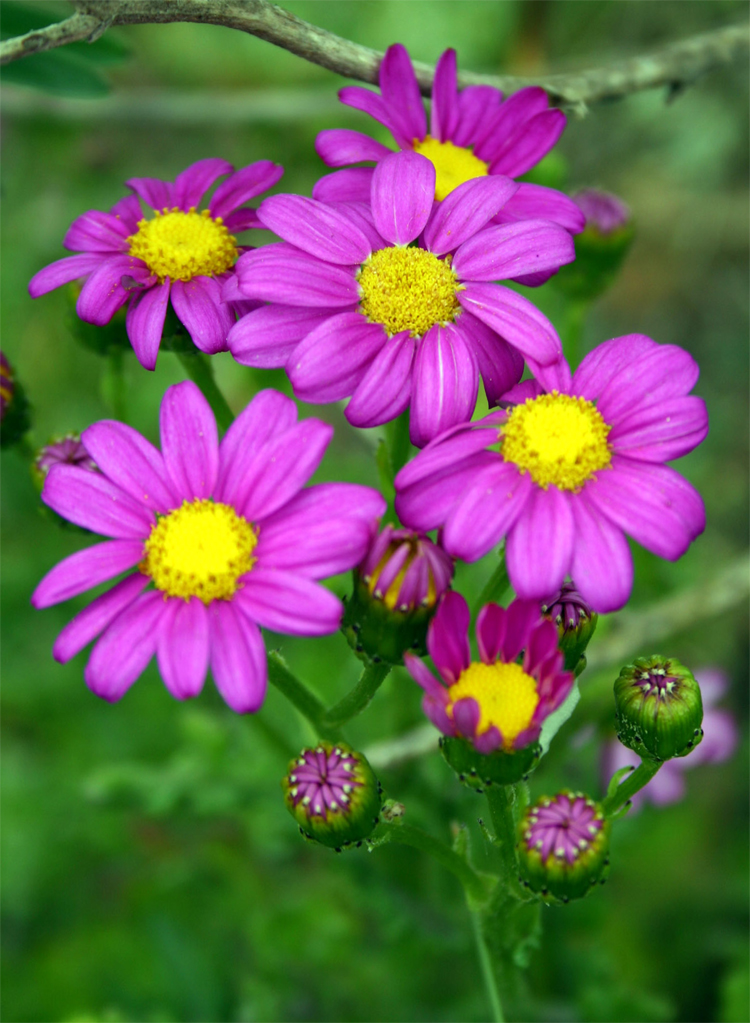
Senecio elegans

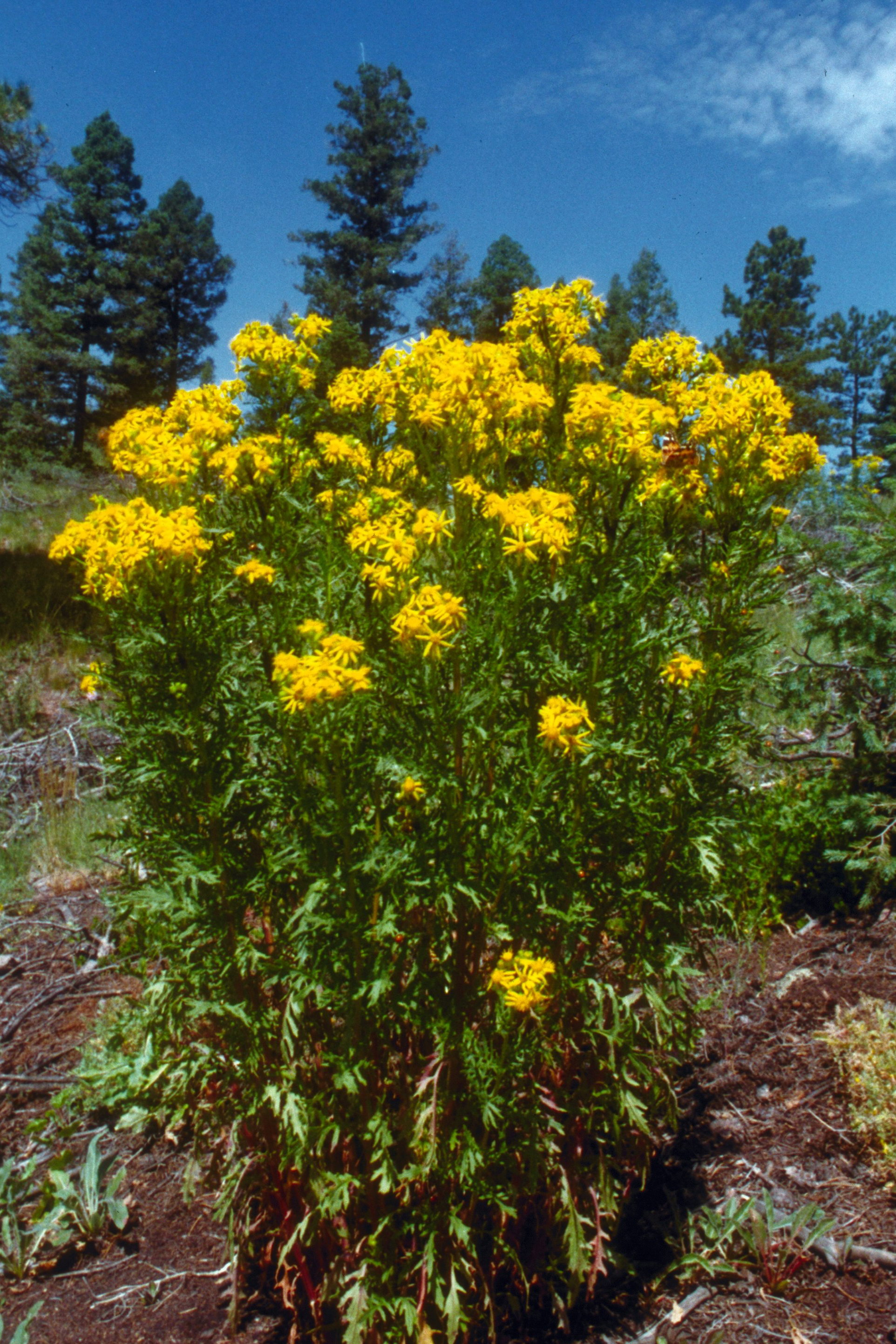
Senecio eremophilus

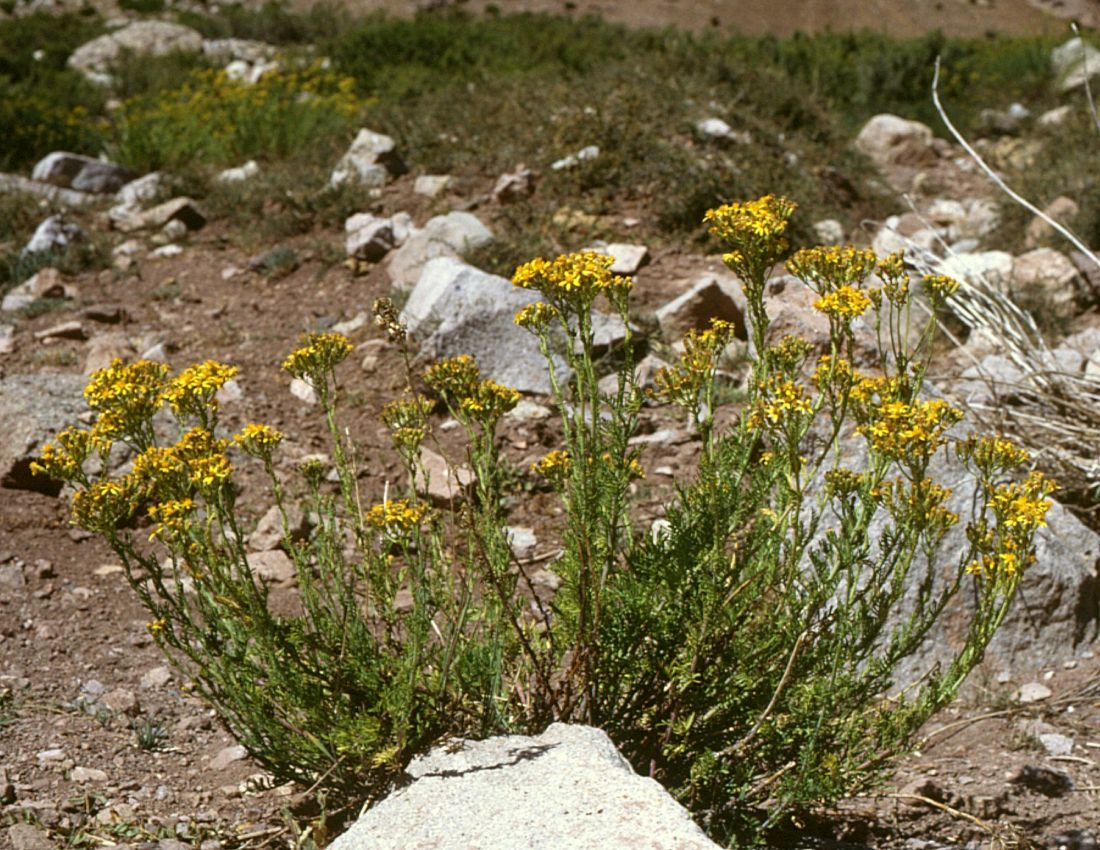
Senecio eruciformis

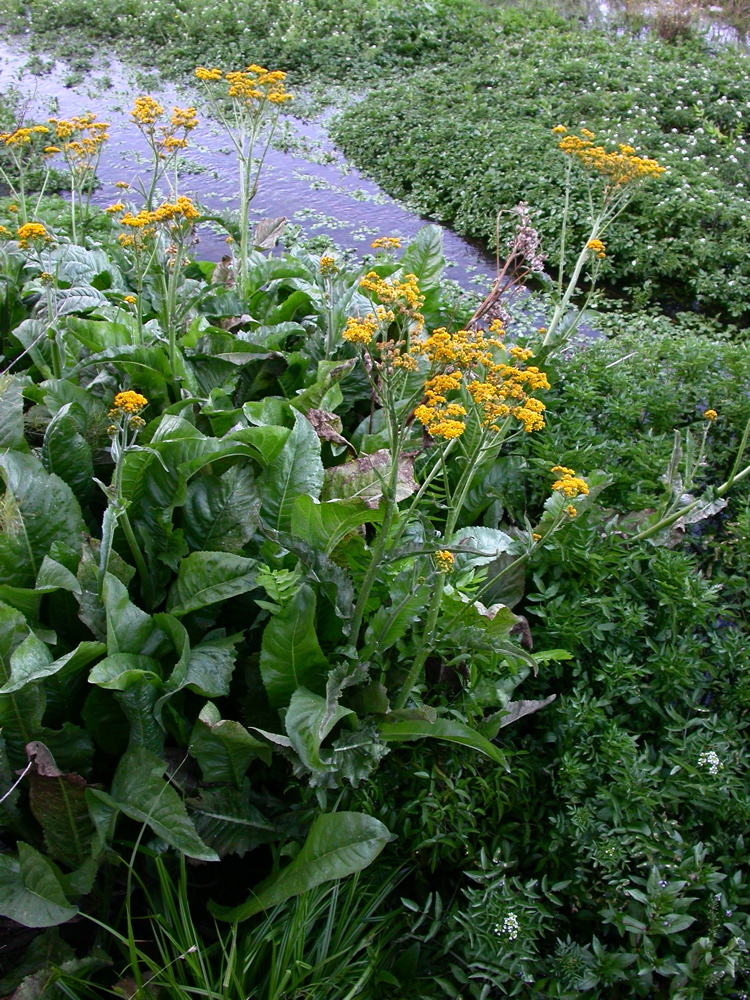
Senecio fistulosus

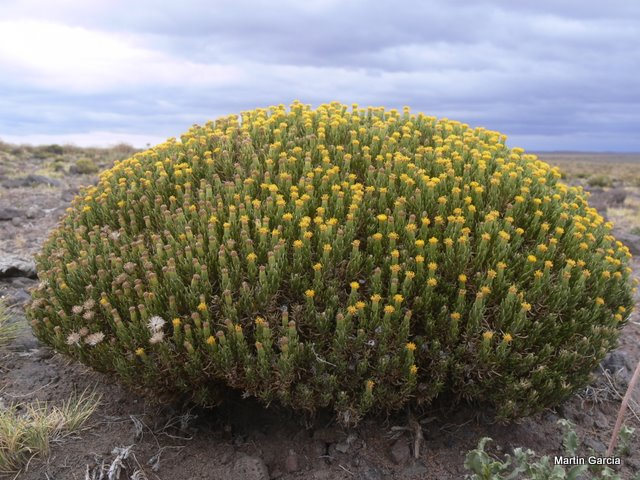
Senecio filaginoides

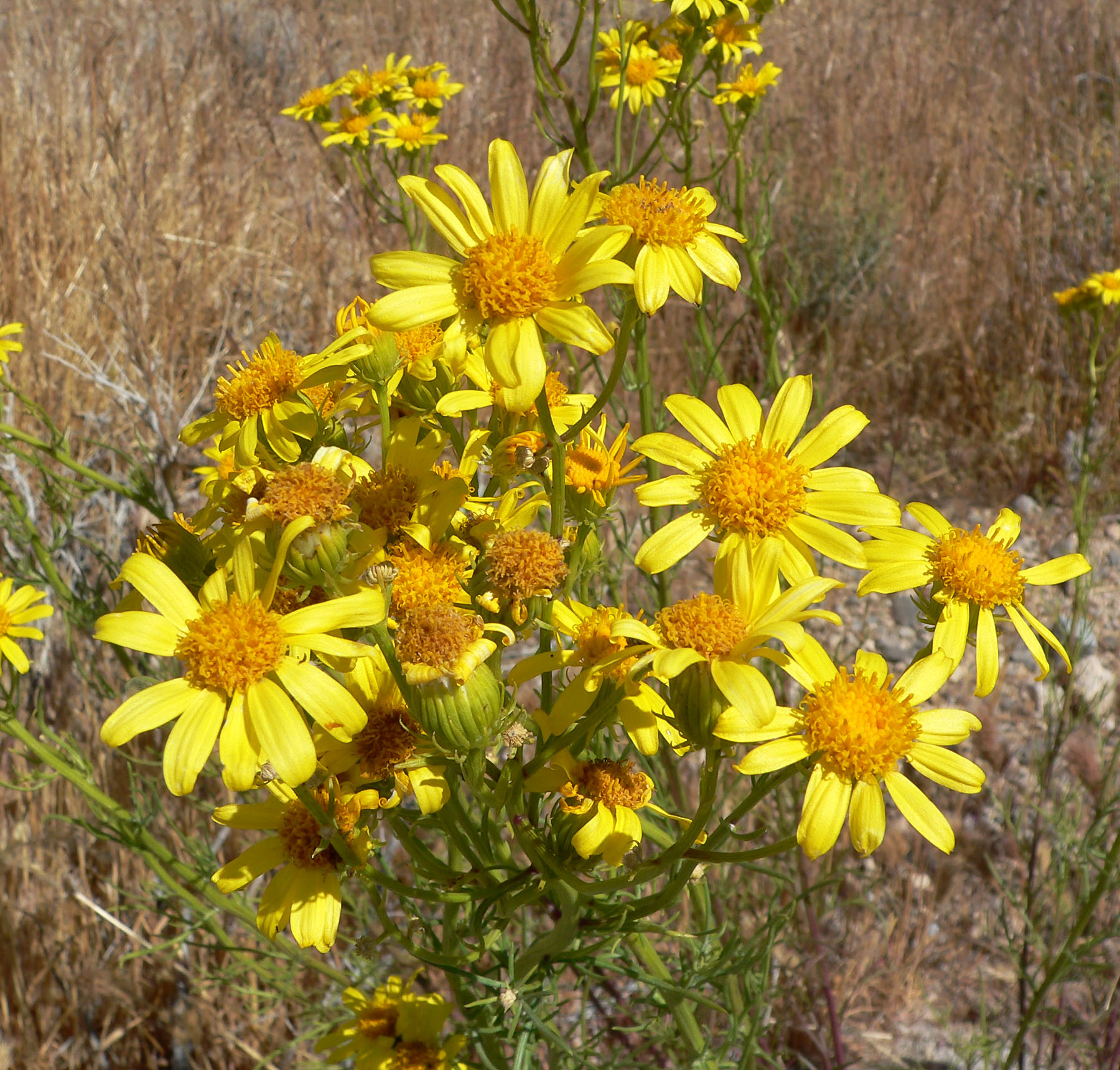
Senecio flaccidus

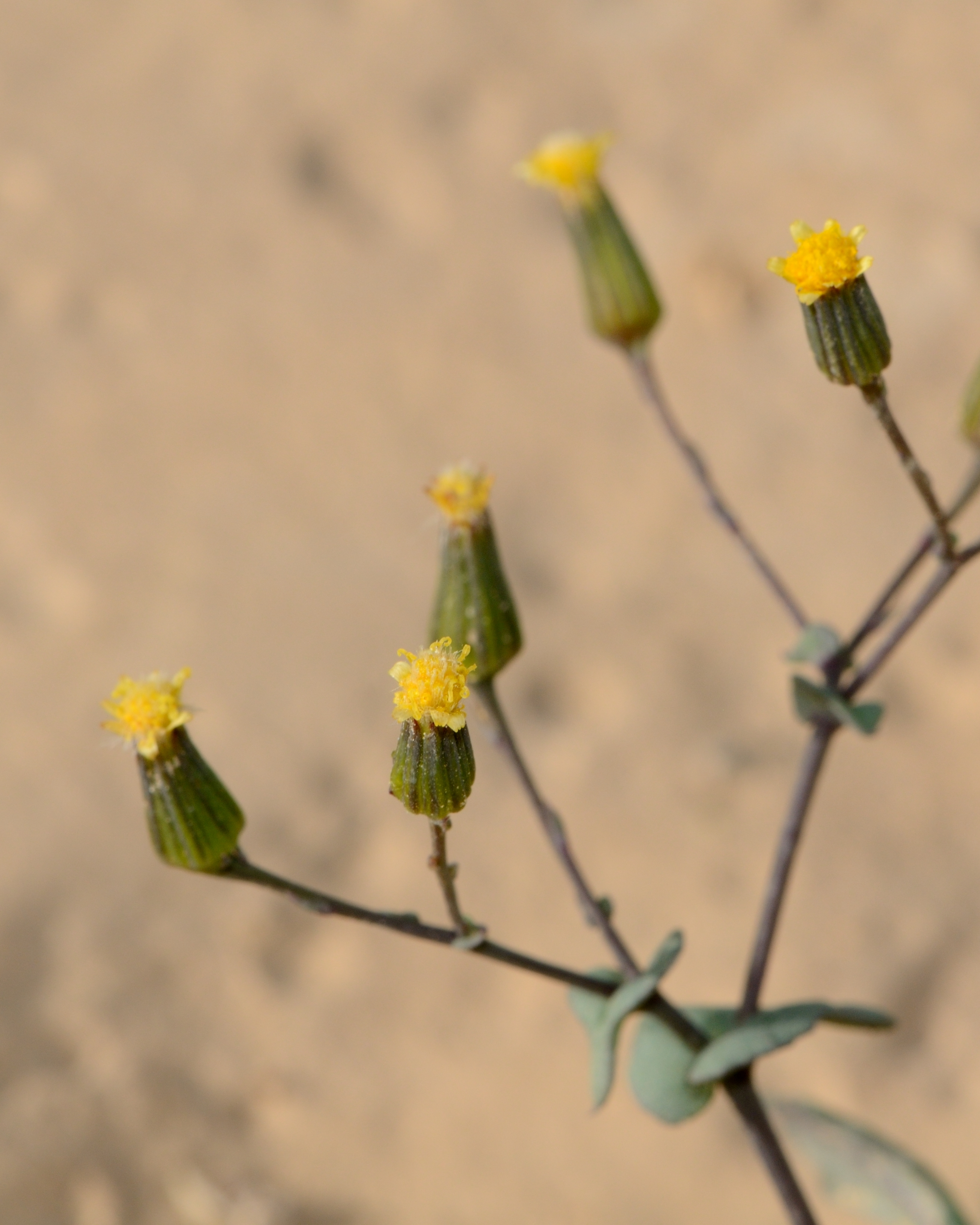
Senecio flavus

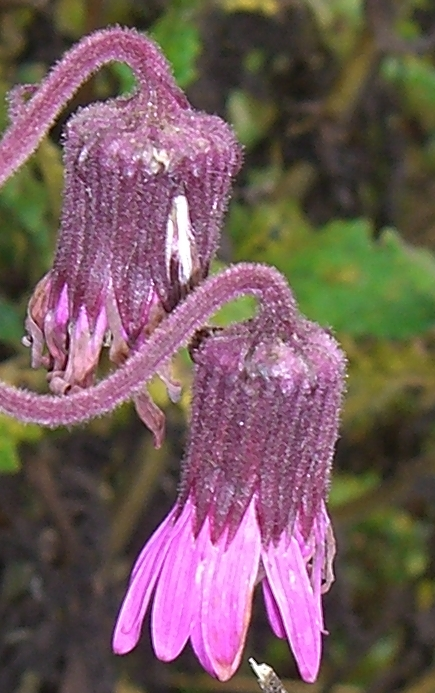
Senecio formosoides

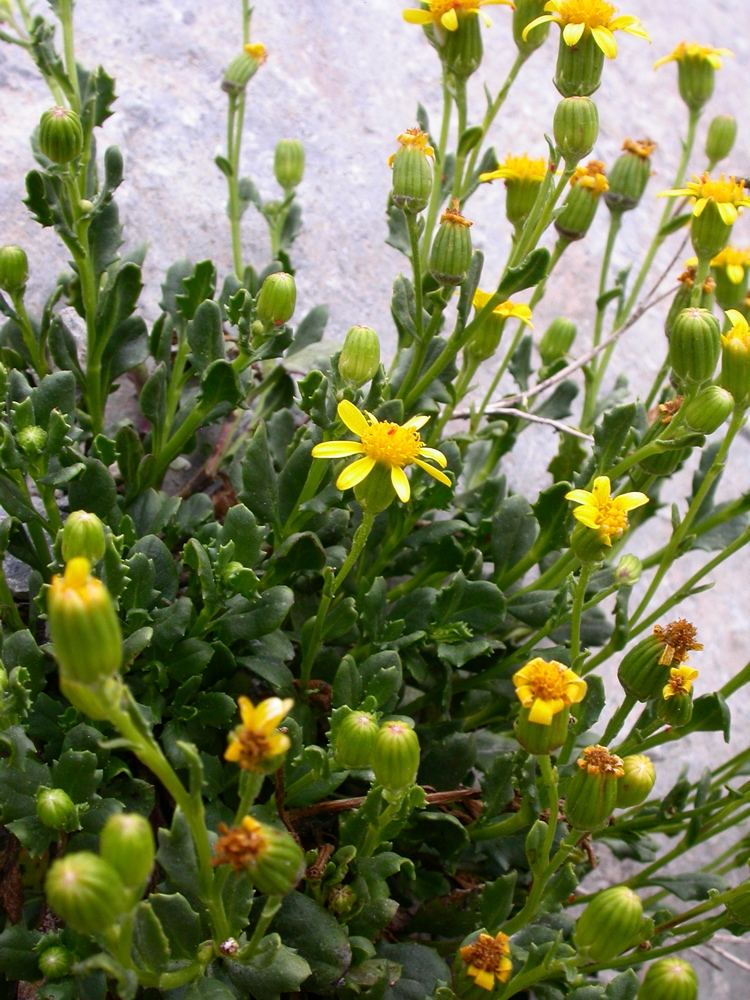
Senecio fremontii

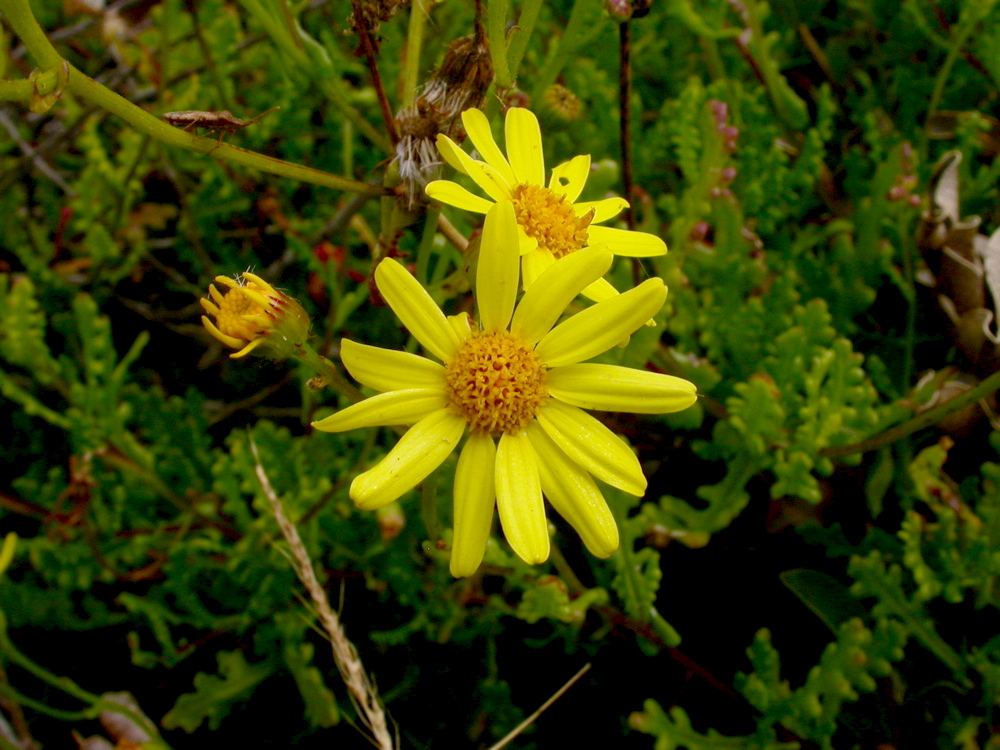
Senecio glabratus

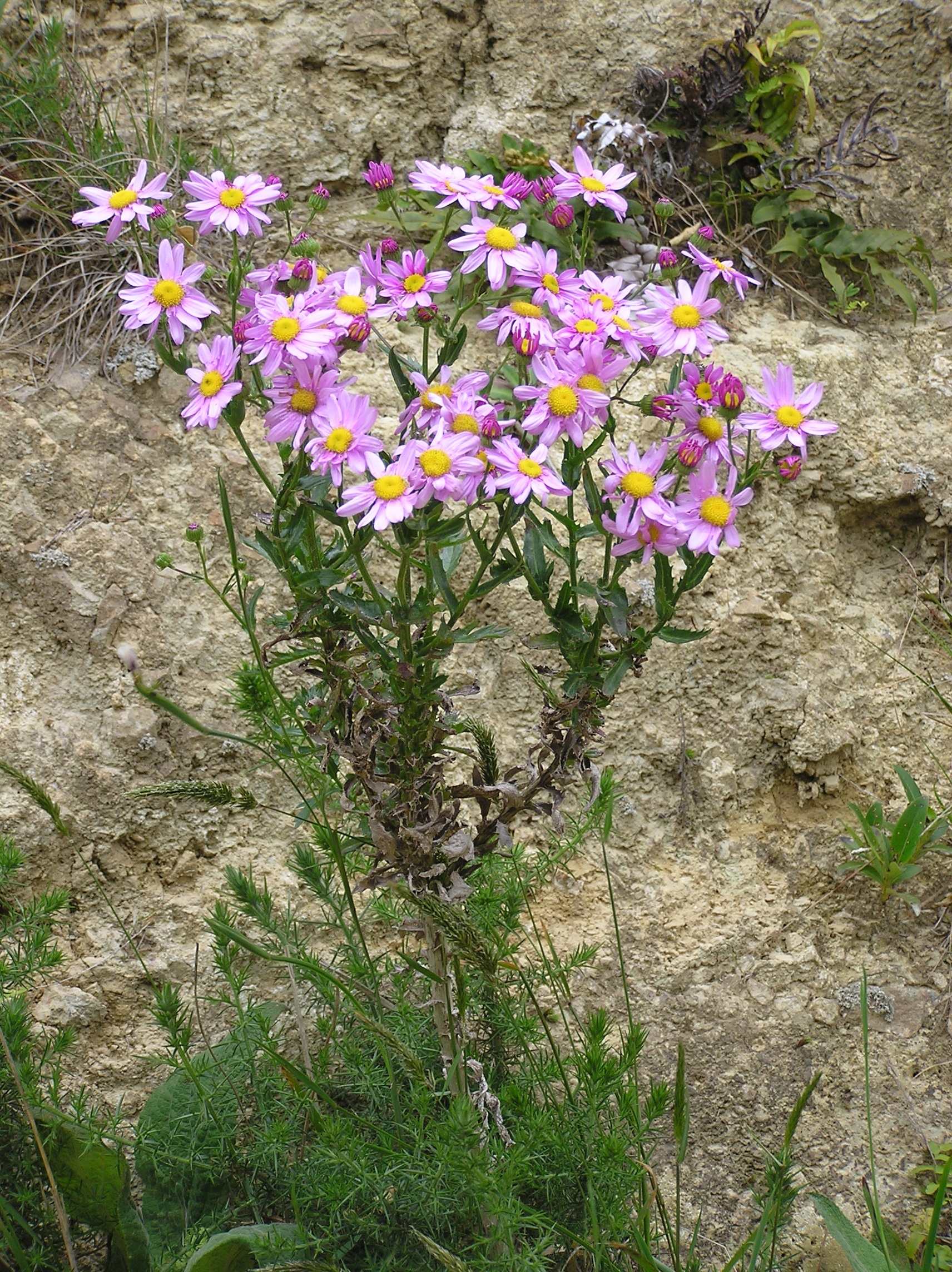
Senecio glastifolius

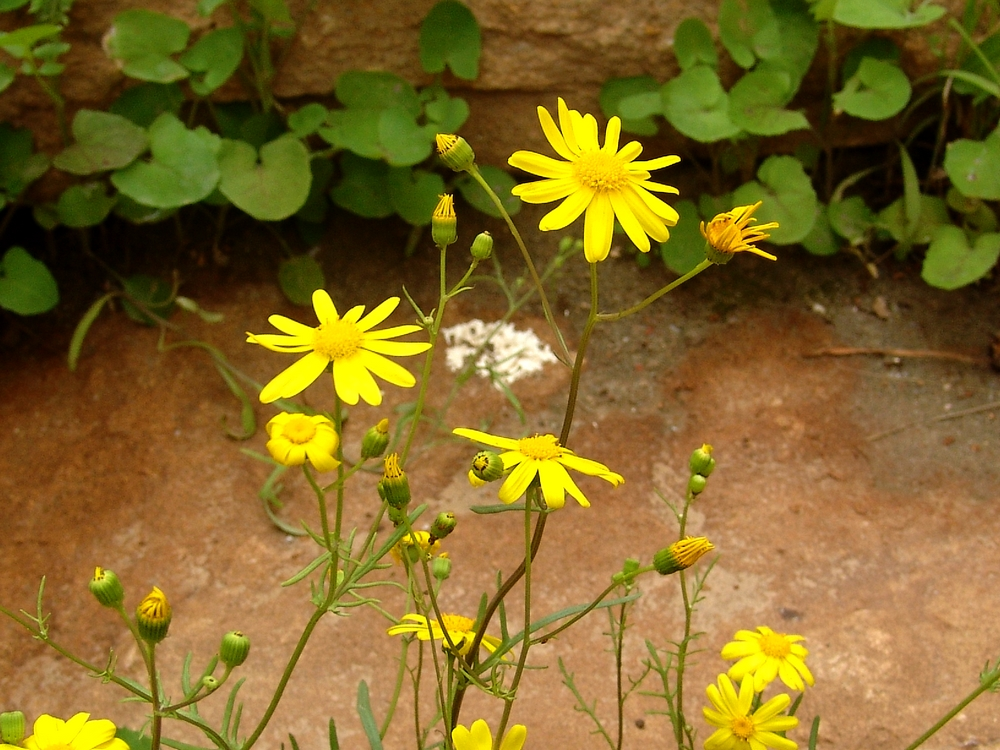
Senecio glaucus

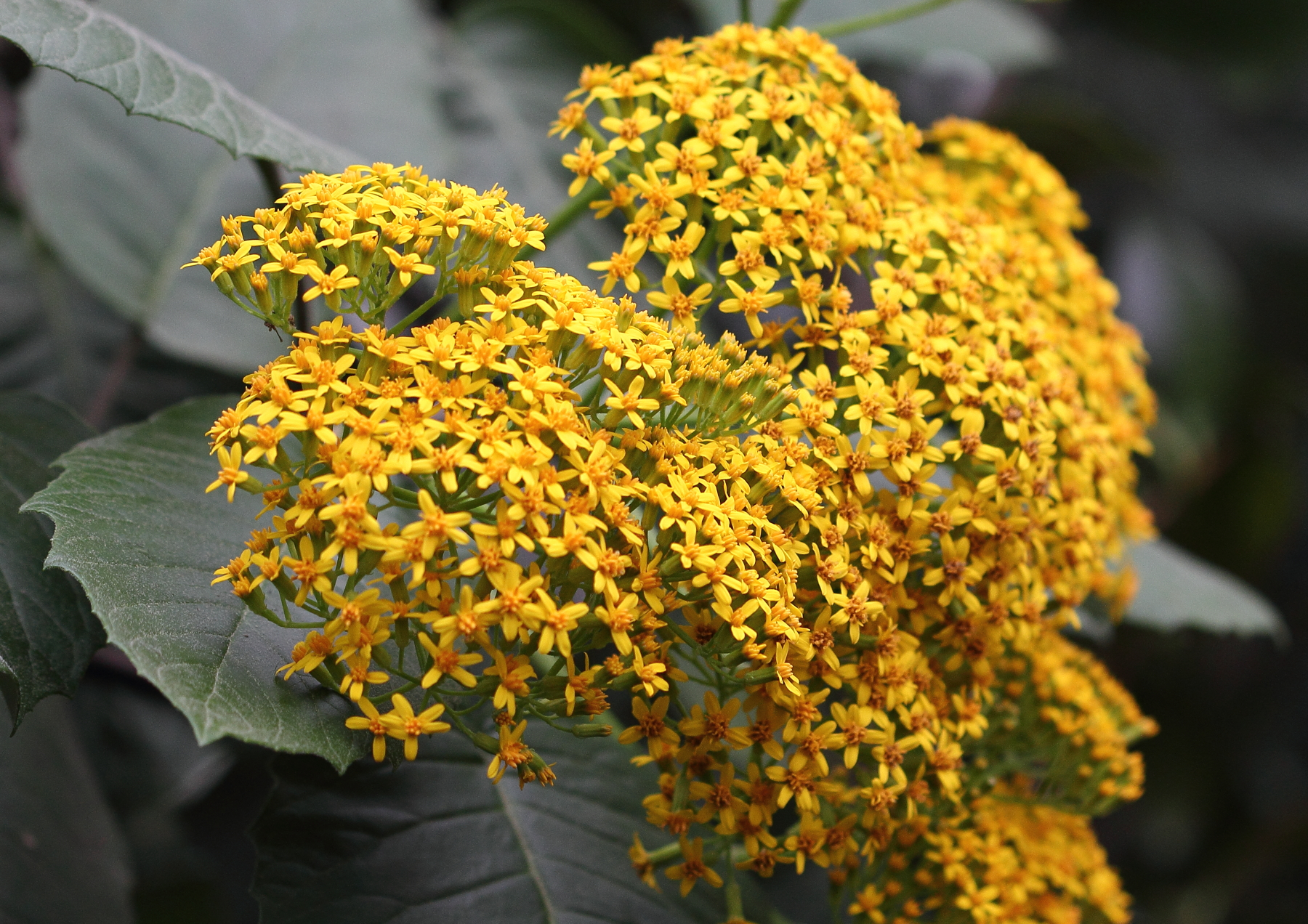
Senecio grandifolius

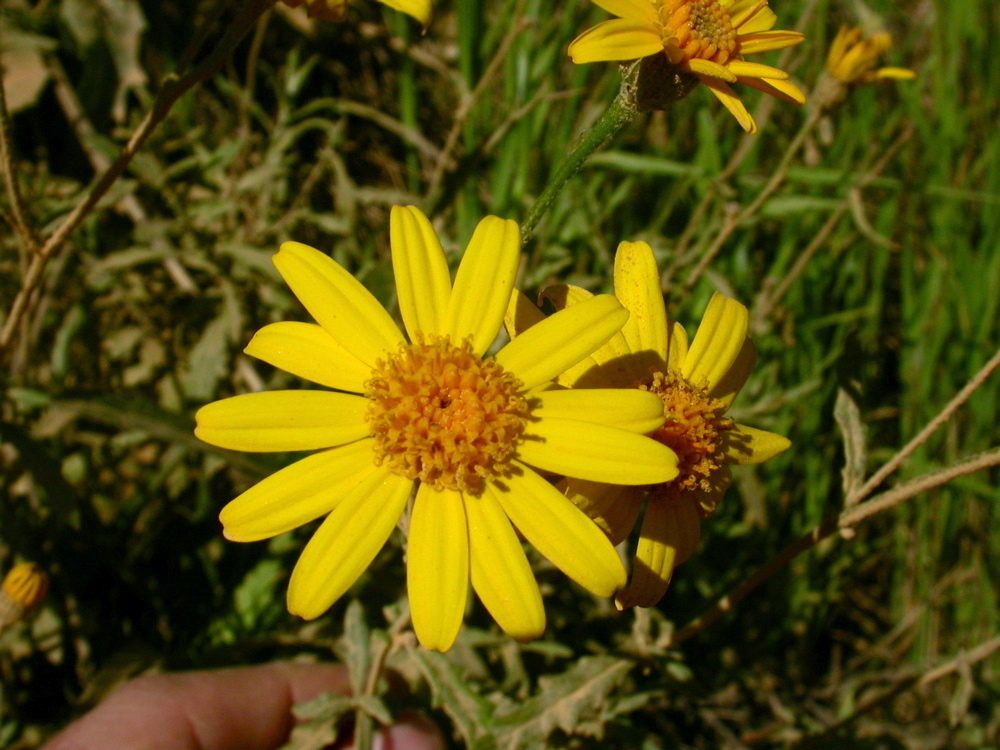
Senecio haloragis

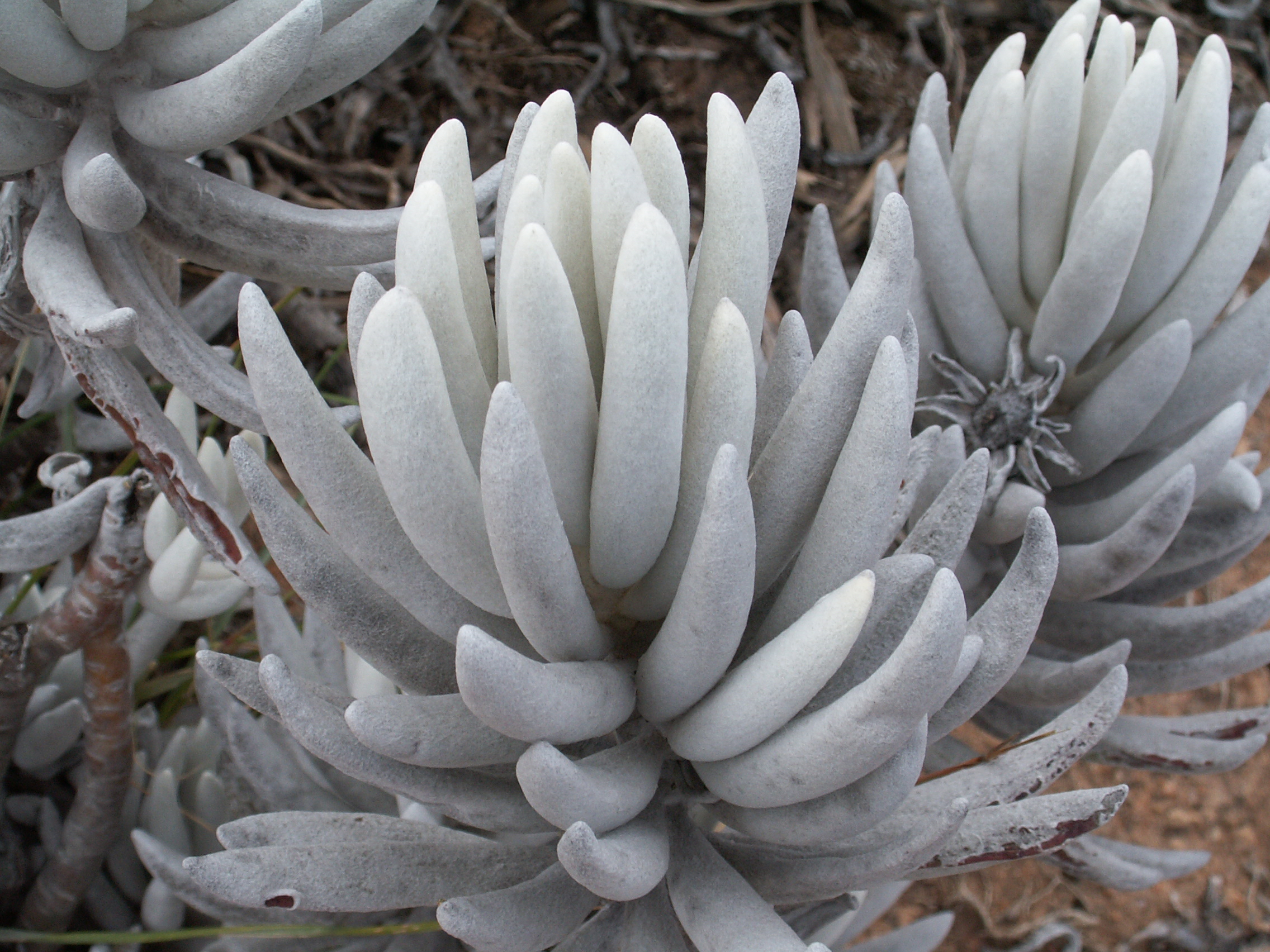
Senecio haworthii

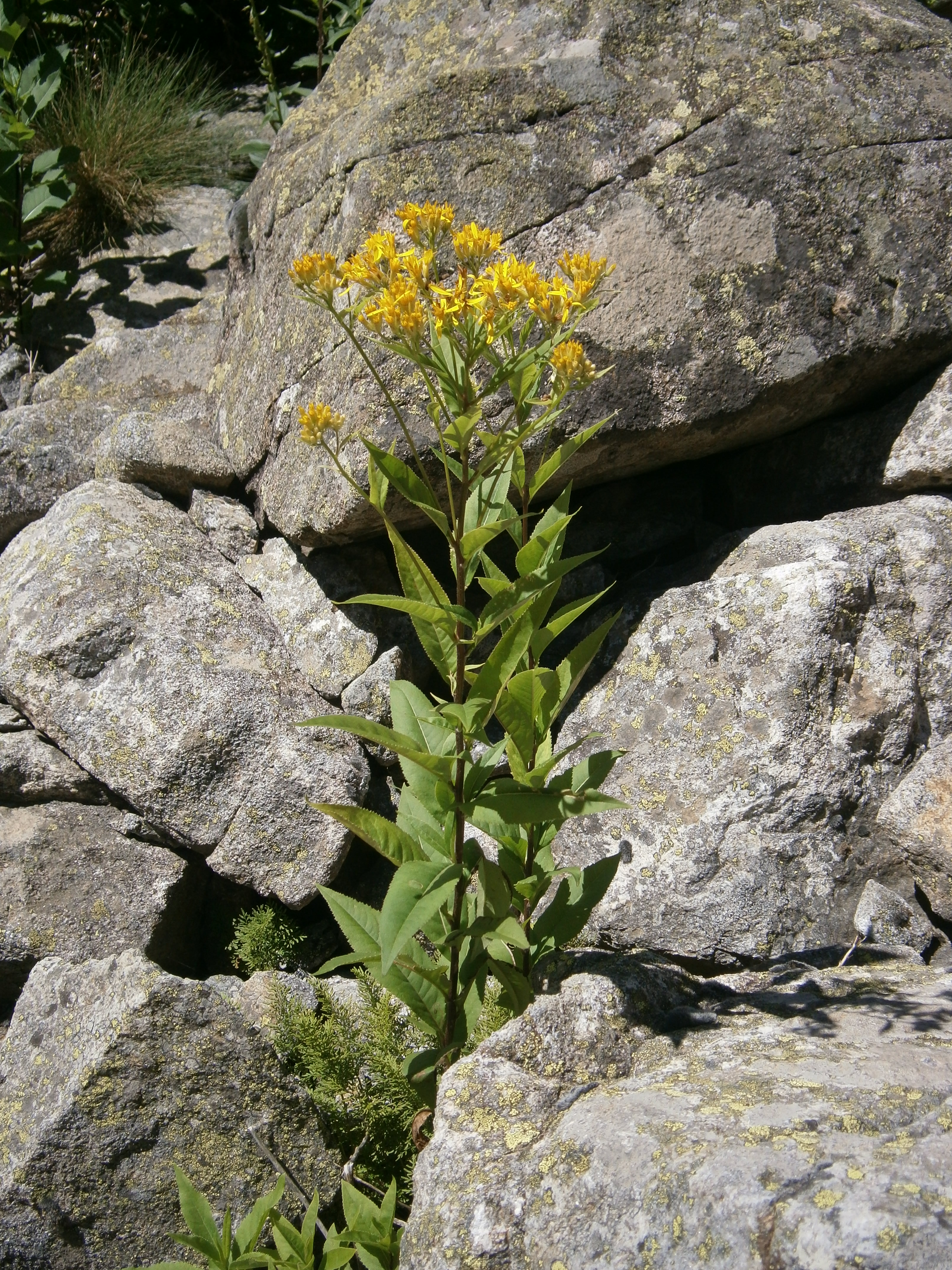
Senecio hercynicus

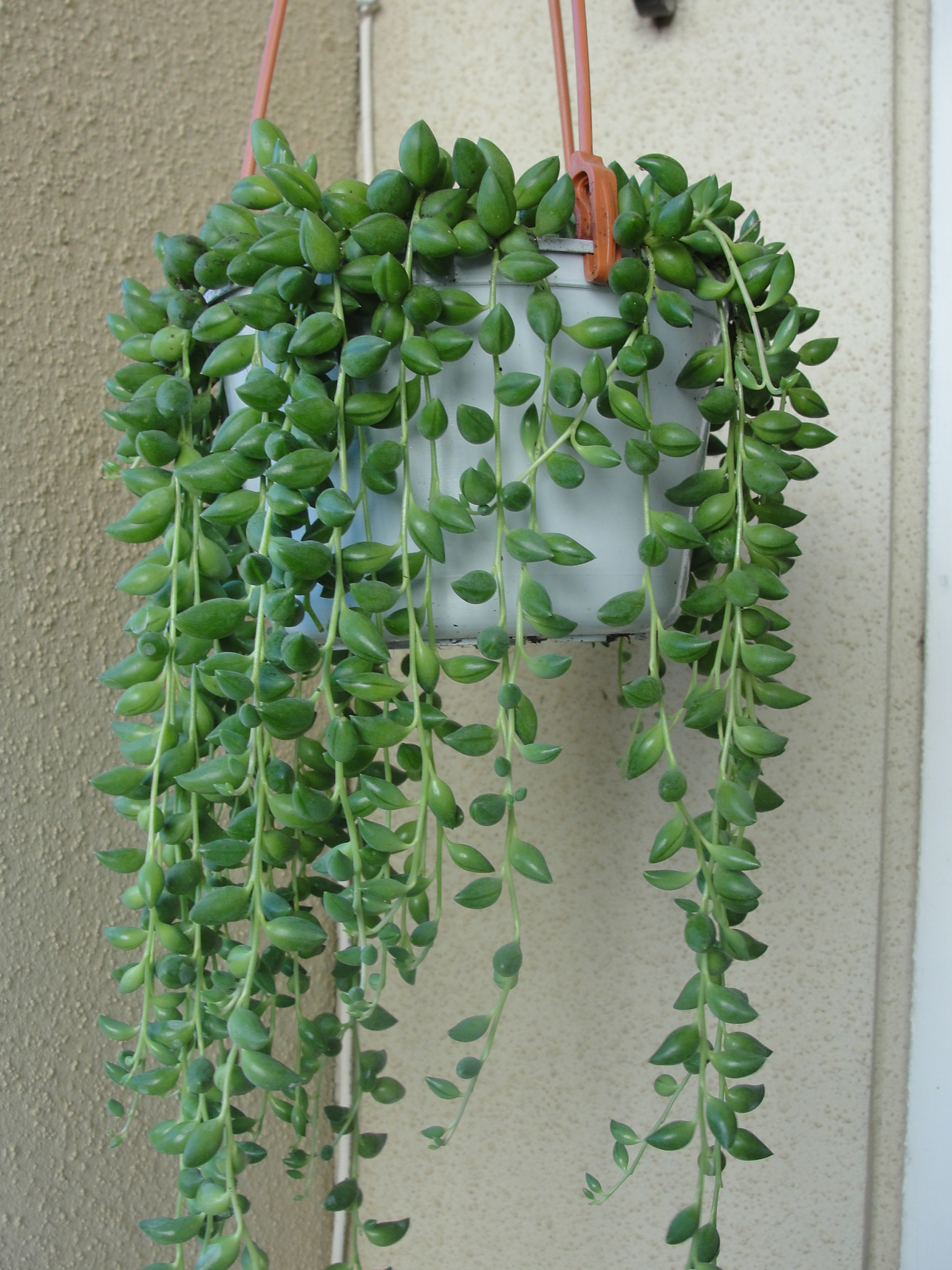
Senecio herreianus

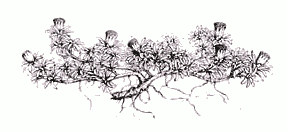
Senecio humillimus

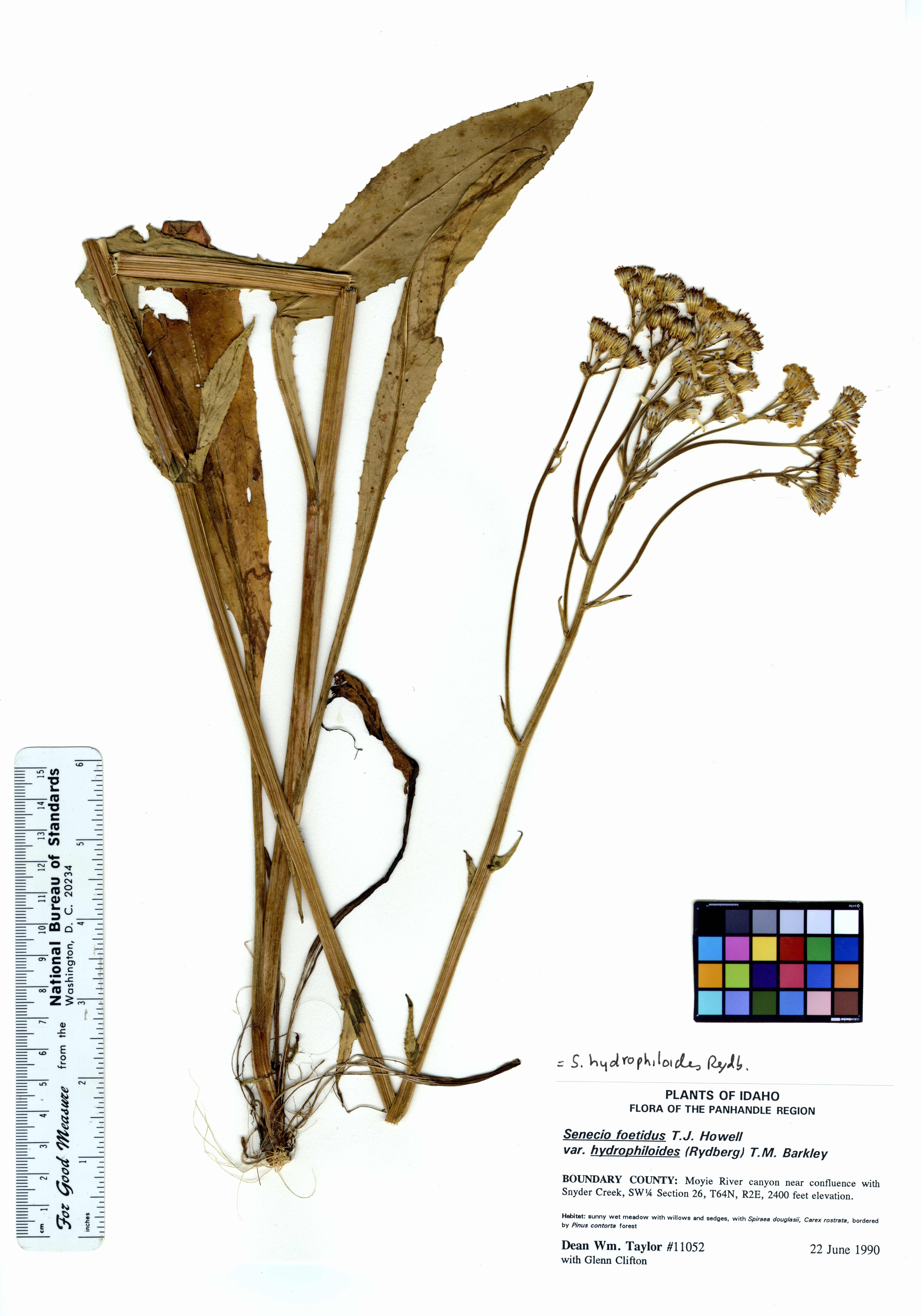
Senecio hydrophilus

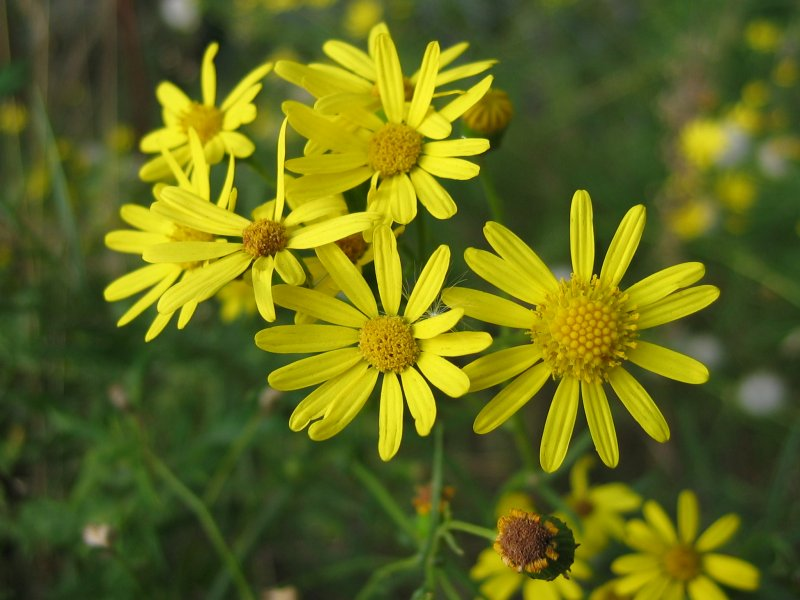
Senecio inaequidens

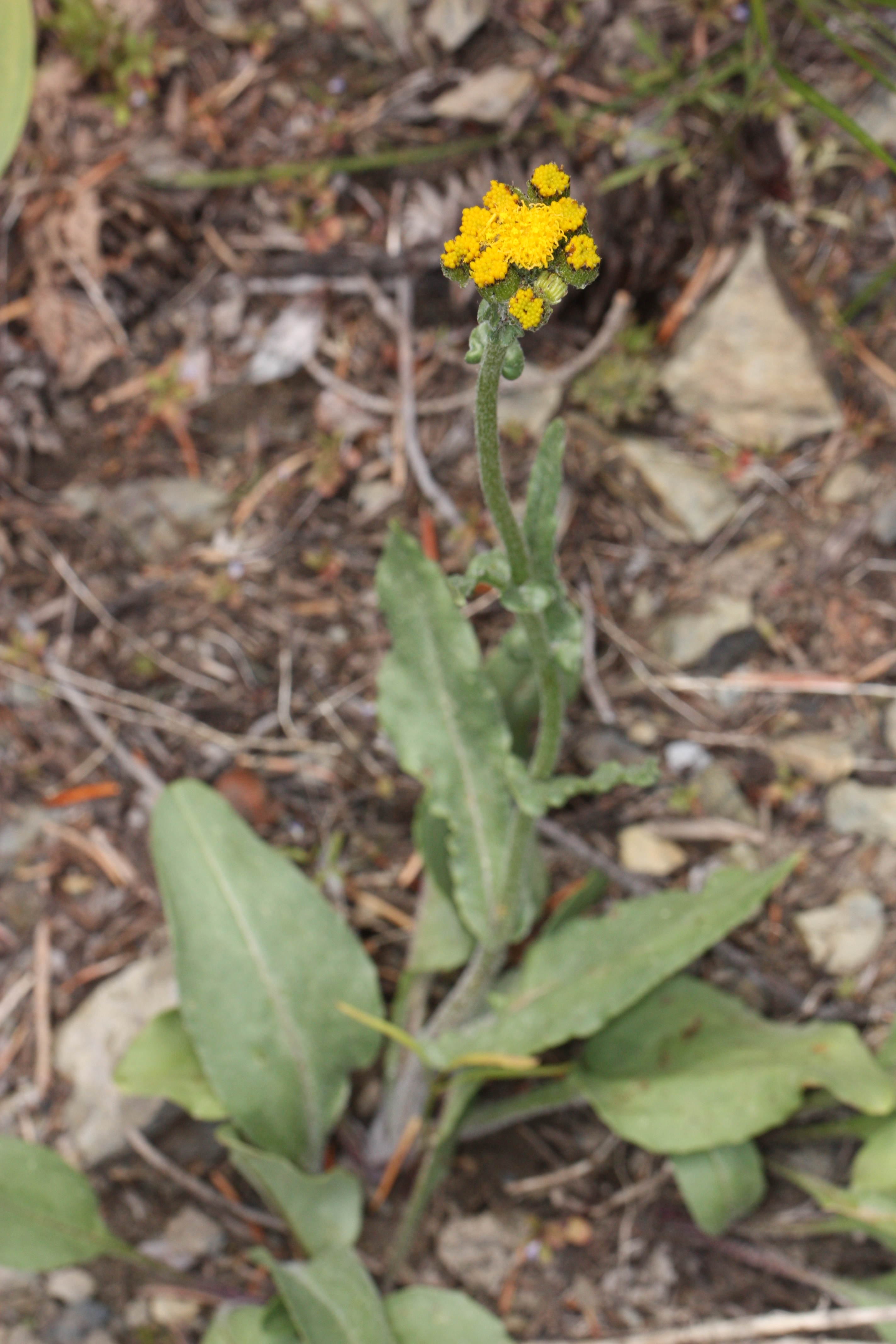
Senecio integerrimus

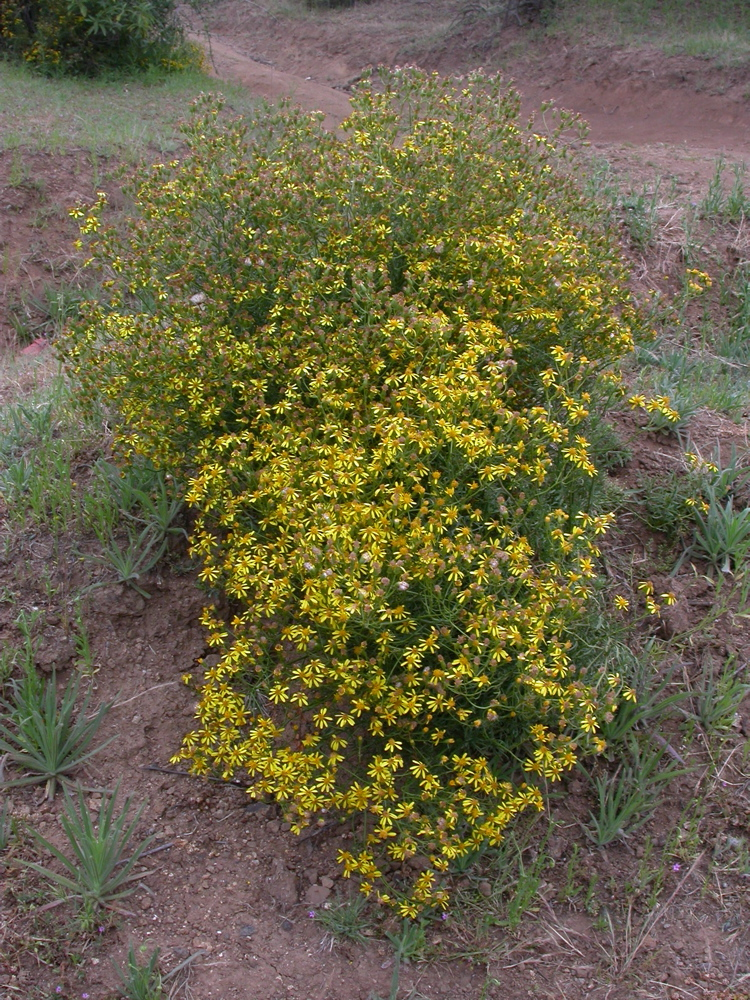
Senecio invalidus

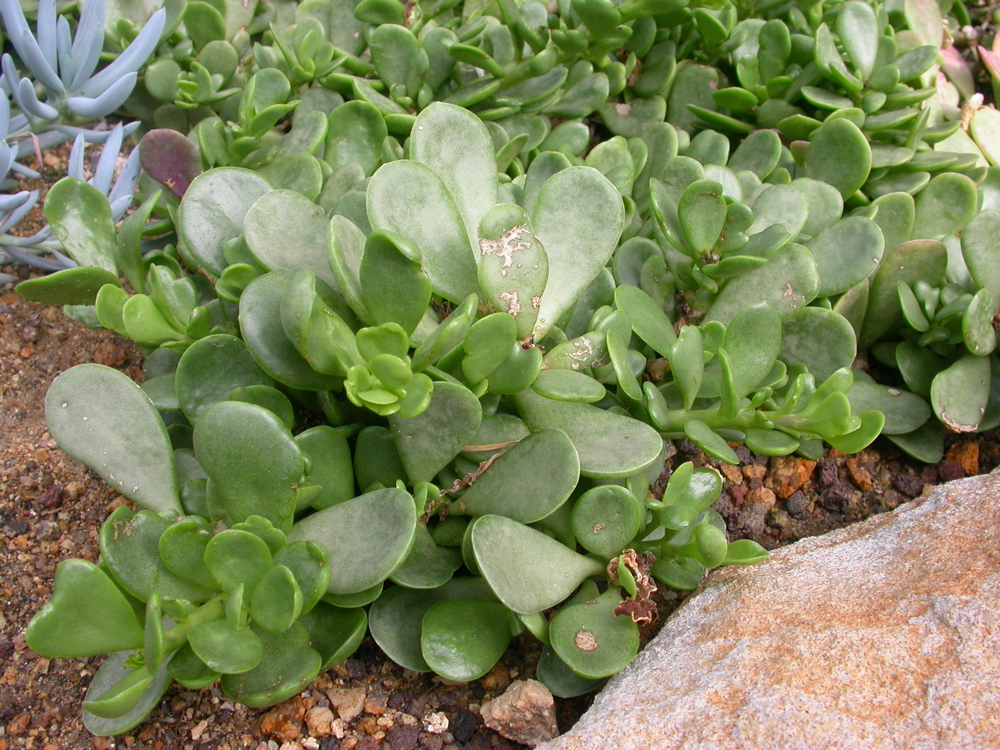
Senecio jacobsenii

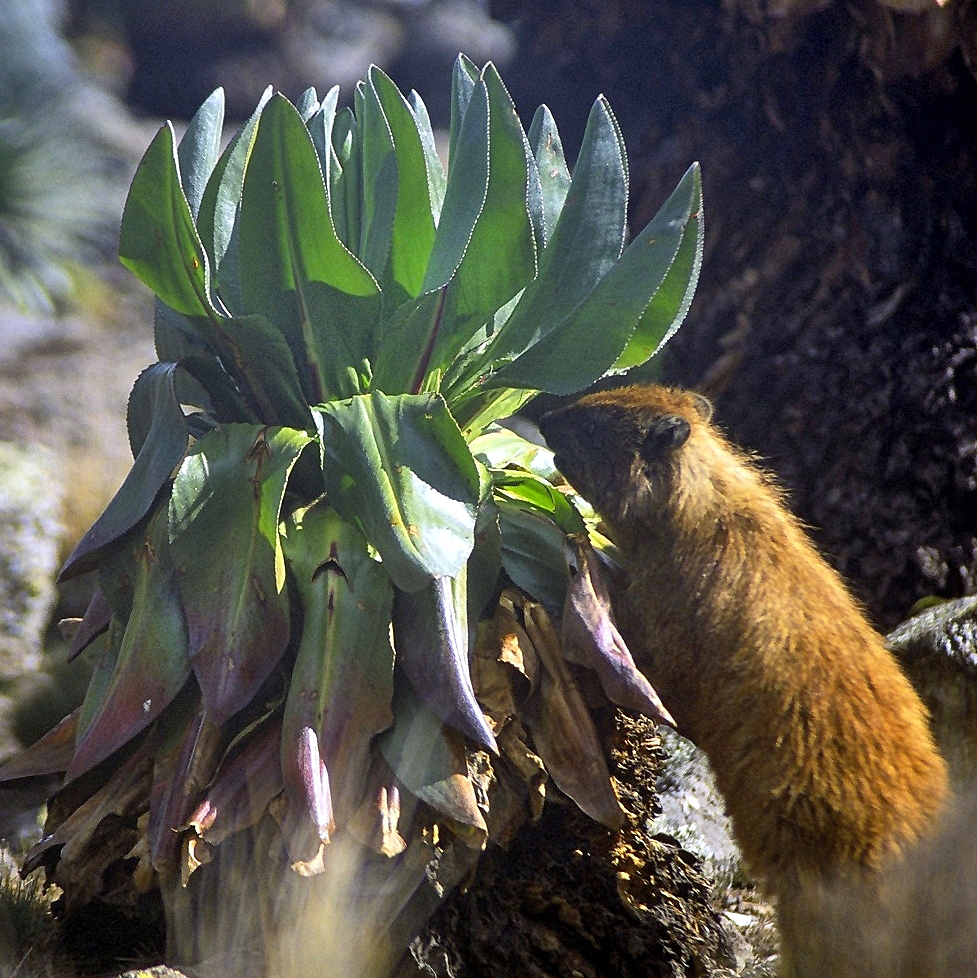
Senecio keniensis

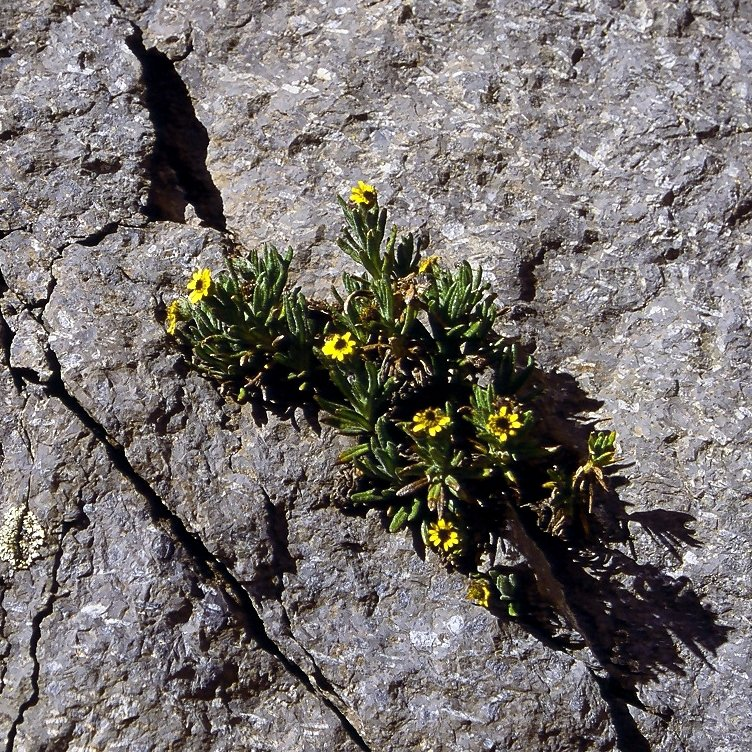
Senecio keniophytum

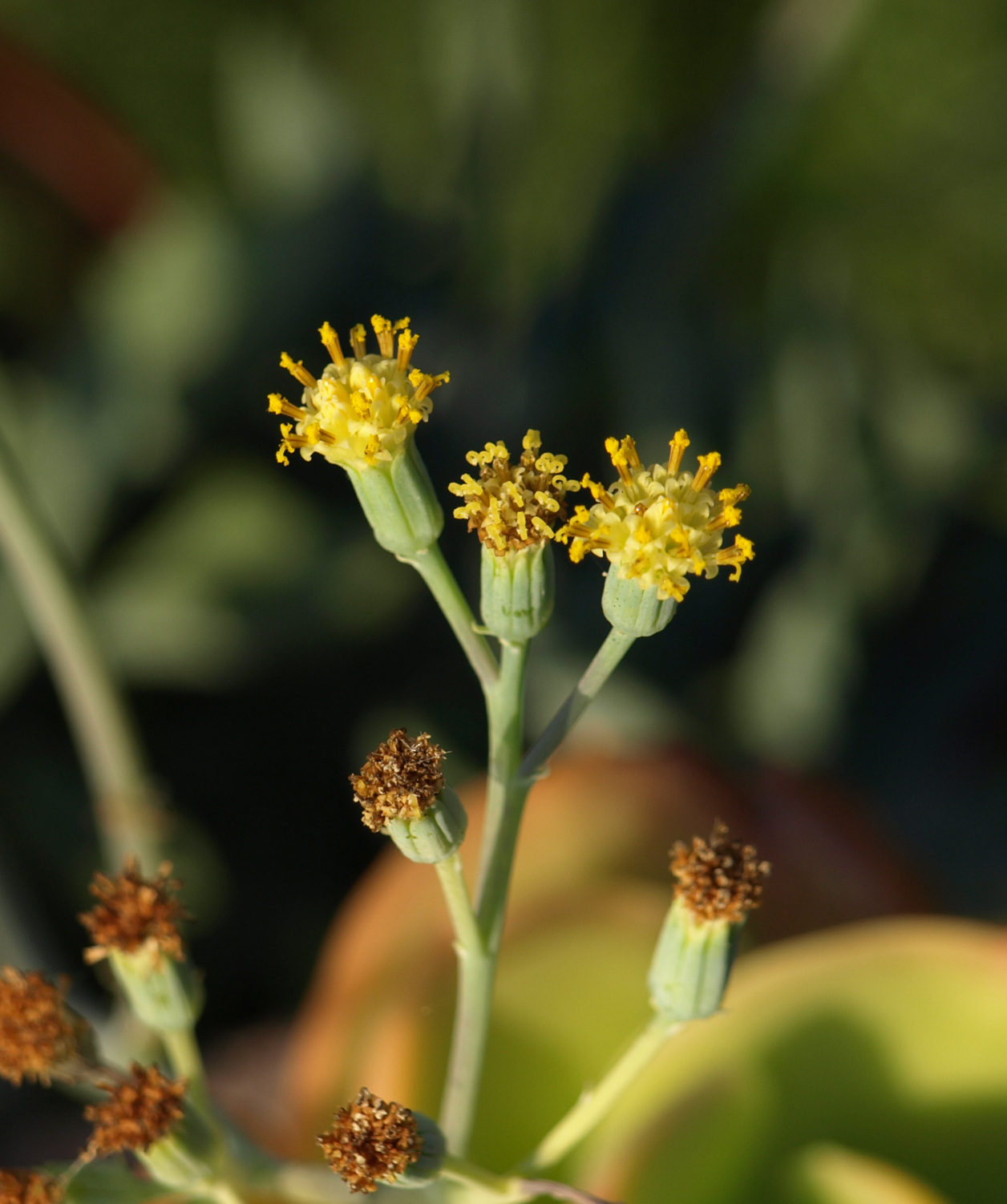
Senecio kleiniiformis

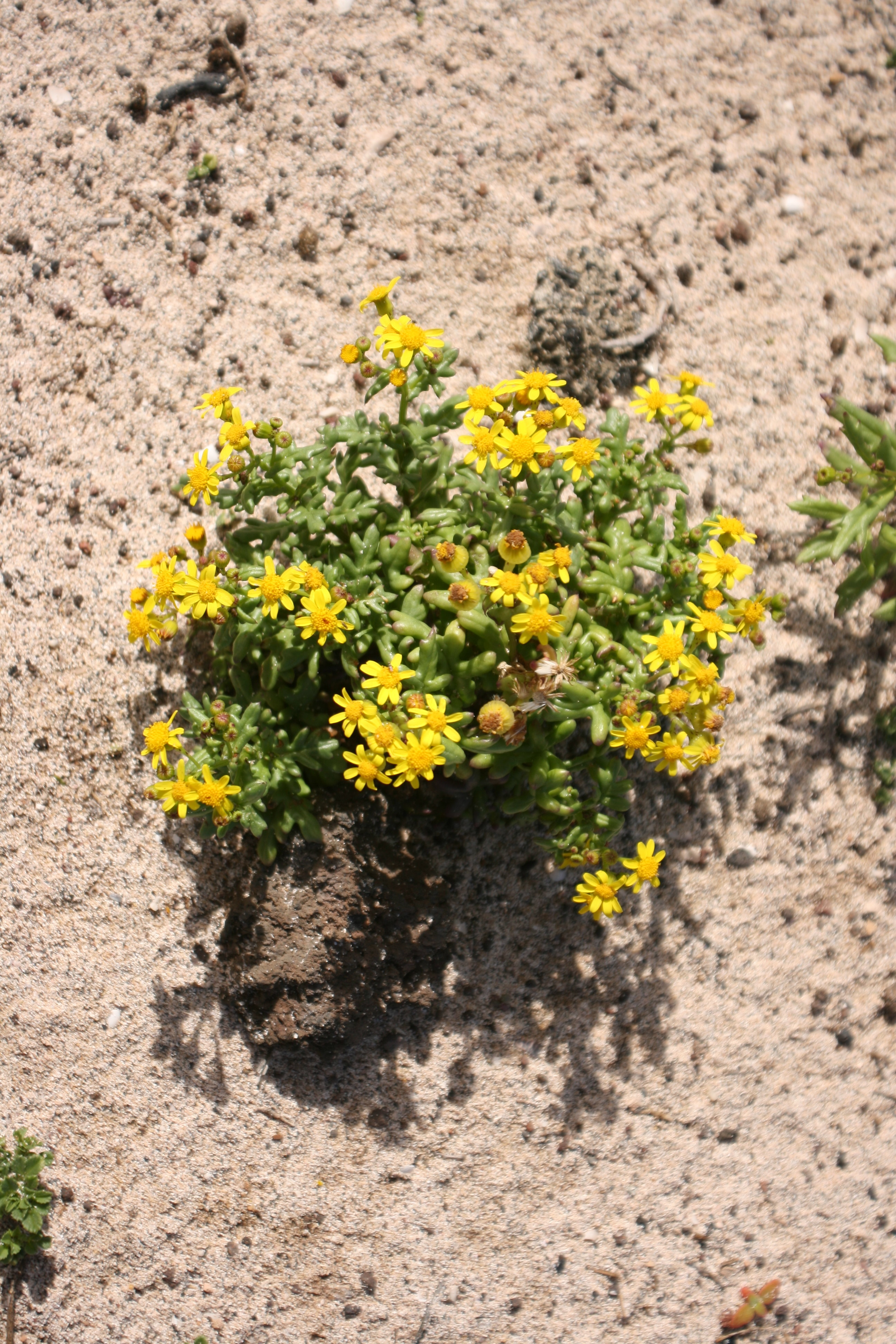
Senecio leucanthemifolius

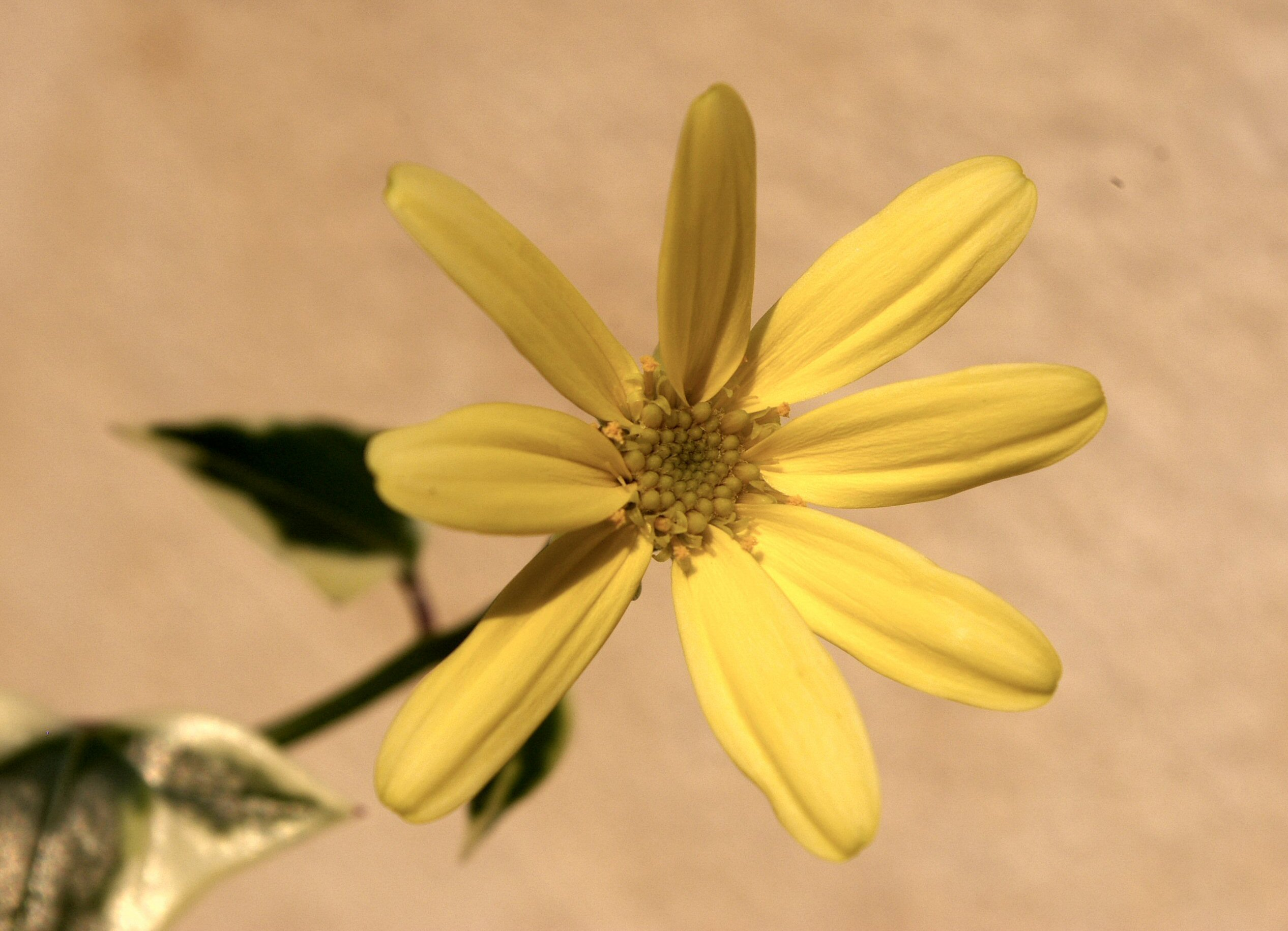
Senecio macroglossus

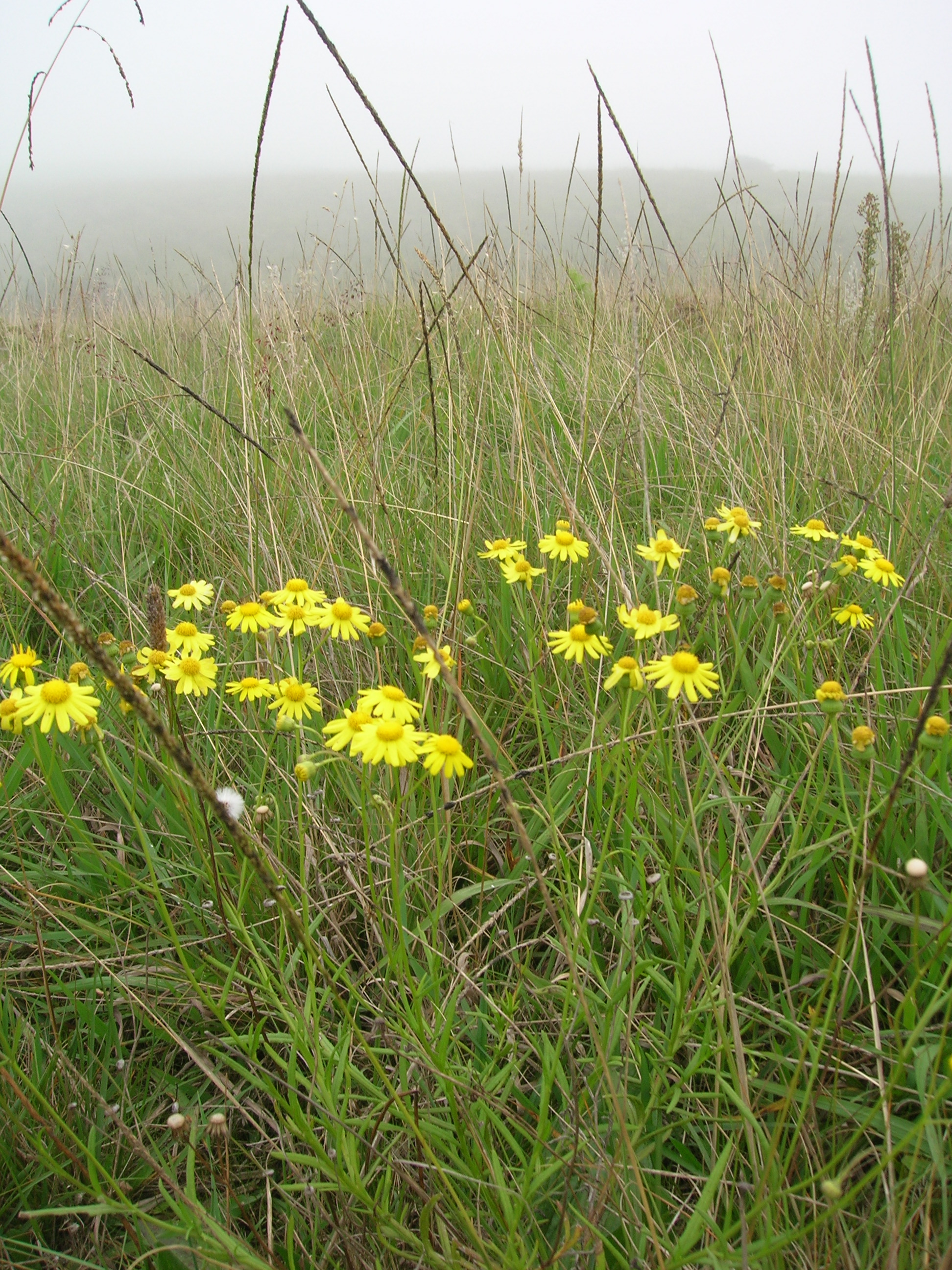
Senecio madagascariensis

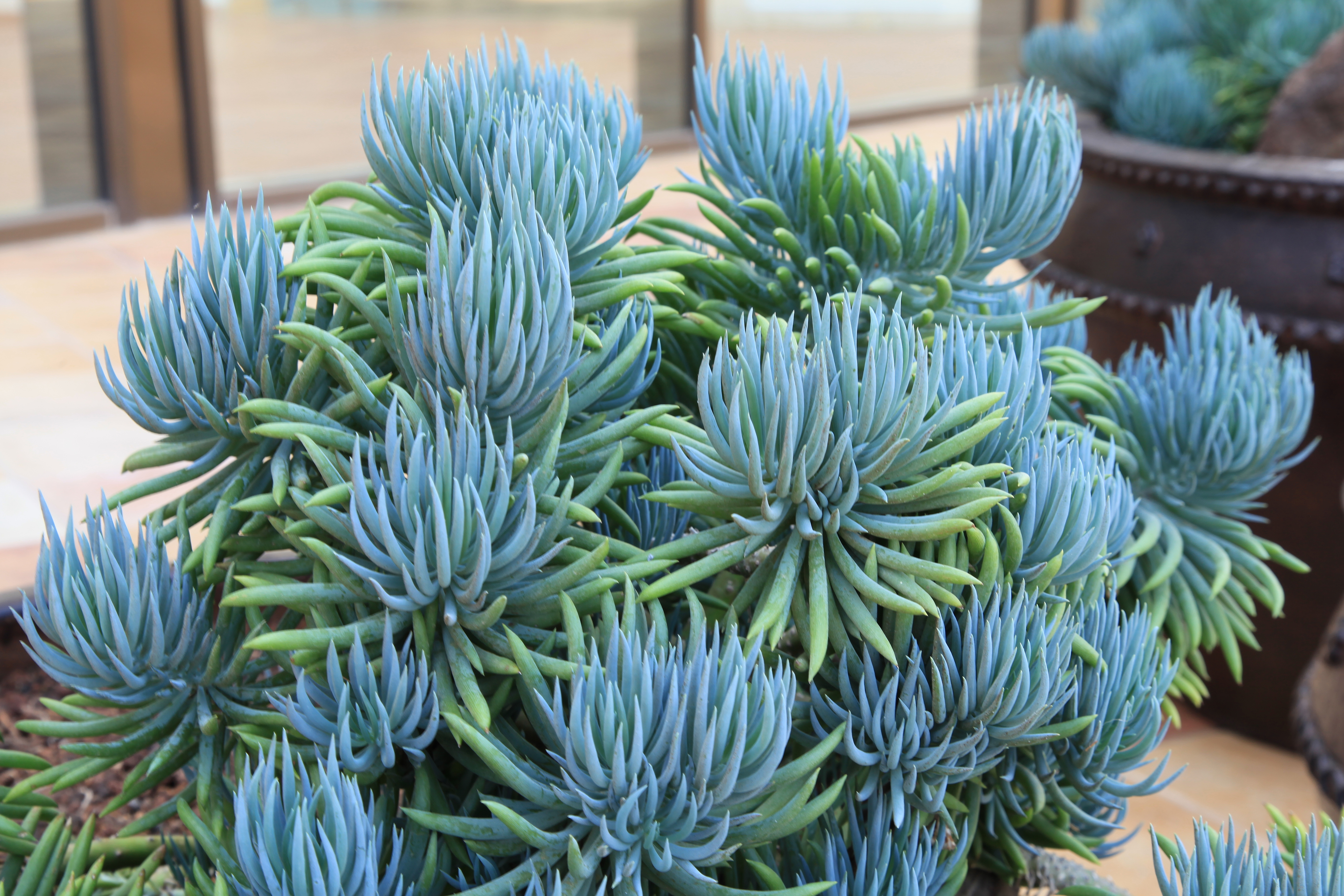
Senecio mandraliscae

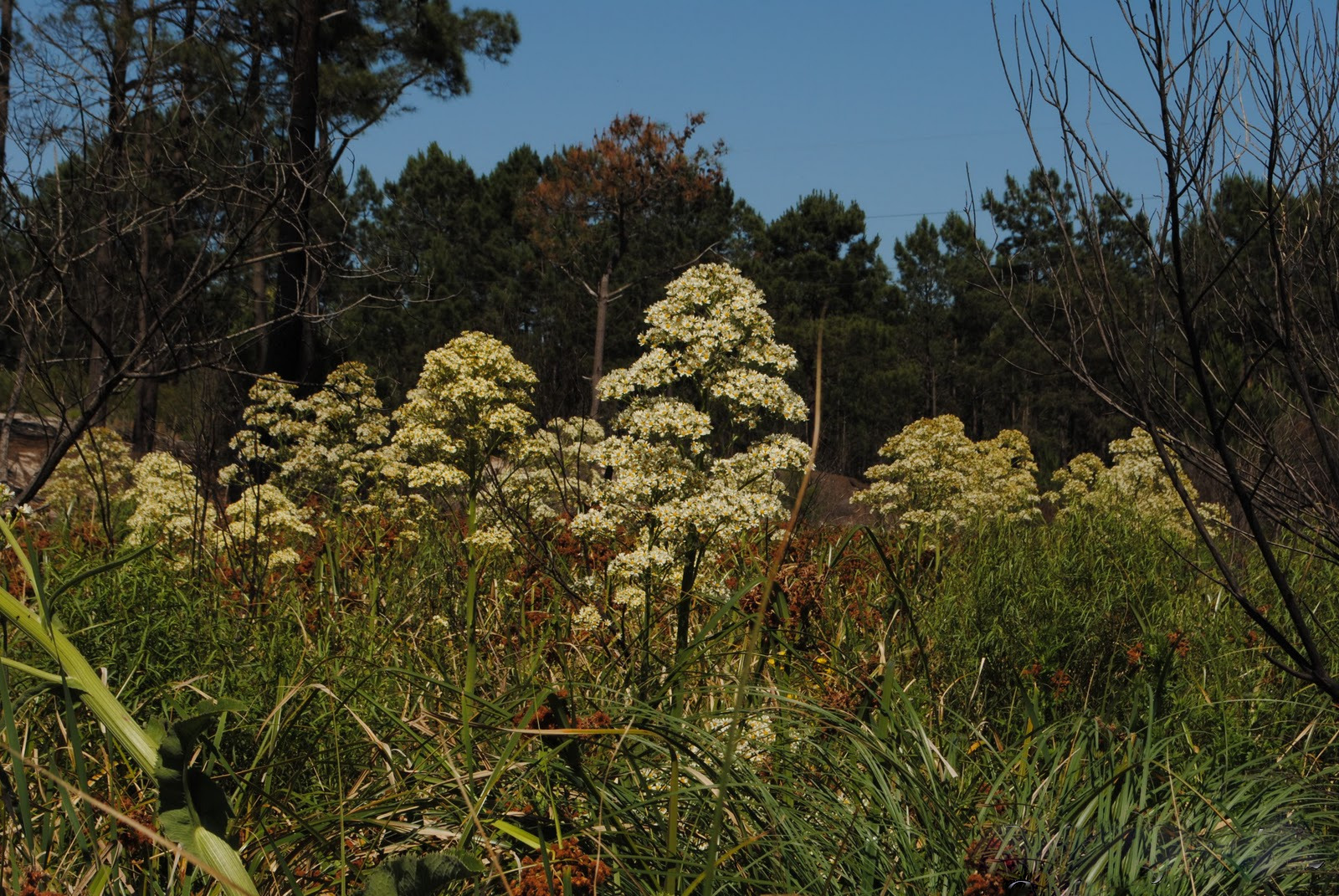
Senecio mattfeldianus

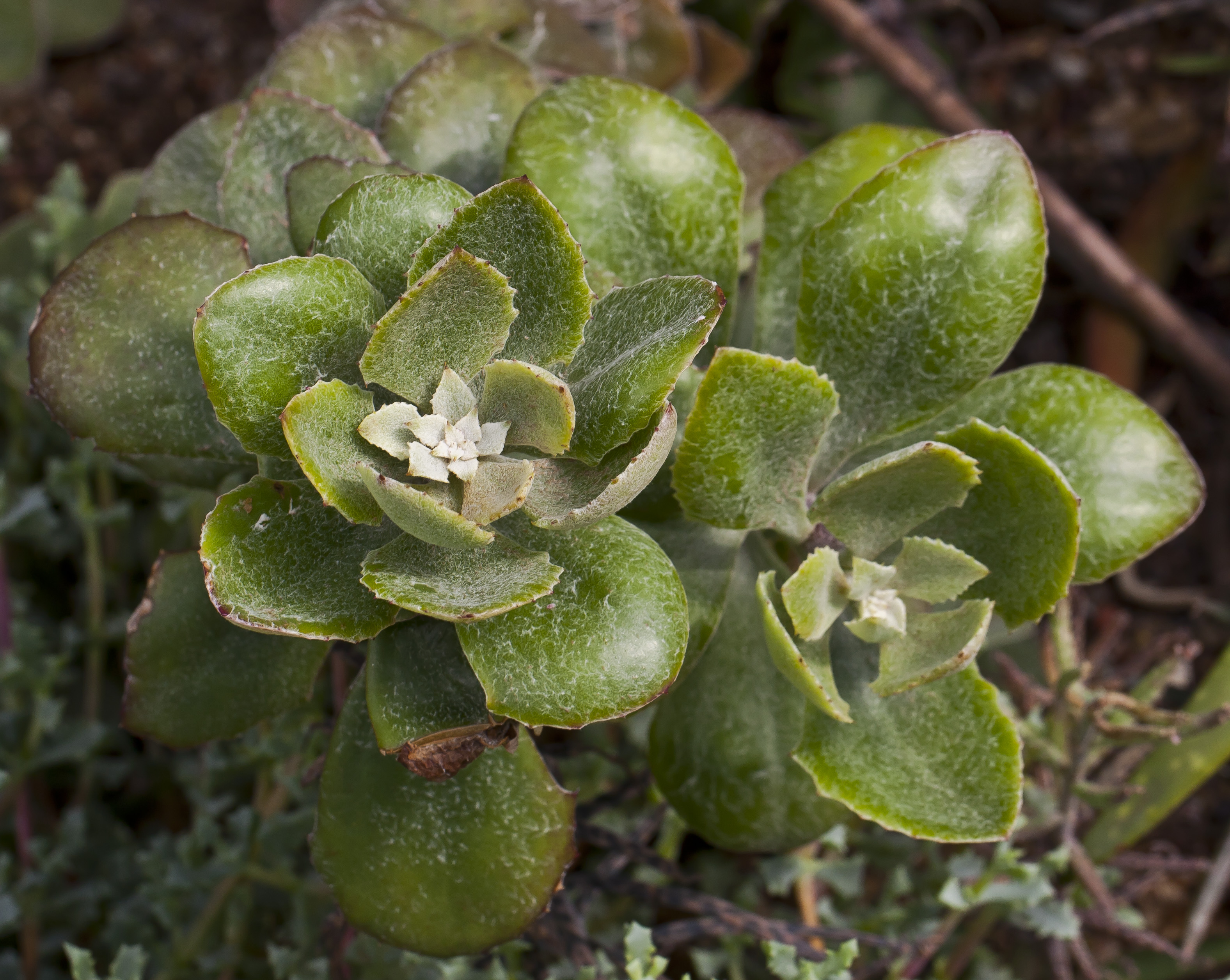
Senecio medley-woodii

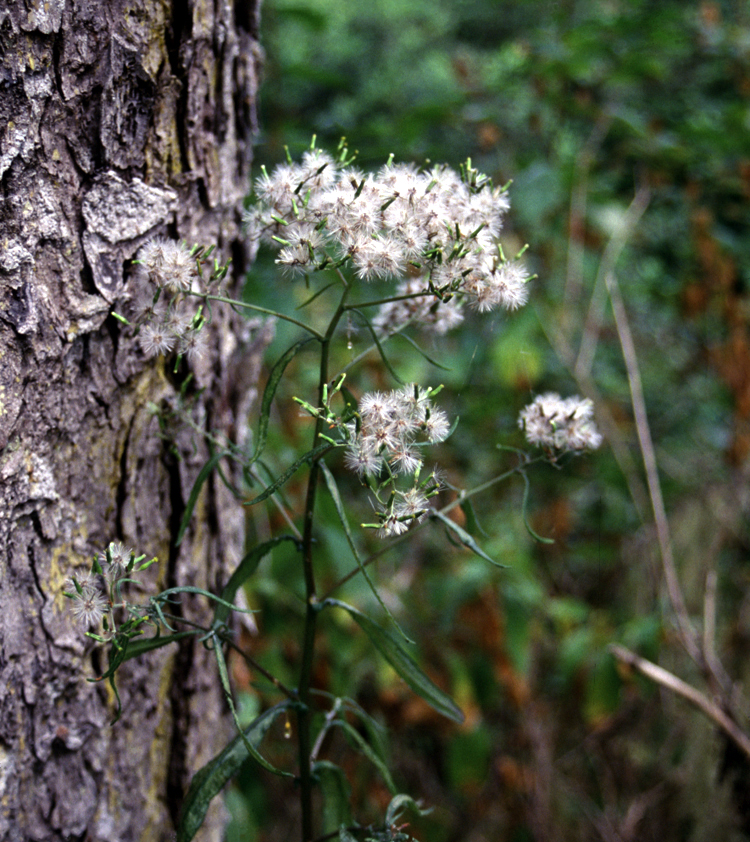
Senecio minimus

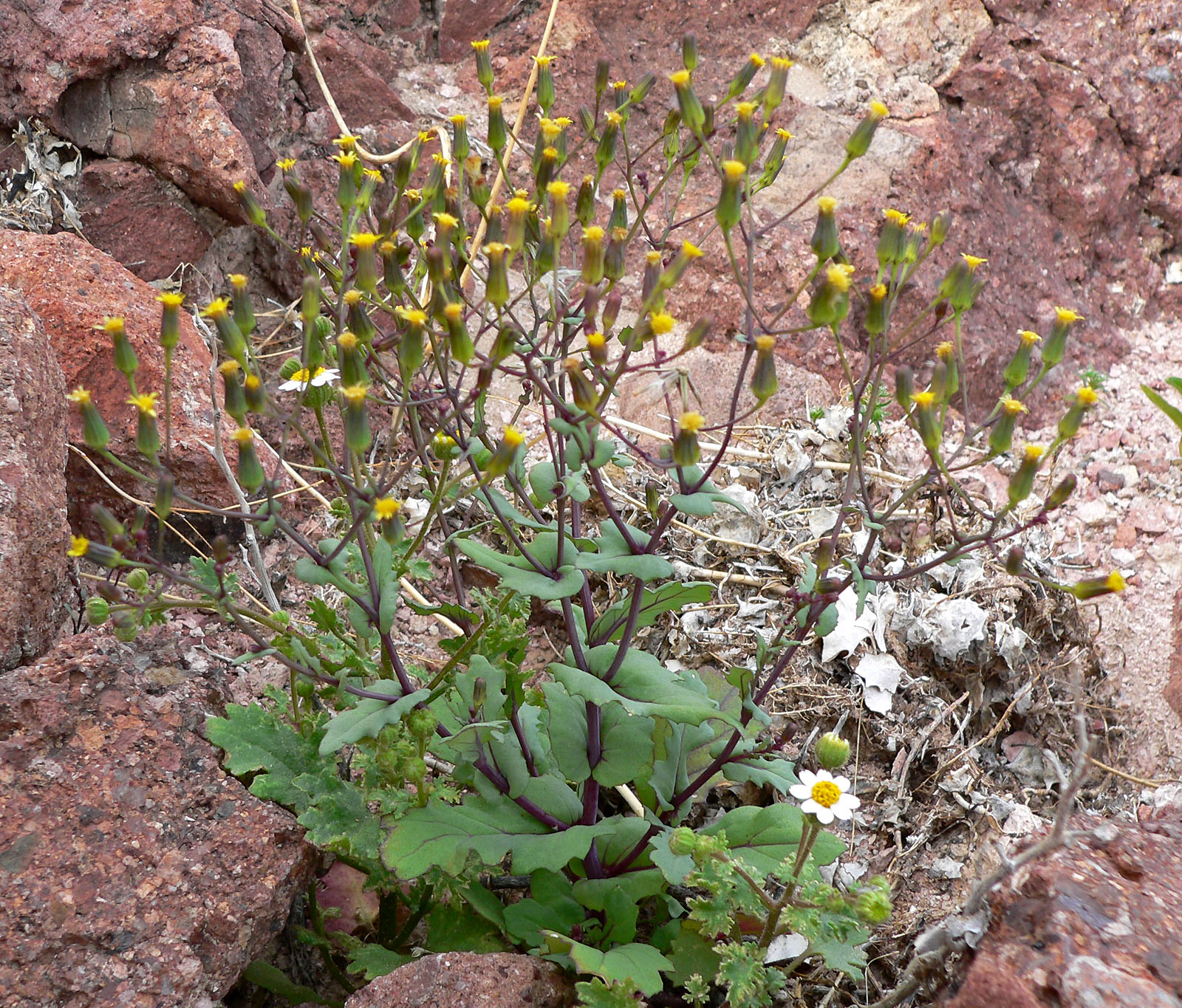
Senecio mohavensis

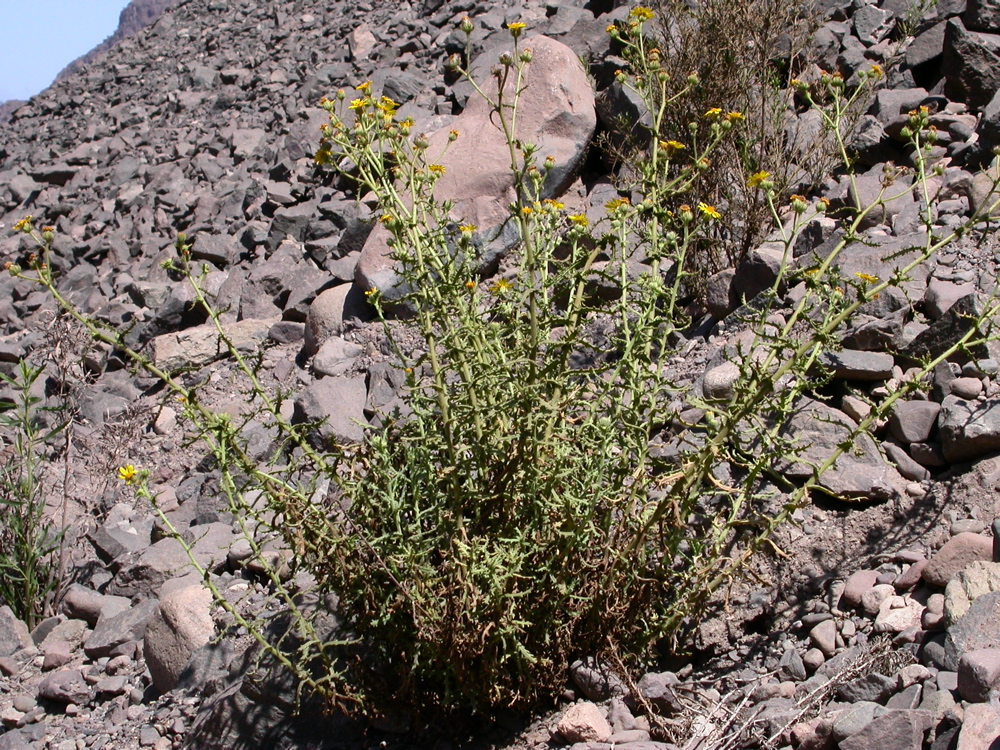
Senecio murinus

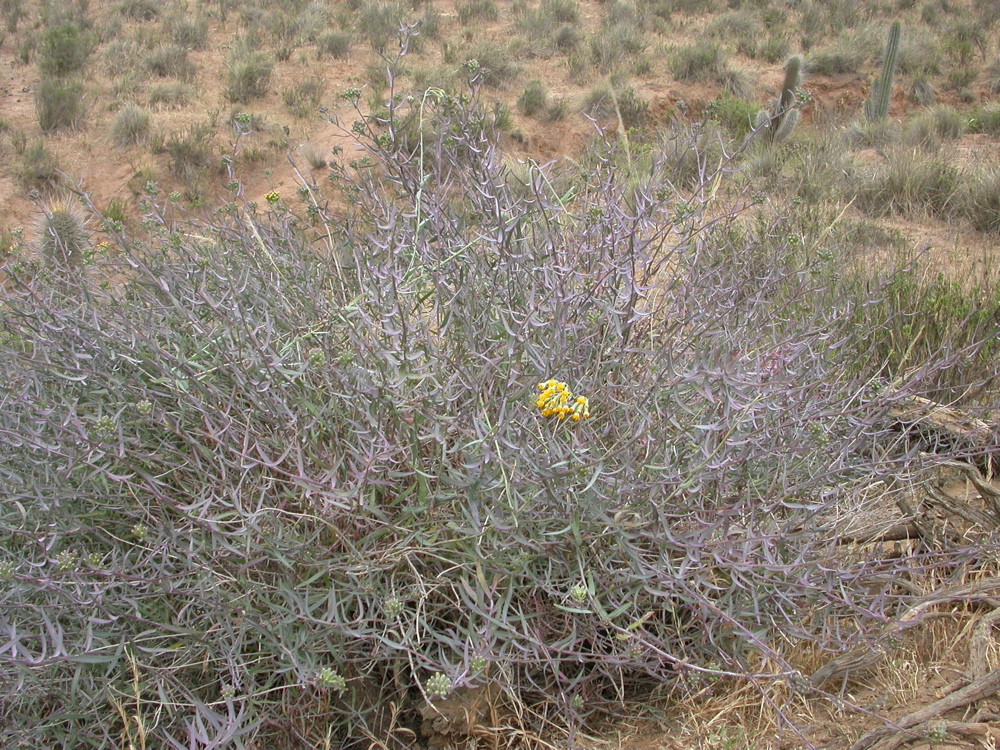
Senecio murorum

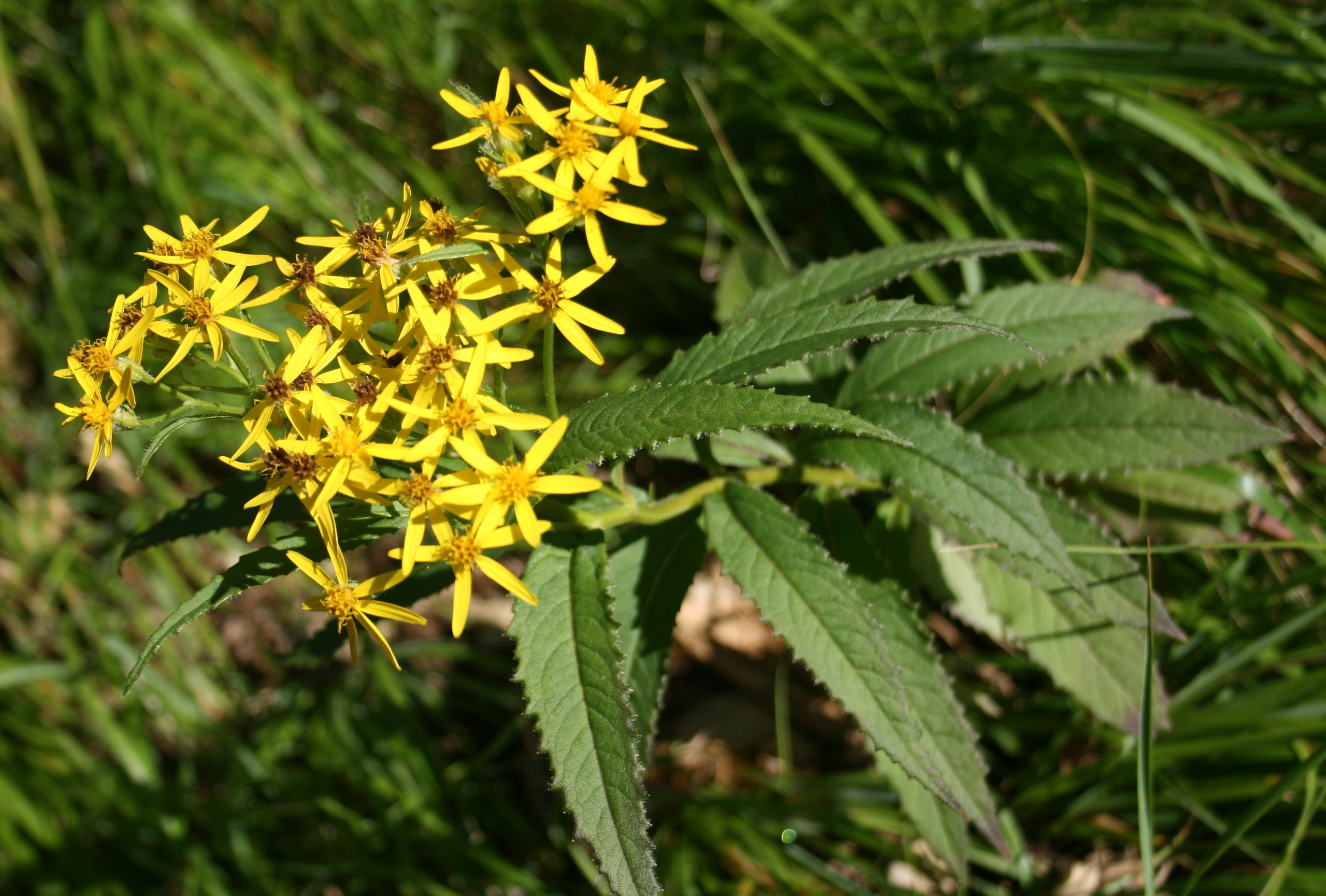
Senecio nemorensis

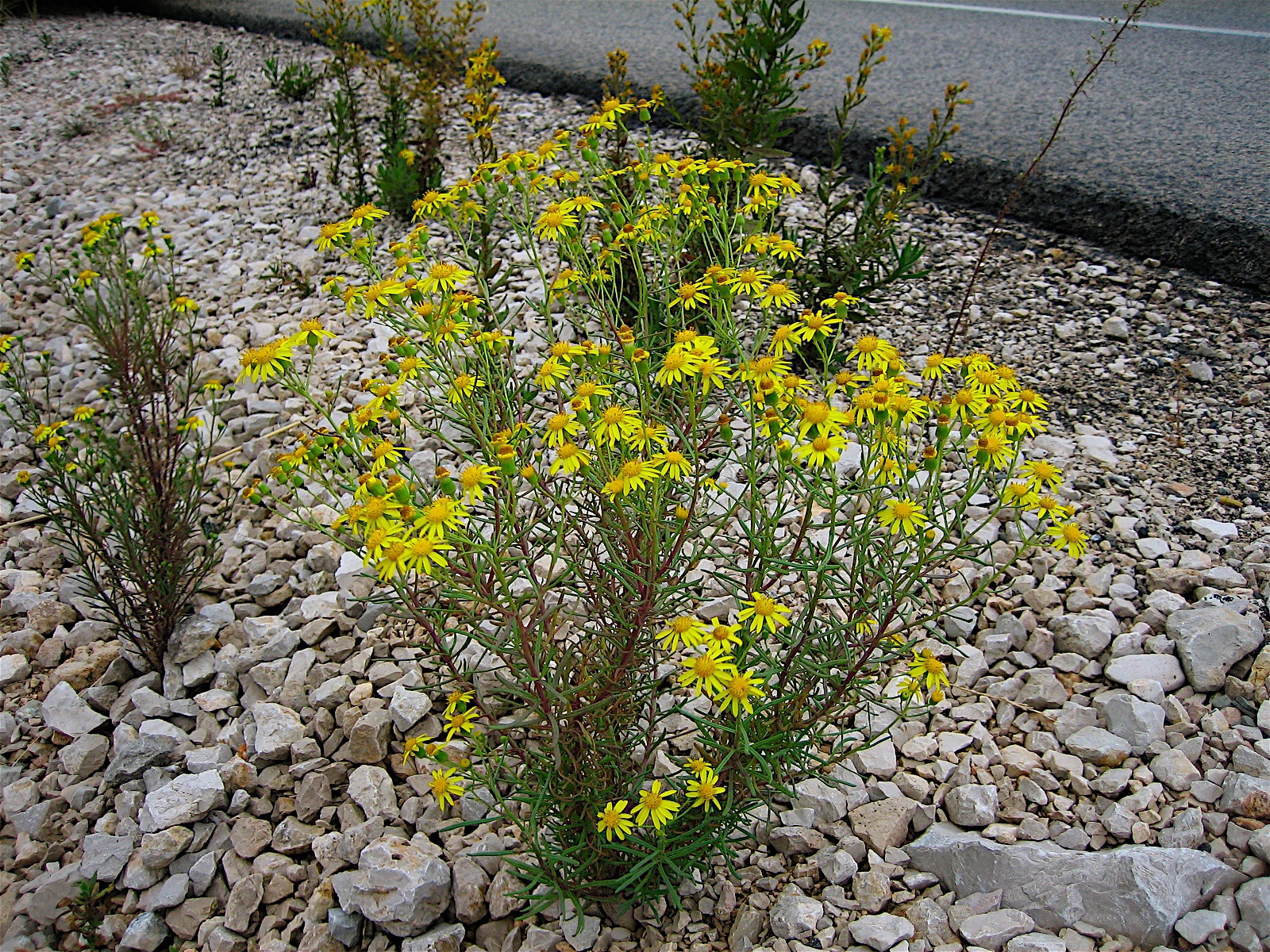
Senecio nevadensis

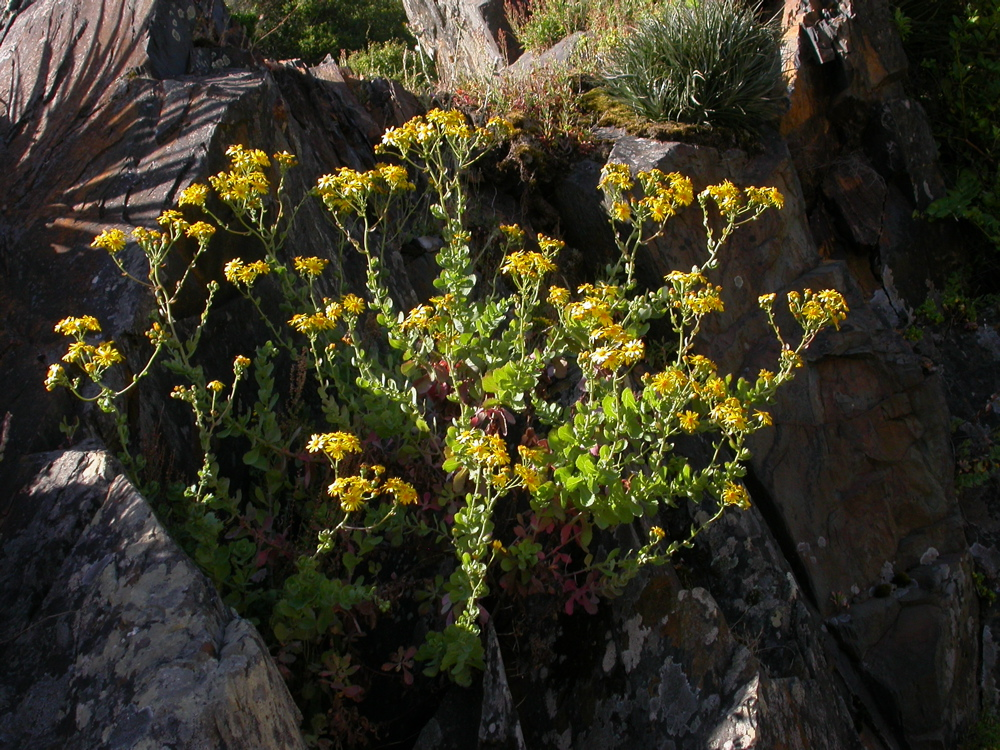
Senecio nigrescens

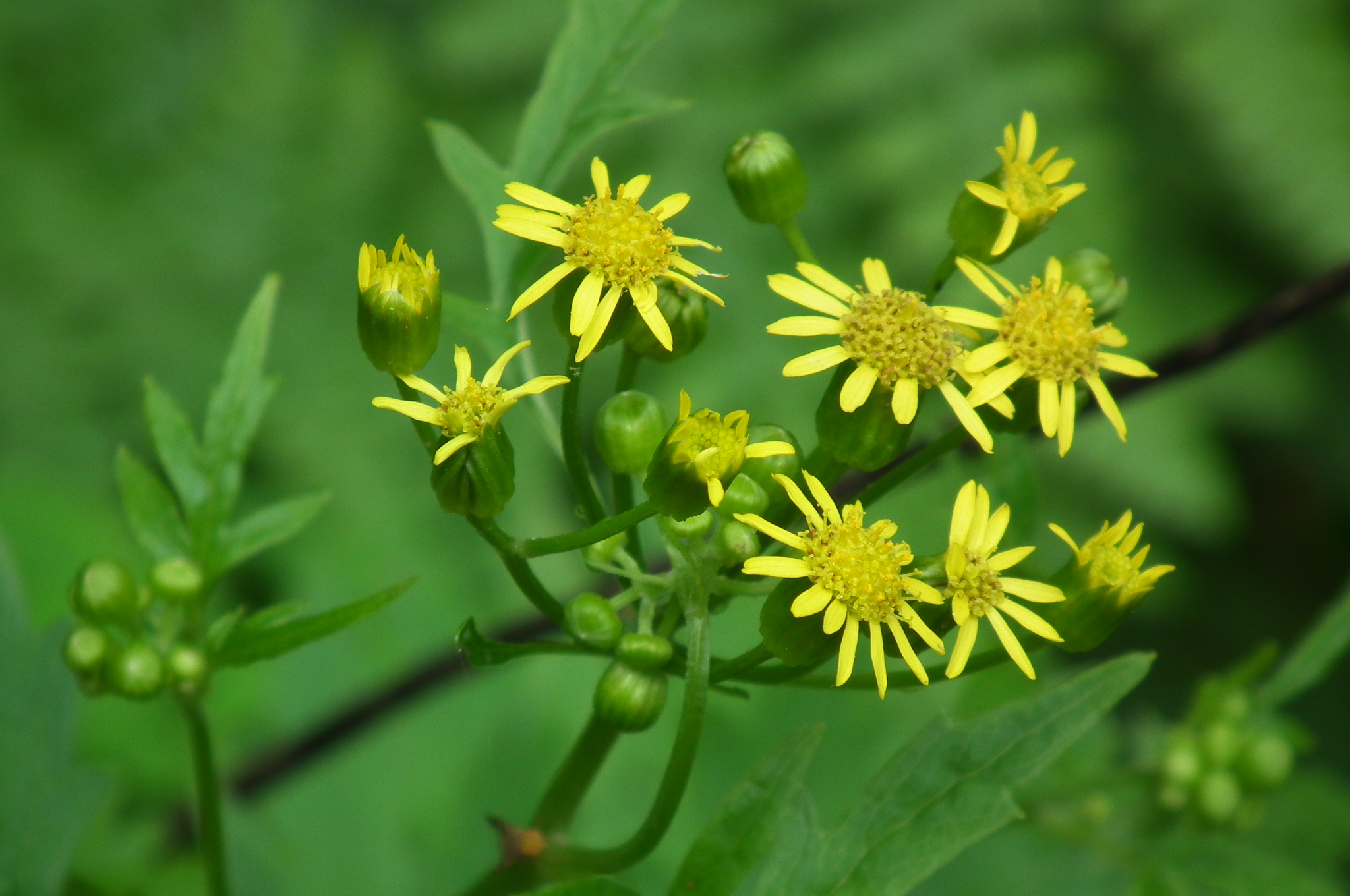
Senecio nikoensis

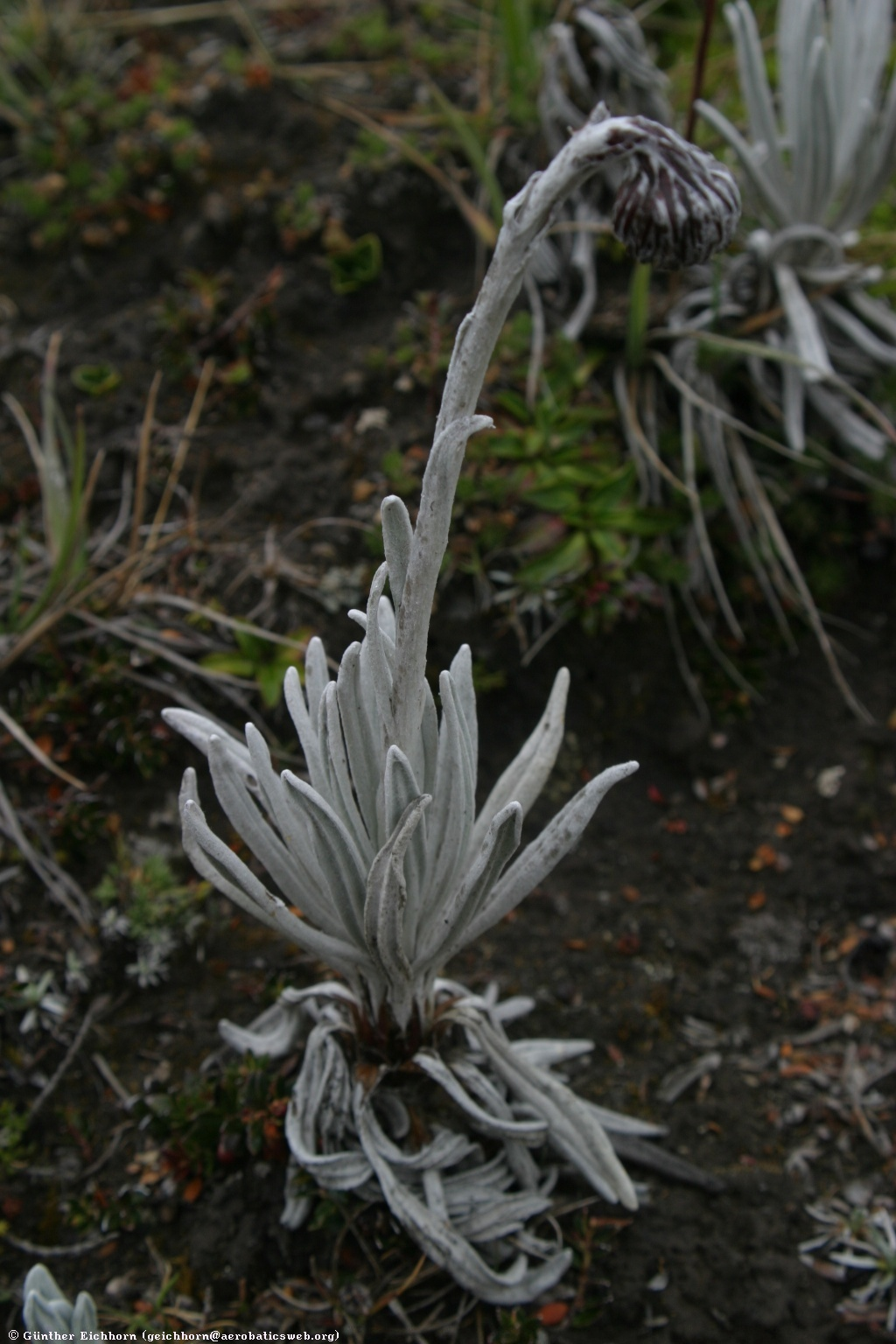
Senecio nivalis

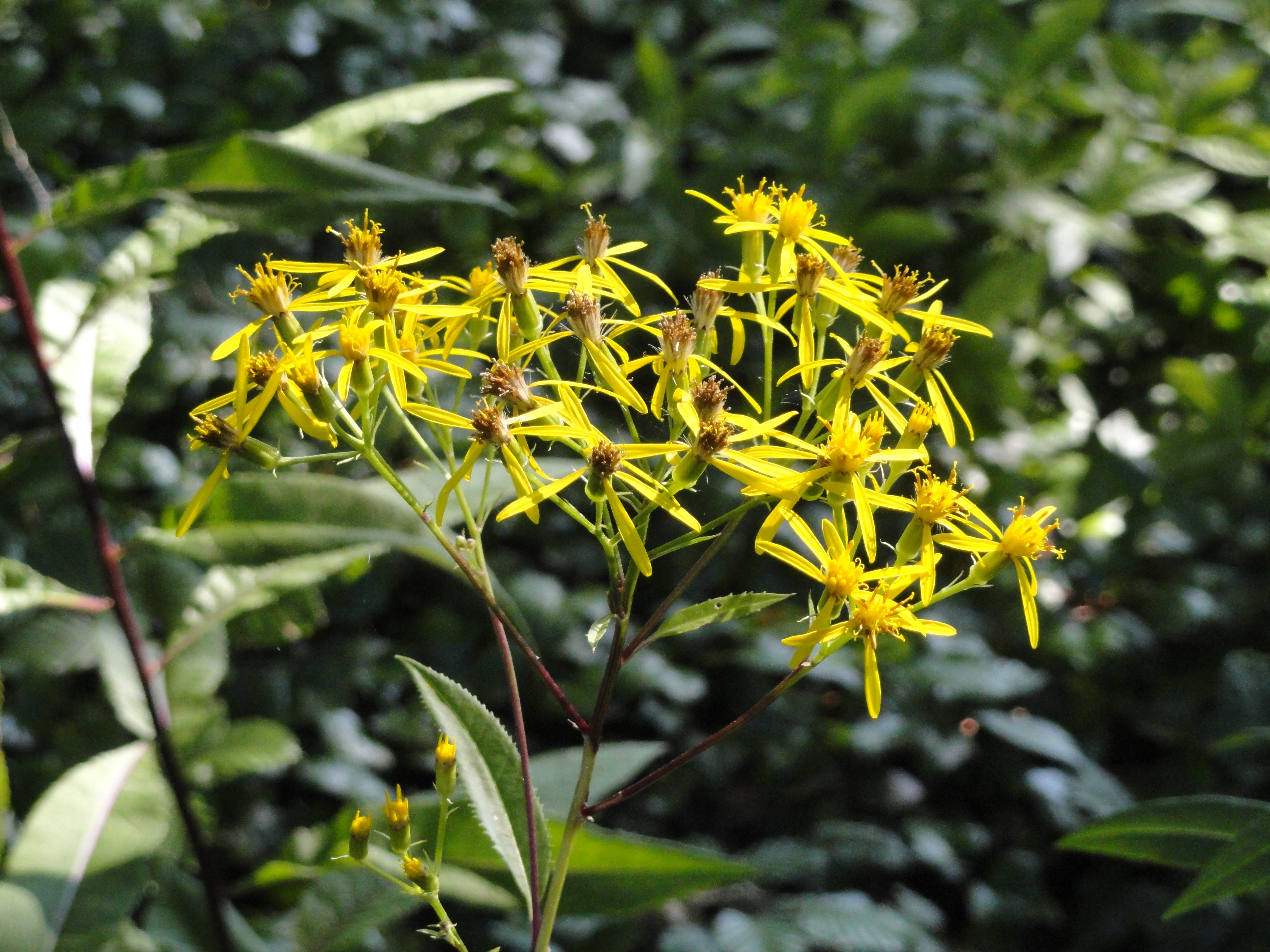
Senecio ovatus

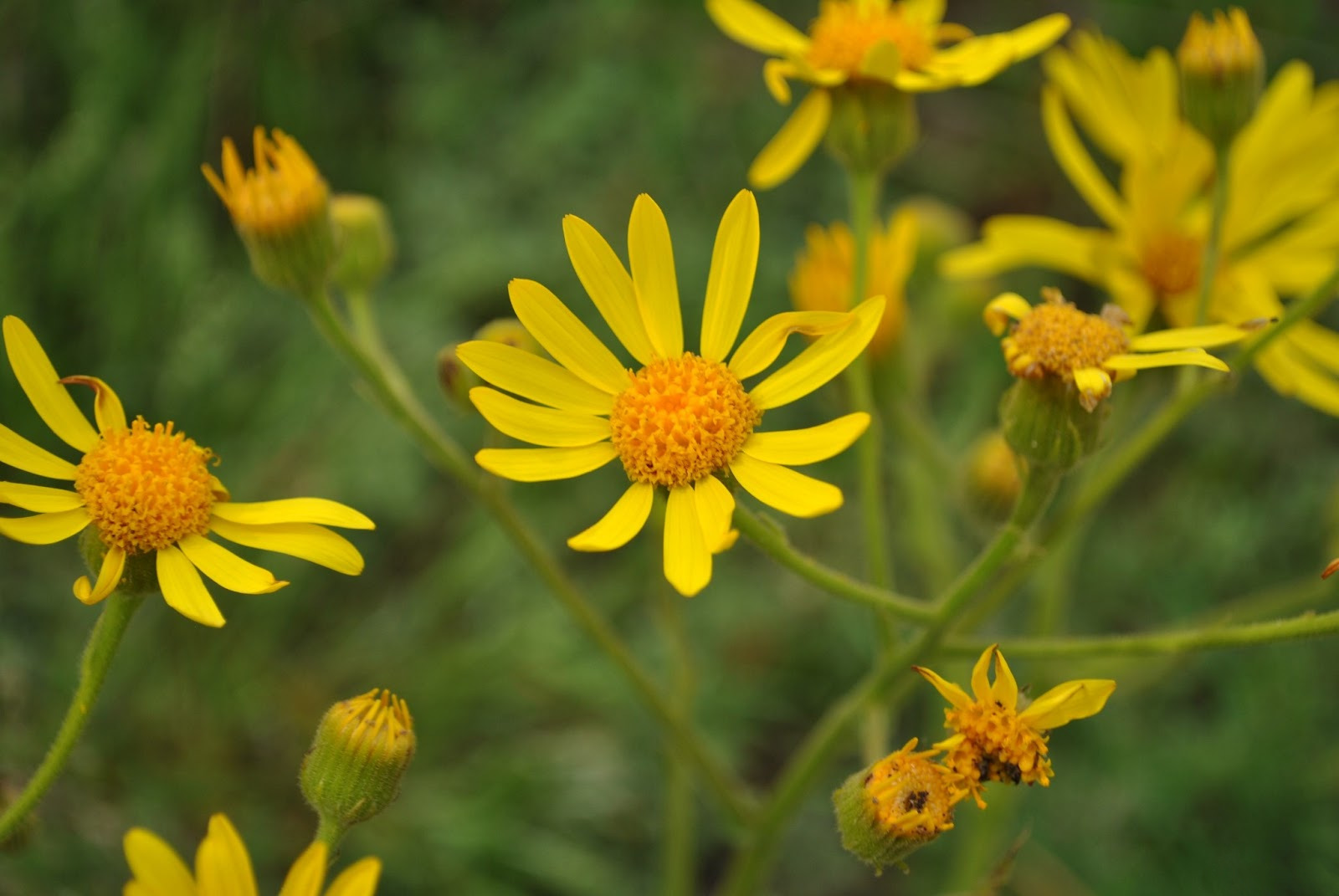
Senecio oxyphyllus

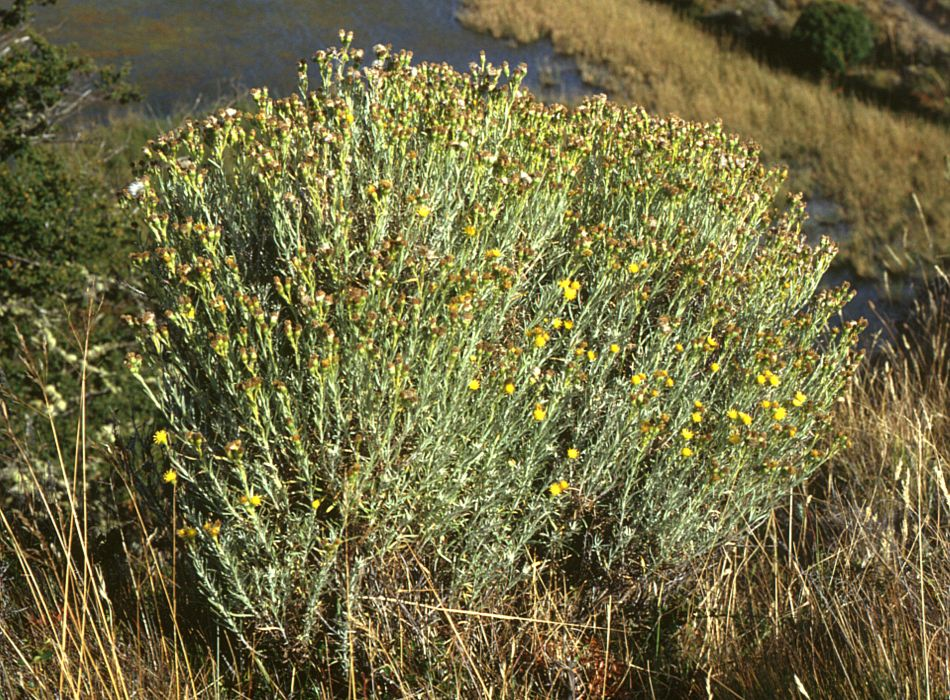
Senecio patagonicus

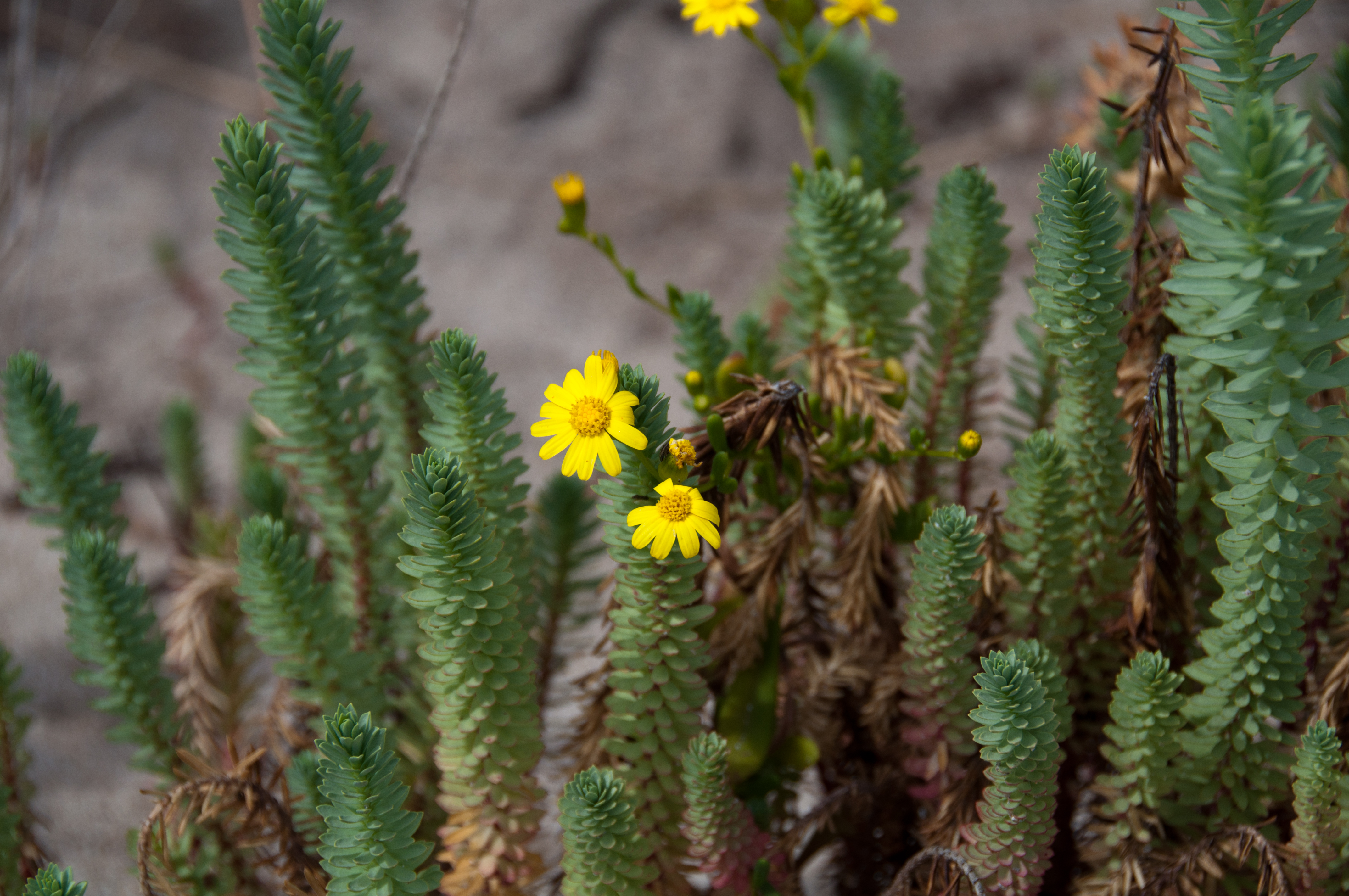
Senecio pinnatifolius

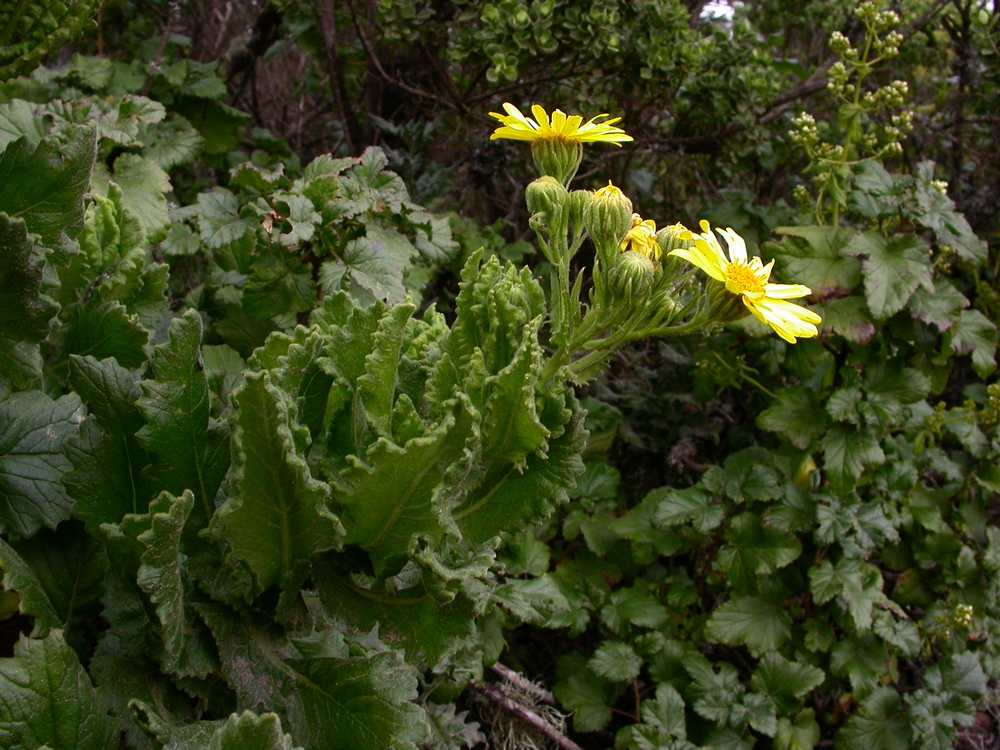
Senecio planiflorus

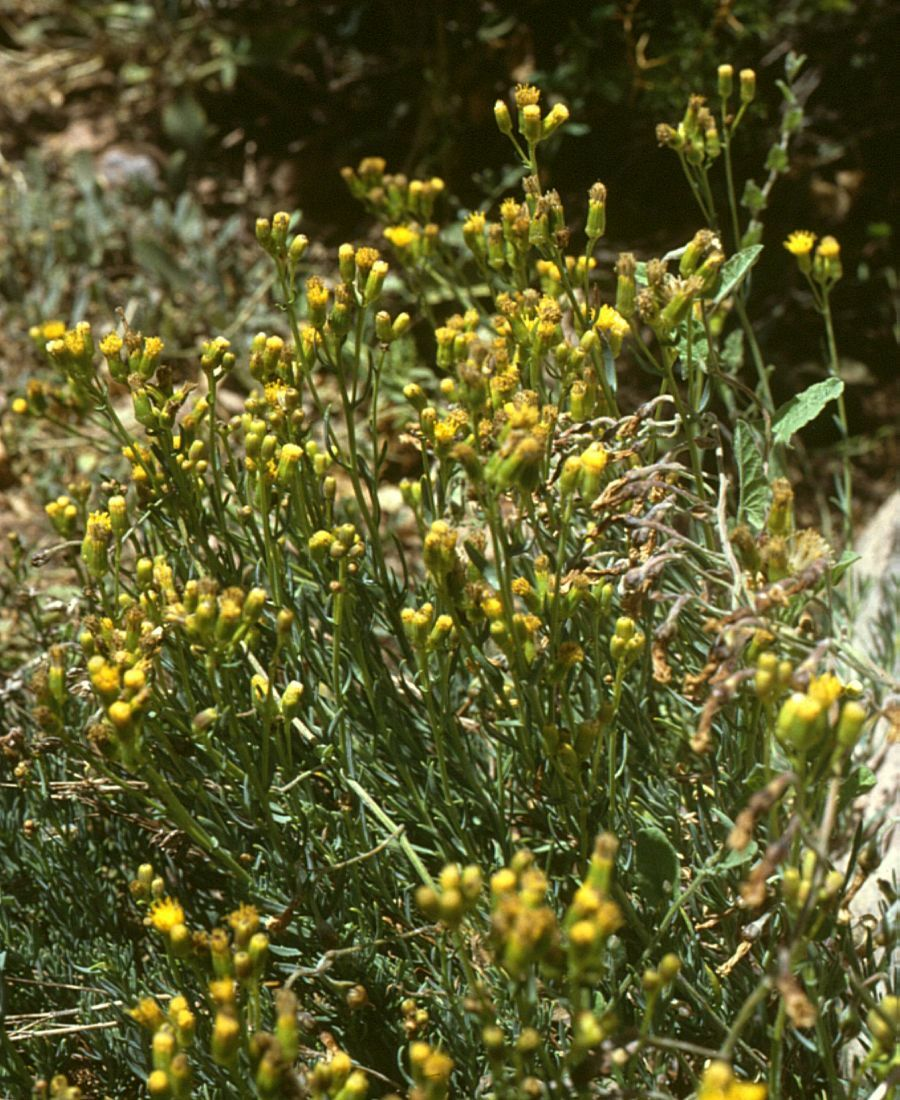
Senecio polygaloides

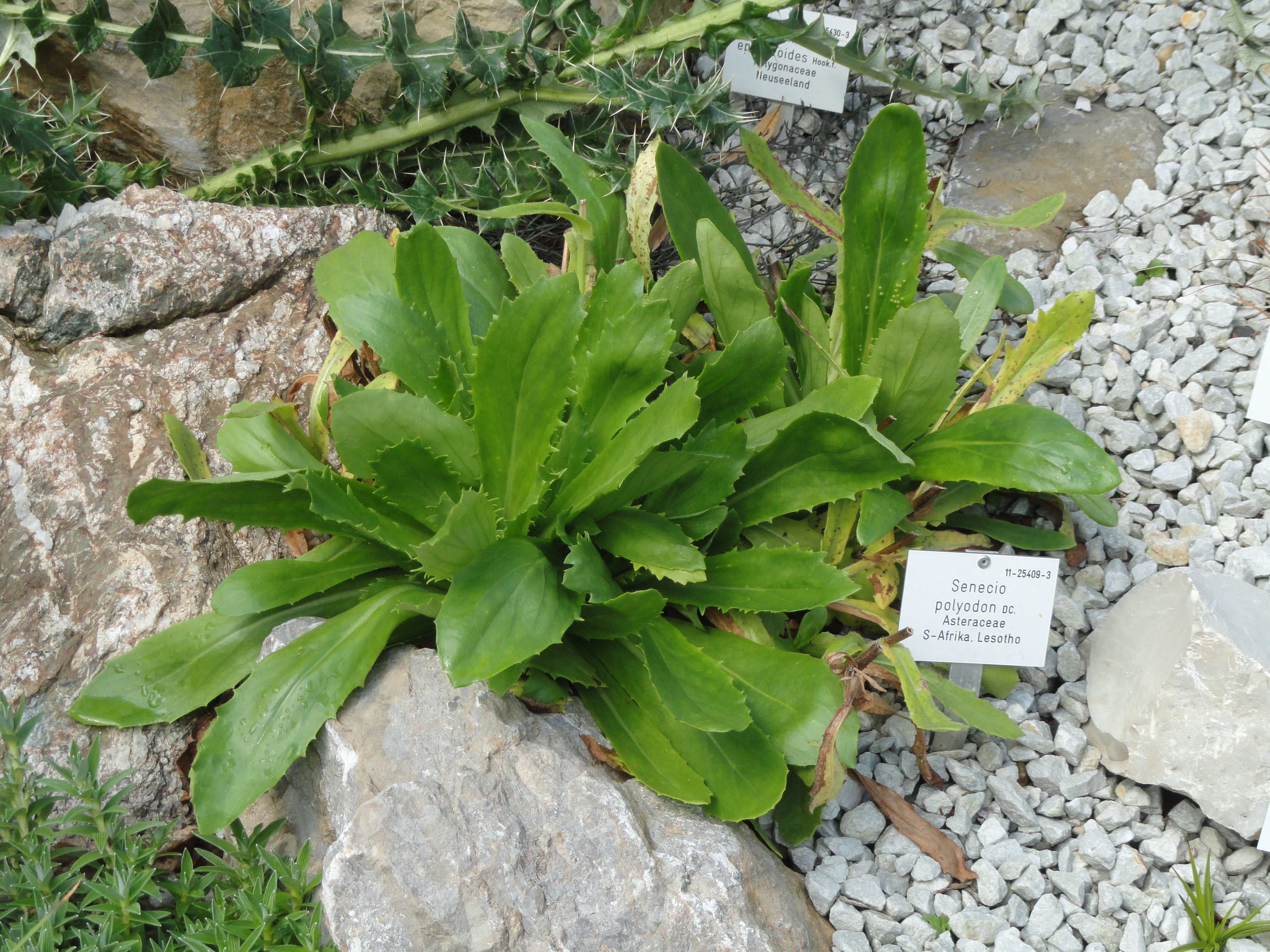
Senecio polyodon

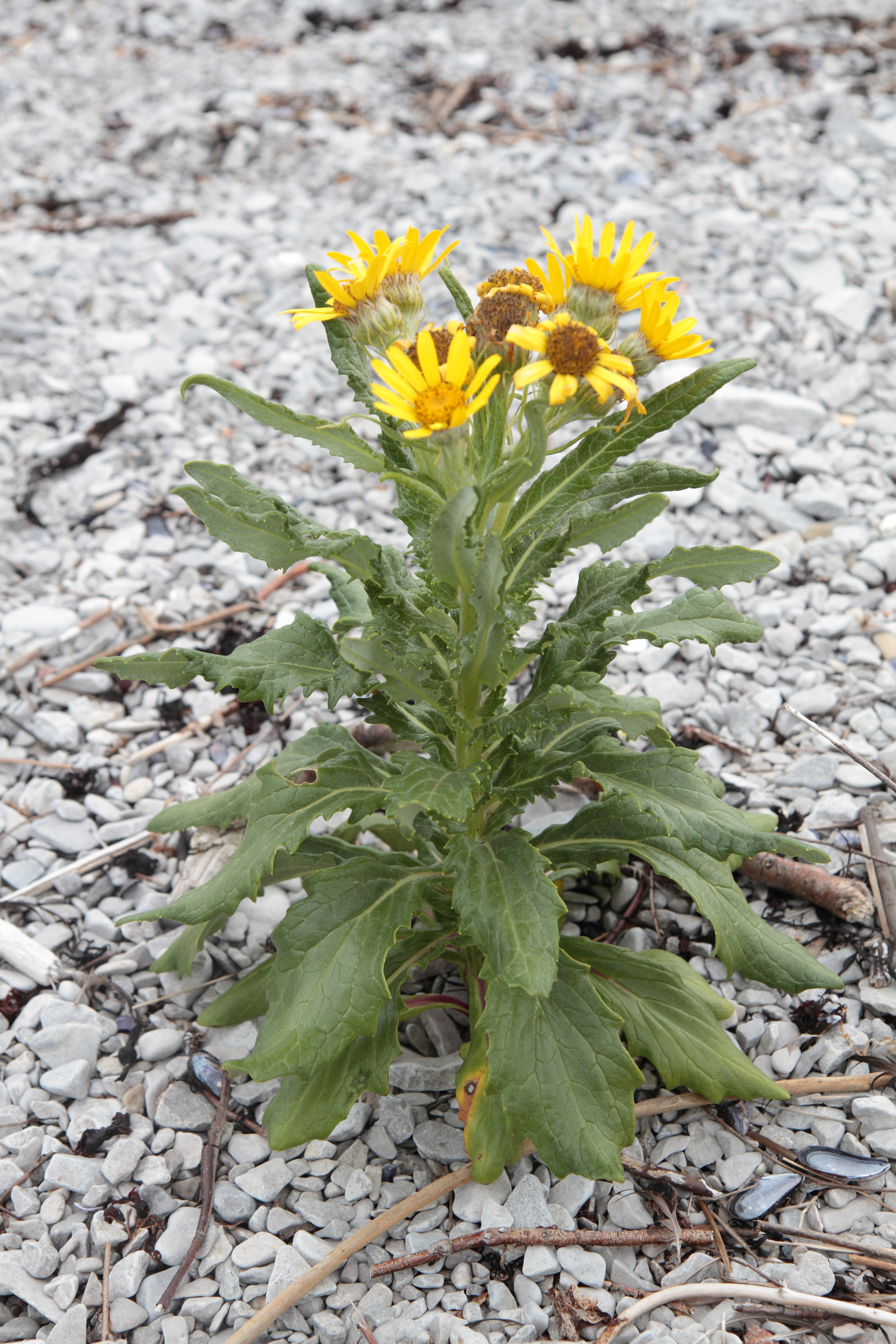
Senecio pseudoarnica

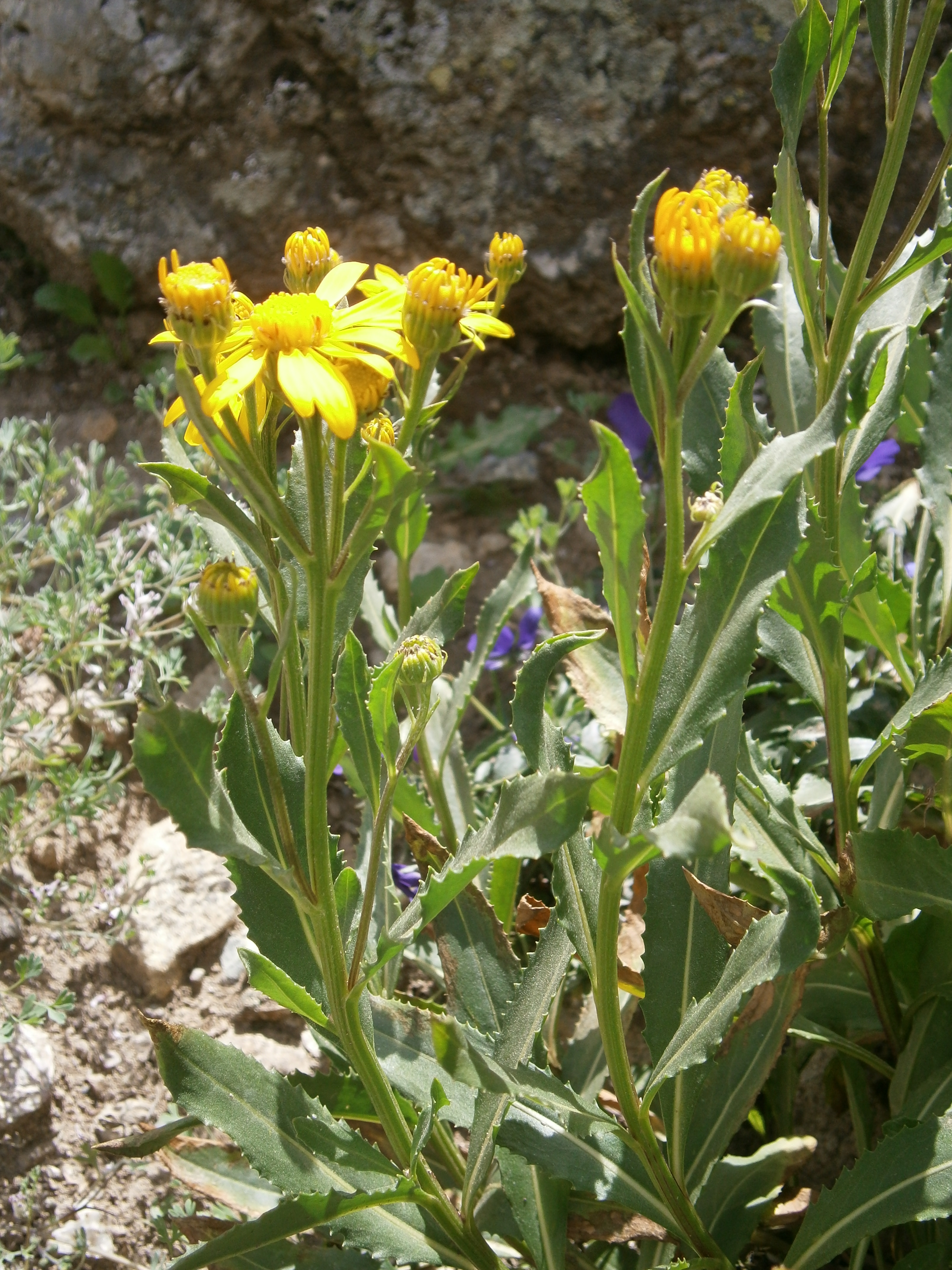
Senecio pyrenaicus

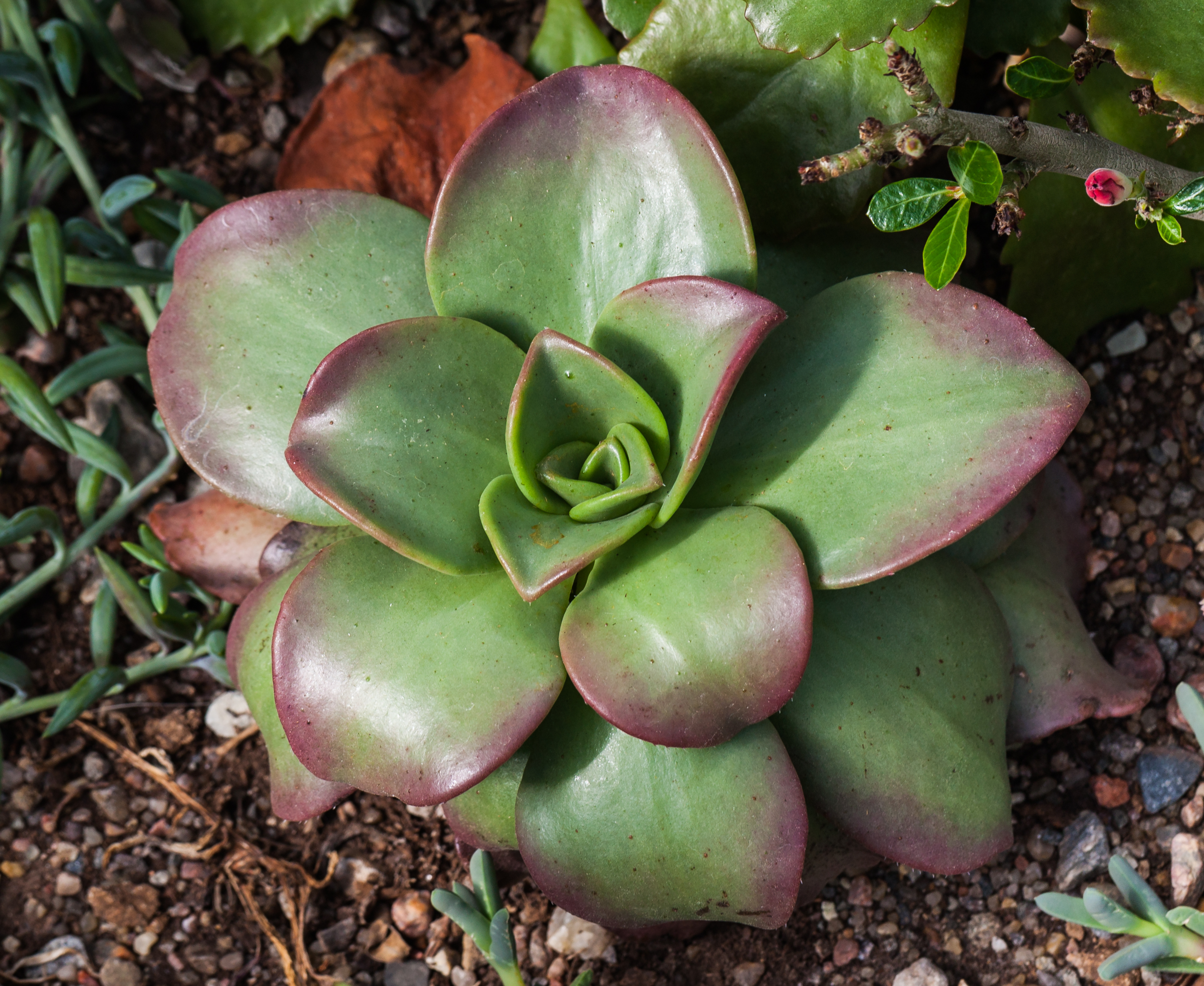
Senecio radicans

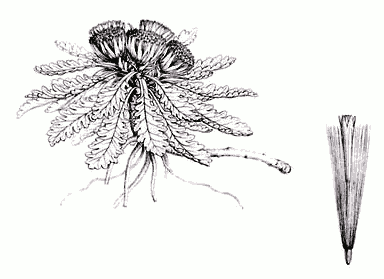
Senecio repens

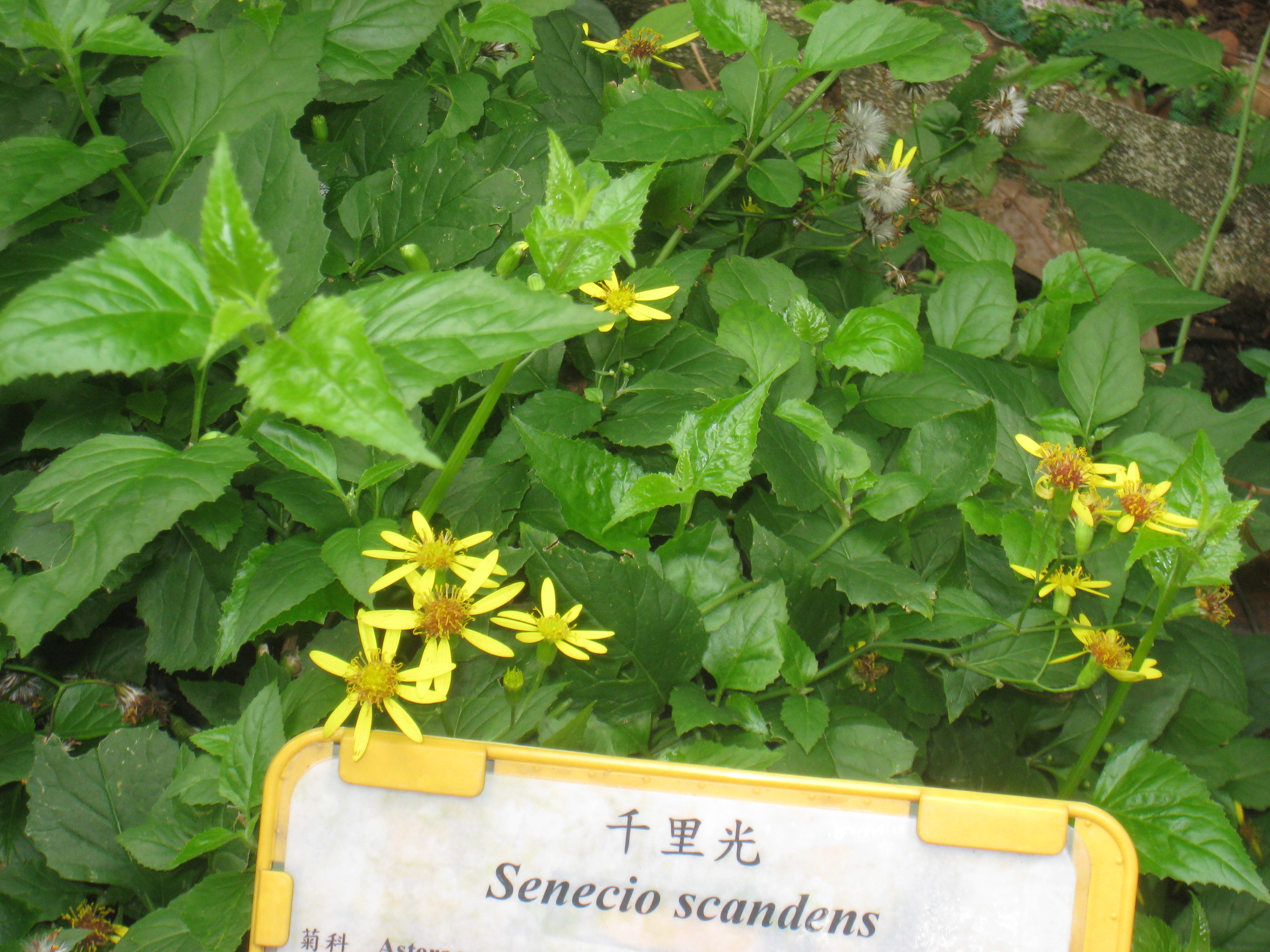
Senecio scandens

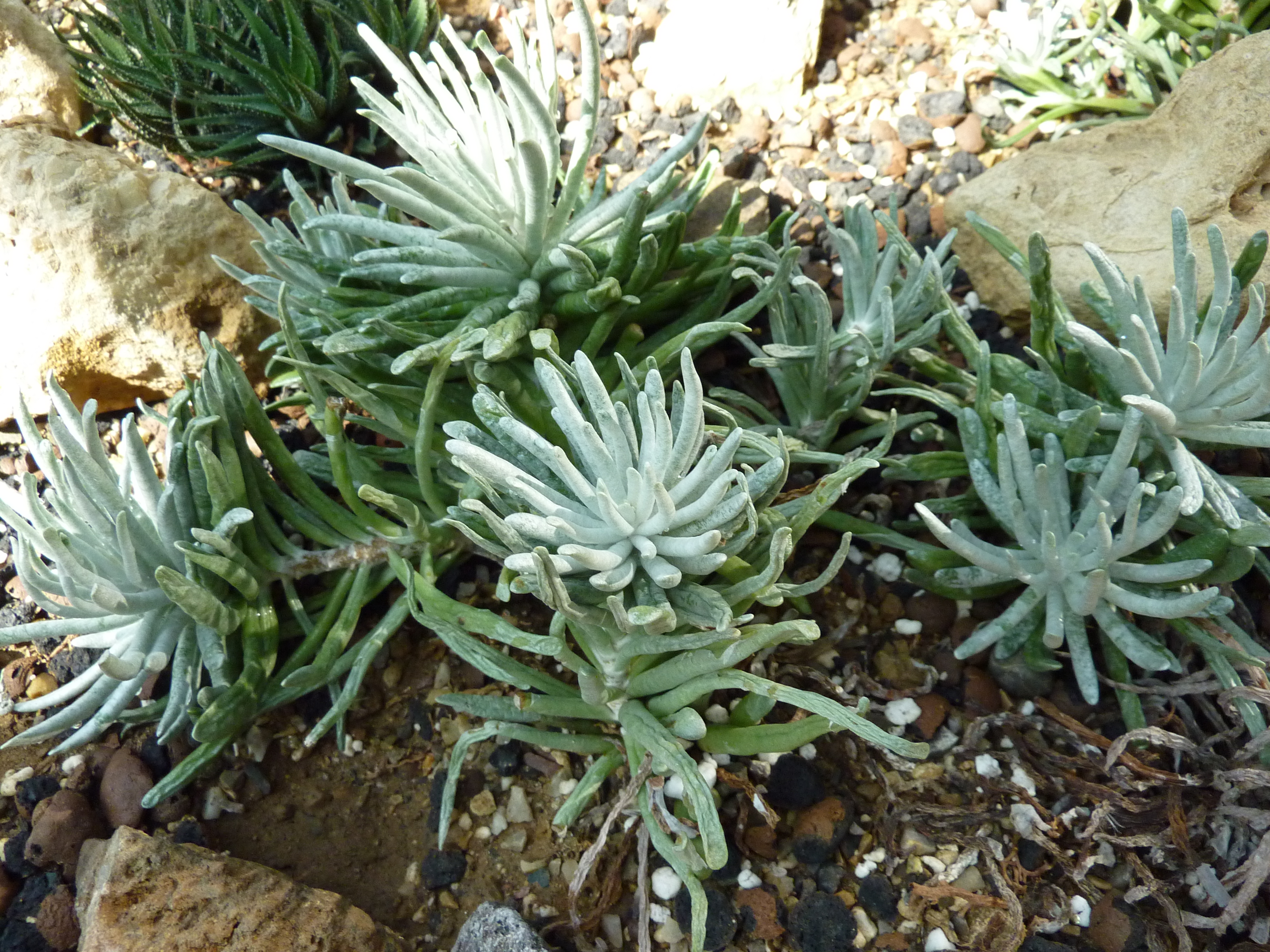
Senecio scaposus

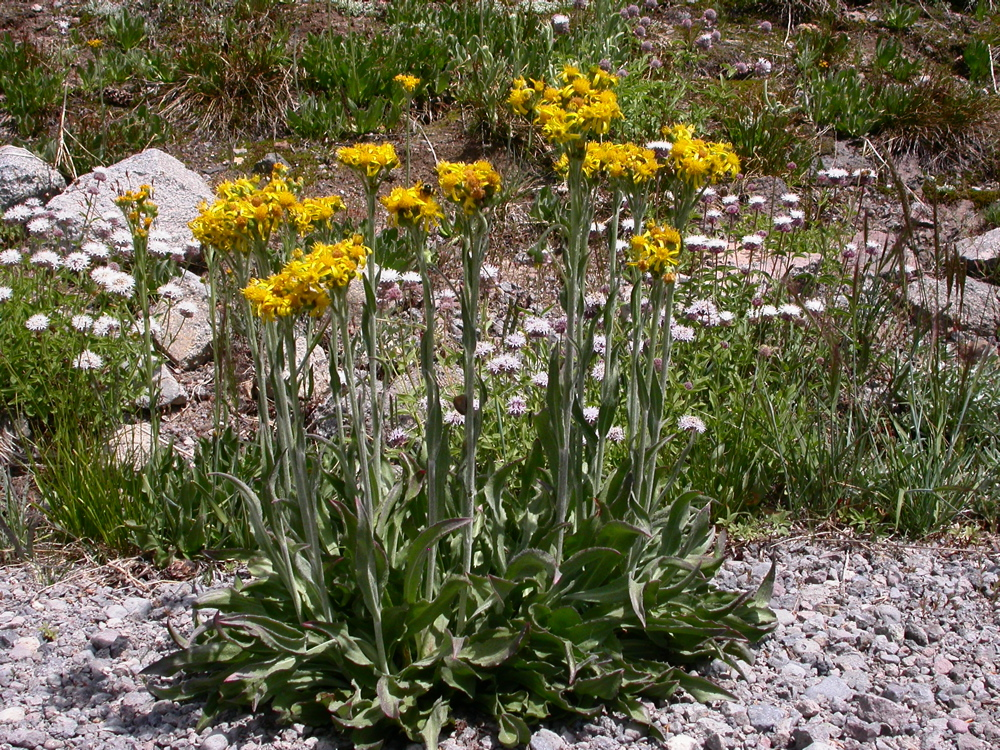
Senecio scorzonella

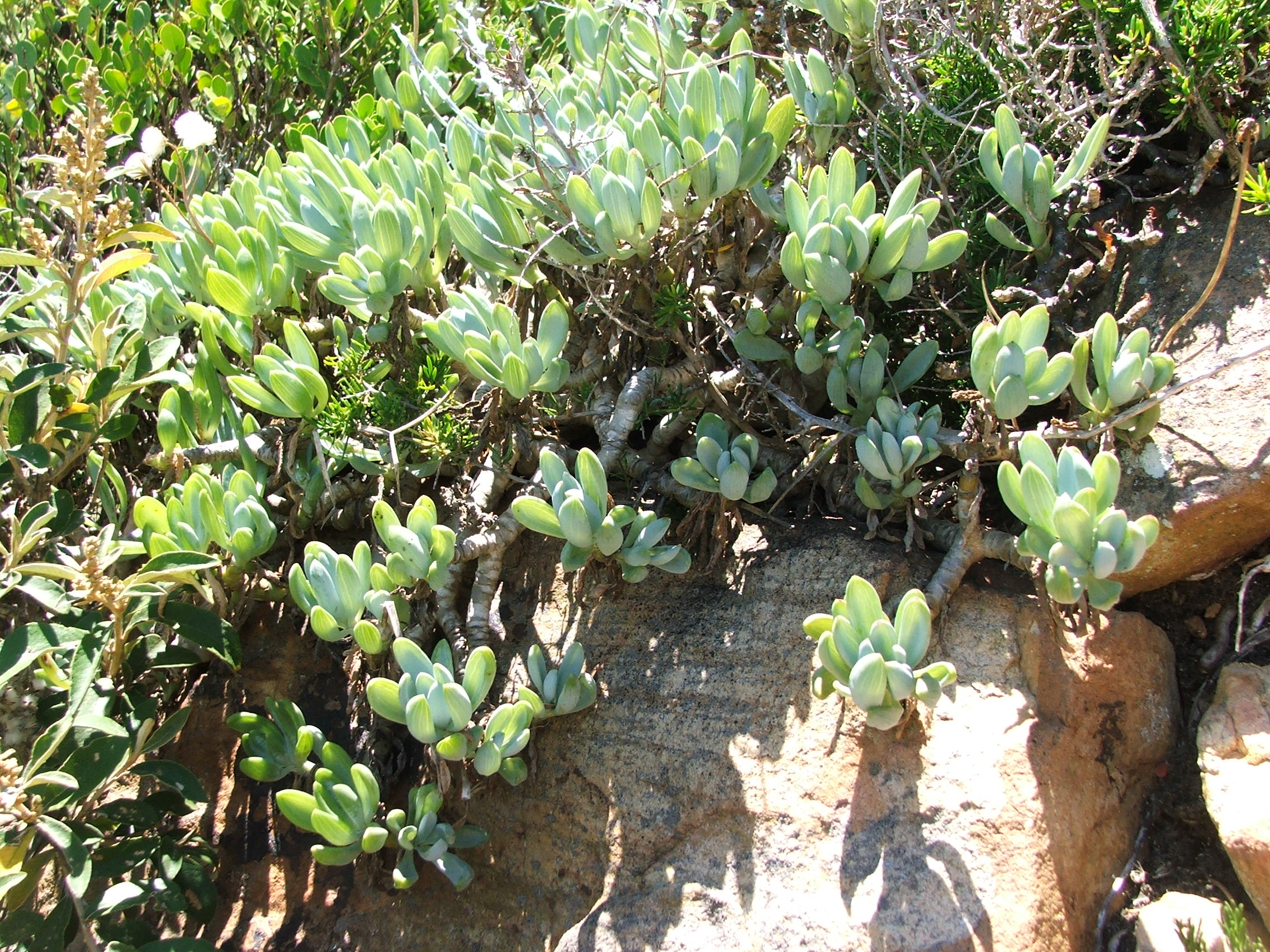
Senecio serpens

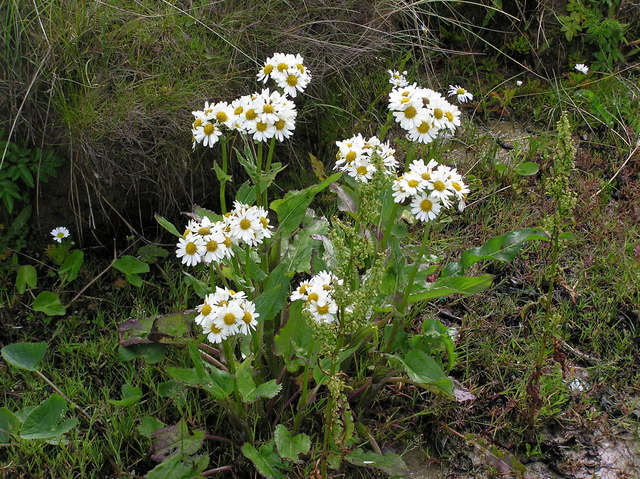
Senecio smithii

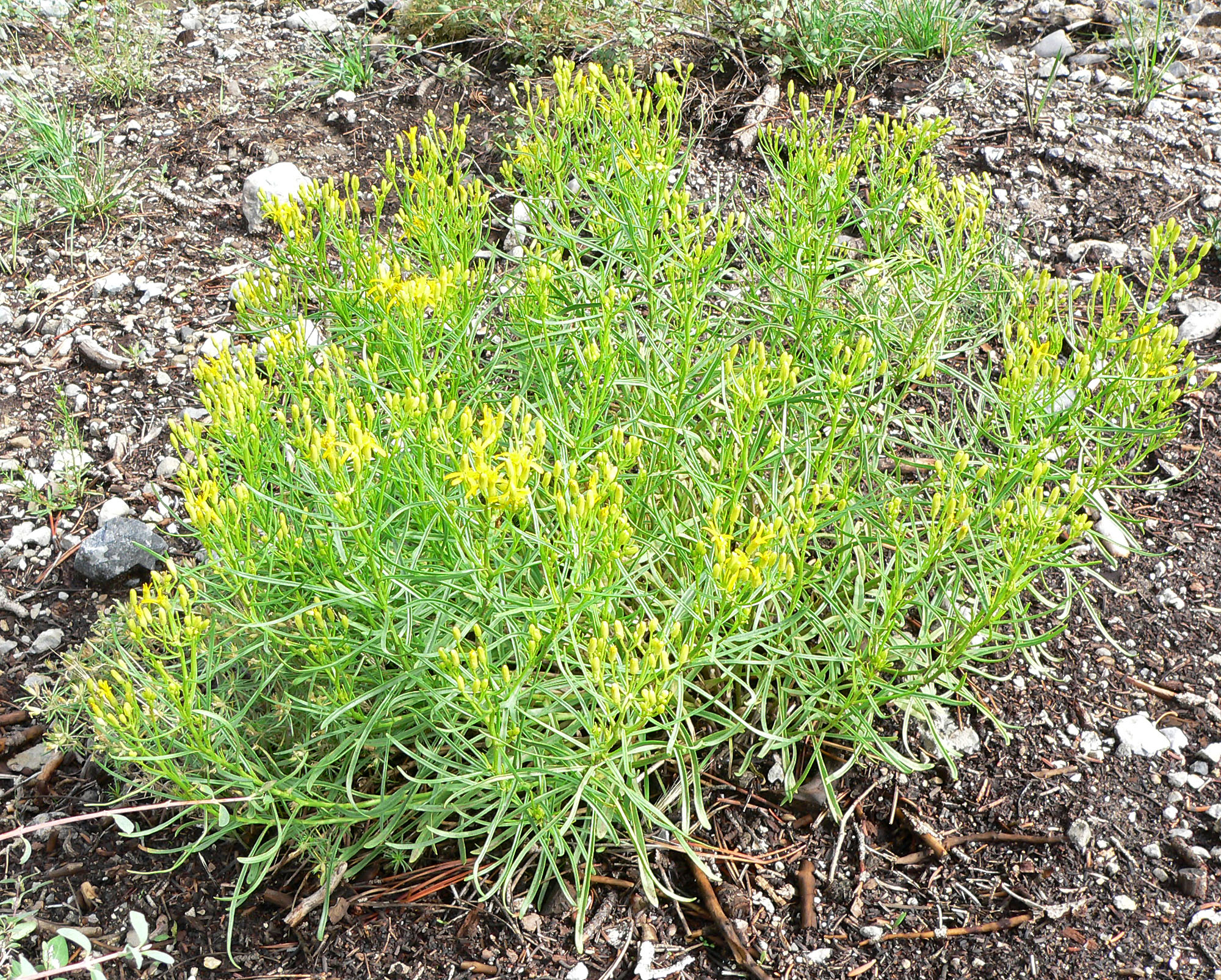
Senecio spartioides

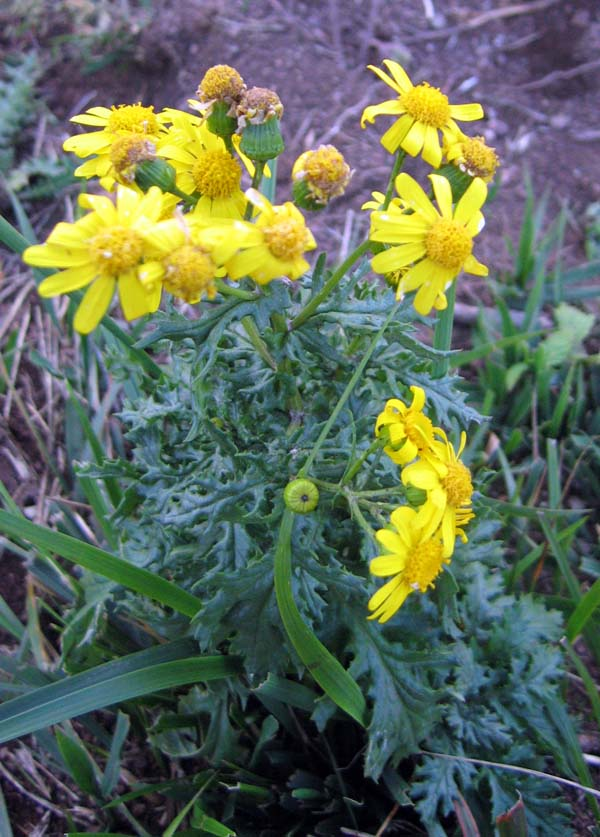
Senecio squalidus

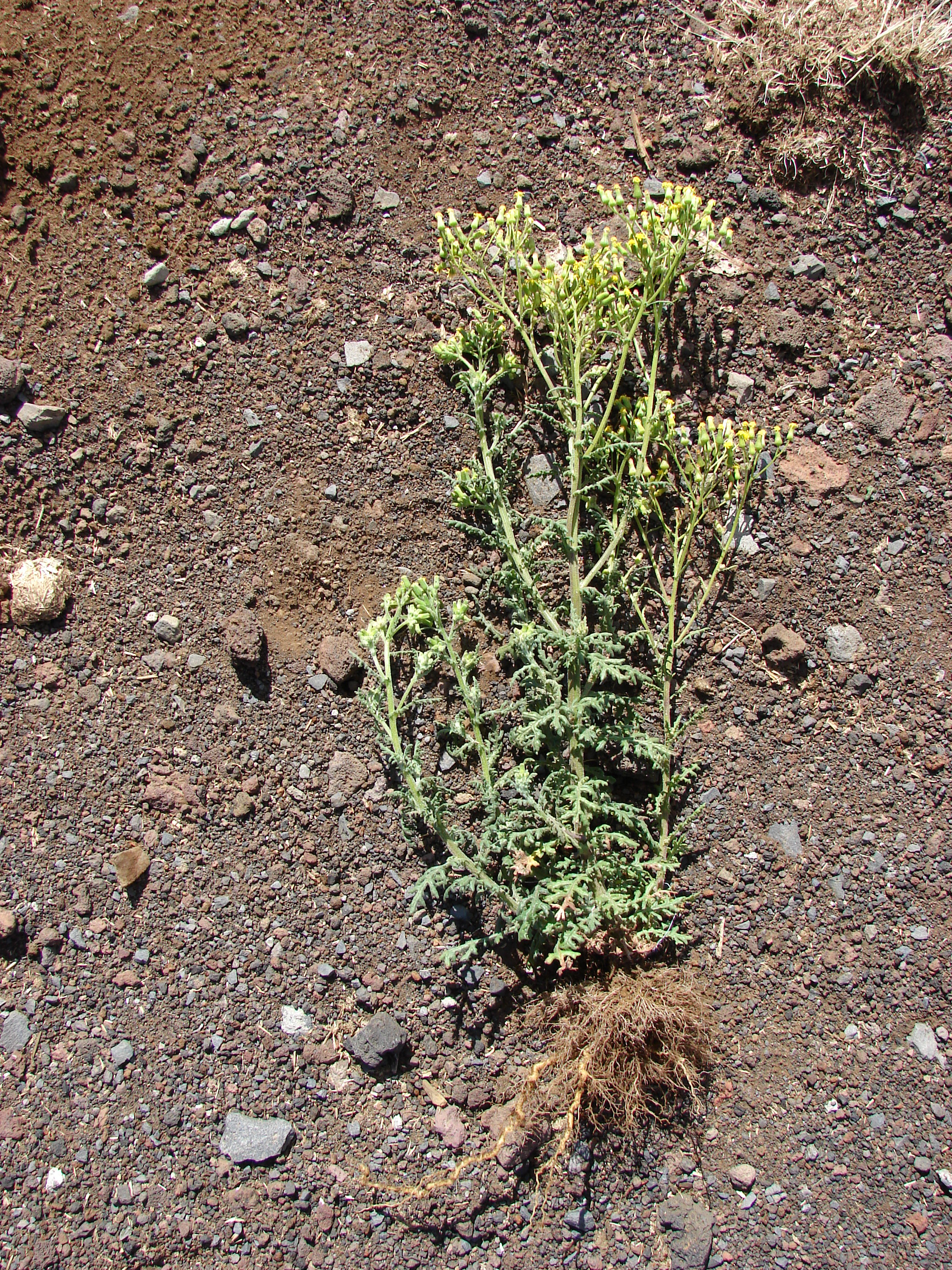
Senecio sylvaticus

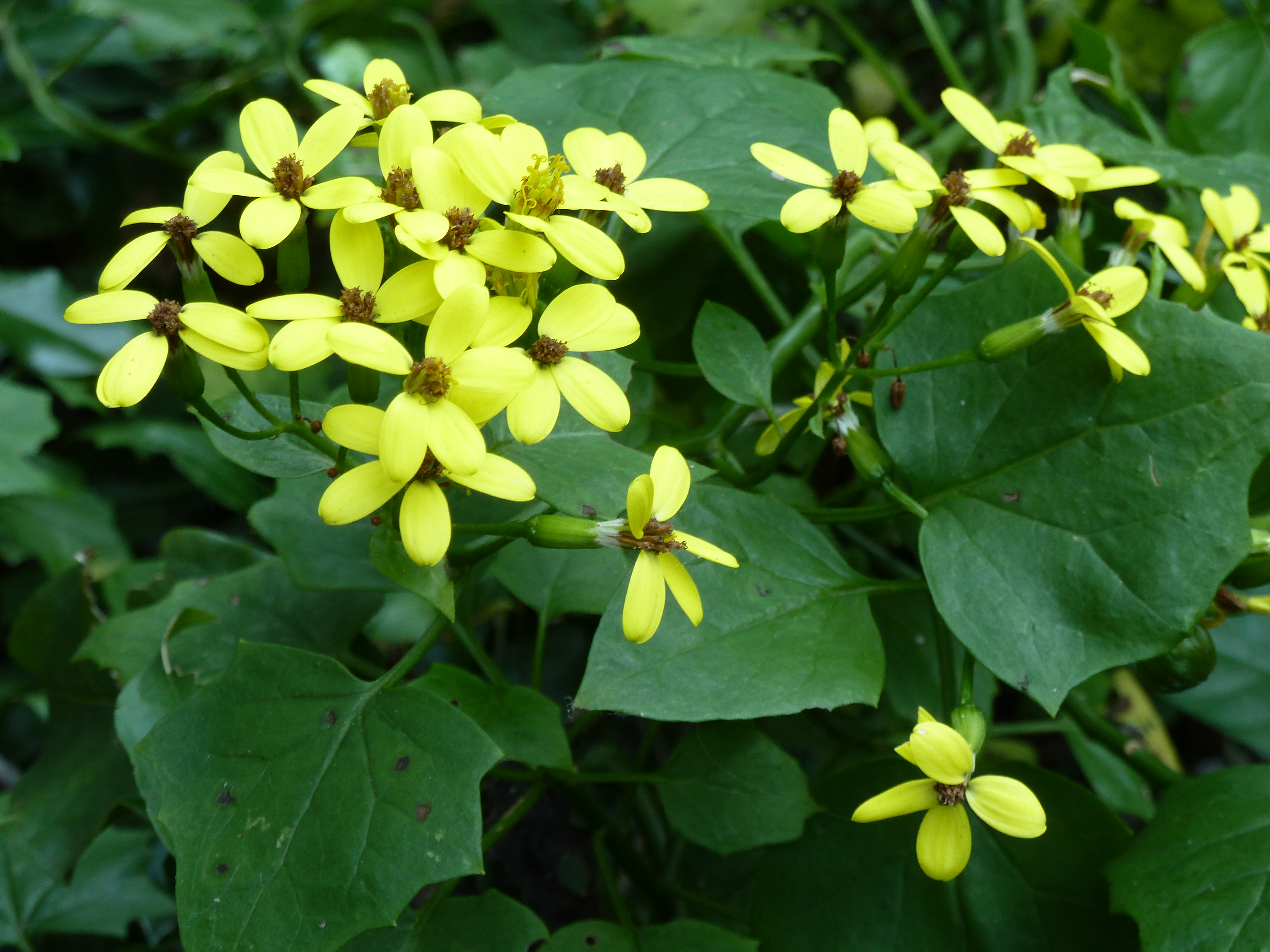
Senecio tamoides

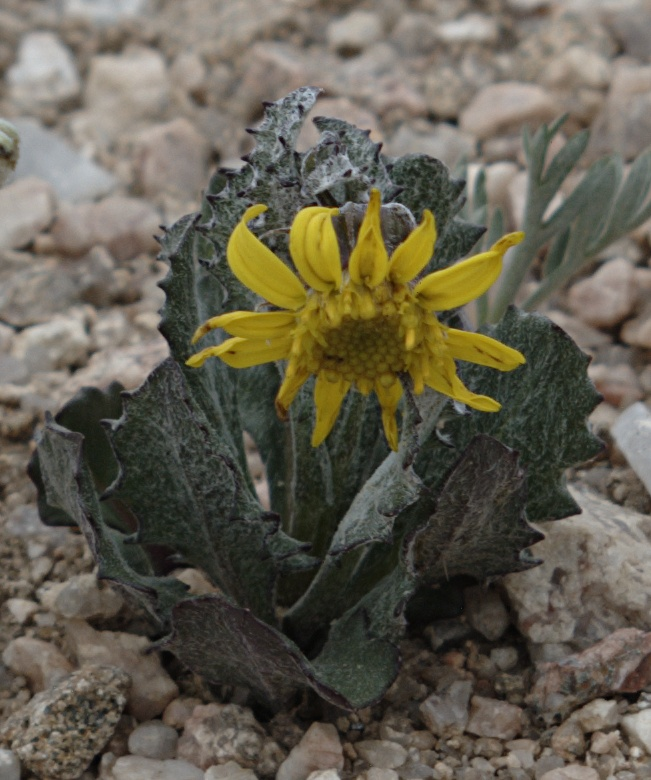
Senecio taraxacoides

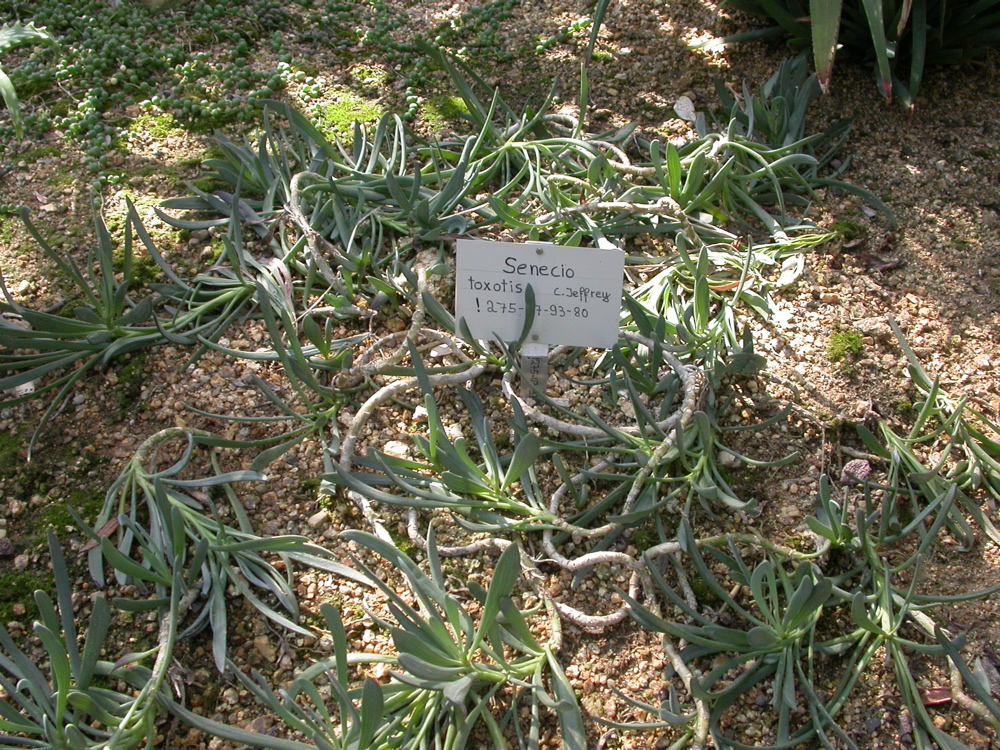
Senecio toxotis

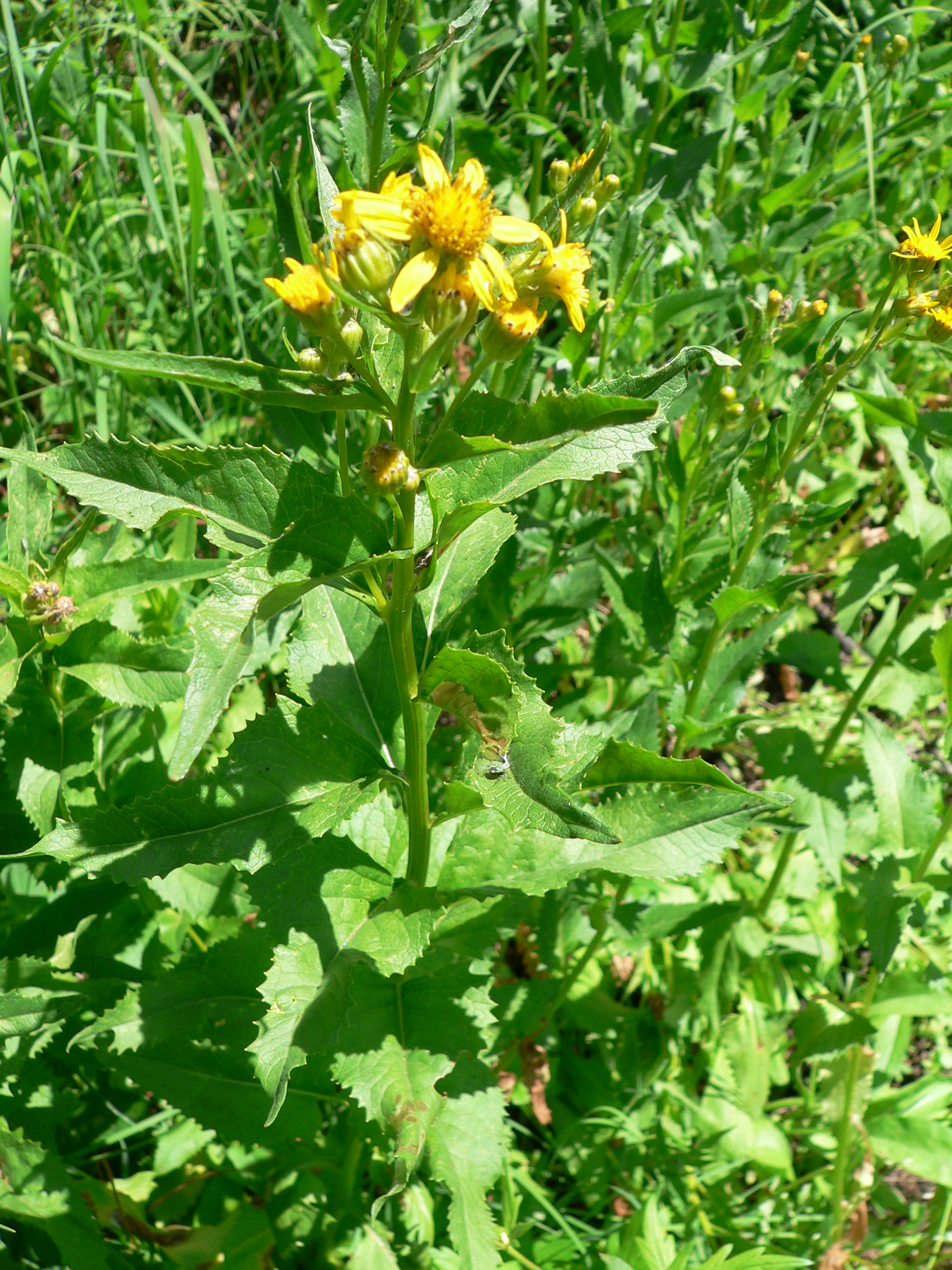
Senecio triangularis

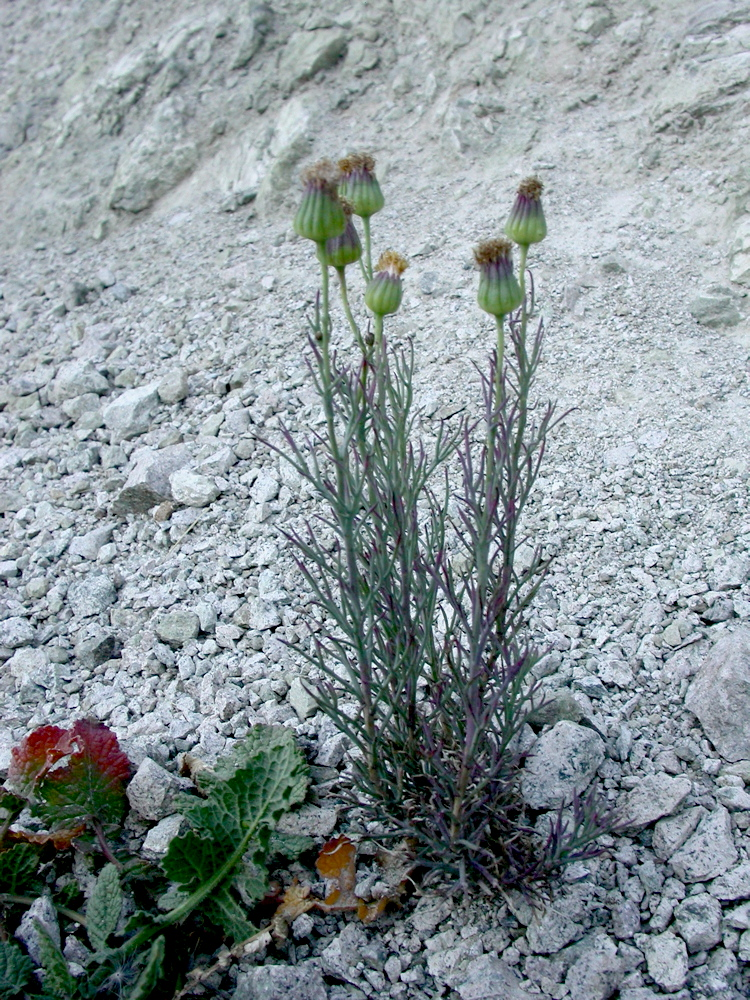
Senecio tripinnatifidus

Az aggófű (Senecio) a fészkesvirágzatúak (Asterales) rendjébe és az őszirózsafélék (Asteraceae) családjába tartozó nemzetség.
Majdnem 1500 faj tartozik ebbe a nemzetségbe, még azután is, hogy a közelmúltban számos faját más nemzetségbe sorolták át.
Ez a nemzetség viszonylag fiatal, de az Antarktisz kivételével az egész Földön elterjedt; Magyarországon is számos faja él.

## A fajok felsorolása
Az aggófüvek (Senecio) nemzetségébe az alábbi 1472 faj és hibrid tartozik (A magyar elnevezések többsége a Terra Alapítvány és a Növénykatalógus oldalairól, valamint a Közép-Európa vadvirága c. könyvből származik. Meglehet, hogy a lista nem teljes):
- Senecio abadianus DC.
- Senecio abbreviatus S.Moore
- Senecio aberrans Greenm.
- Senecio abruptus Thunb.
- Senecio acanthifolius Hombr. & Jacquinot ex Decne.
- Senecio acarinus Cabrera
- Senecio acaulis (L.f.) Sch.Bip.
- Senecio acetosifolius Baker
- Senecio achalensis Cabrera
- Senecio achilleifolius DC.
- Senecio acroleucus Merxm.
- Senecio actinella Greene
- Senecio actinotus Hand.-Mazz.
- Senecio acutangulus (Bertol.) Hemsl.
- Senecio acutifolius DC.
- Senecio acutipinnus Hand.-Mazz.
- Senecio adamantinus Bong.
- Senecio adenodontus DC.
- Senecio adenophyllus Meyen & Walp.
- Senecio adenotrichius DC.
- Senecio adglacialis Cuatrec.
- Senecio adnatus DC.
- Senecio adrianicus Cabrera
- Senecio adscendens Bojer ex DC.
- Senecio aegyptius L.
- Senecio aequinoctialis R.E.Fr.
- Senecio affinis DC.
- Senecio alatipes Greenm.
- Senecio albanensis DC.
- Senecio albaniae H.Beltrán
- Senecio albanopsis Hilliard
- Senecio alberti-smithii Cuatrec.
- Senecio albifolius DC.
- Senecio albo-lutescens Sch.Bip.
- Senecio albo-punctatus Bolus
- Senecio albogilvus I.Thomps.
- Senecio albonervius Greenm.
- Senecio albopurpureus Kitam.
- Senecio alcicornis Hook. & Arn.
- Senecio algens Wedd.
- Senecio alienus B.L.Rob. & Seaton
- Senecio alleizettei (Humbert) Humbert
- Senecio alliariifolius O.Hoffm.
- Senecio alloeophyllus O.Hoffm.
- Senecio almeidae Phil.
- Senecio almironcillo Maza
- Senecio almorzaderonis Cuatrec.
- Senecio aloides DC.
- Senecio altoandinus Cabrera
- Senecio alvarezensis Greenm.
- Senecio ambatensis Cabrera
- Senecio ambraceus Turcz. ex DC.
- Senecio ameghinoi Speg.
- Senecio amplectens A.Gray
- Senecio amplificatus C.Jeffrey
- Senecio amplifolius (DC.) Hemsl.
- Senecio ampullaceus Hook.
- Senecio amygdalifolius F.Muell.
- Senecio anapetes C.Jeffrey
- Senecio ancashinus Cabrera
- Senecio anconquijae Cabrera
- Senecio andinus H.Buek
- Senecio andrieuxii DC.
- Senecio anethifolius A.Cunn. ex DC.
- Senecio angulatus L.f.
- Senecio angulifolius DC.
- Senecio angustifolius (Thunb.) Willd.
- Senecio angustissimus Phil.
- Senecio anomalochrous Hilliard
- Senecio anonymus A.Wood.
- Senecio anthemidiphyllus J.Rémy
- Senecio anthemifolius Harv.
- Senecio antofagastanus Cabrera
- Senecio apensis Cabrera
- Senecio aphanactis Greene
- Senecio appendiculatus L.f.
- Senecio aquifoliaceus DC.
- Senecio aquilaris Cabrera
- Senecio aquilonaris Schischk.
- Senecio arabidifolius O.Hoffm.
- Senecio arachnanthus Franch.
- Senecio arechavaletae Baker
- Senecio arenarius Thunb.
- Senecio argillosus Baker
- Senecio argophylloides Griseb.
- Senecio argunensis Turcz.
- Senecio argutus Kunth
- Senecio argyreus Phil.
- Senecio aridus Greenm.
- Senecio aristeguietae Cuatrec.
- Senecio aristianus J.Rémy
- Senecio arizonicus Greene
- Senecio arleguianus J.Rémy
- Senecio armentalis L.O.Williams
- Senecio arniciflorus DC.
- Senecio arnicoides Hook. & Arn.
- Senecio arnottii Hook.f.
- Senecio aronicoides DC.
- Senecio articulatus (L.f.) Sch.Bip.
- Senecio aschenbornianus S.Schauer
- Senecio aspelina DC.
- Senecio aspericaulis J.Rémy
- Senecio asperifolius Franch.
- Senecio asperulus DC.
- Senecio asplenifolius Griseb.
- Senecio astephanus Greene
- Senecio atacamensis Phil.
- Senecio atratus Greene
- Senecio atrofuscus Grierson
- Senecio aurantiaca
- Senecio austin-smithii Standl.
- Senecio australandinus Cabrera
- Senecio australis Willd.
- Senecio austromontanus Hilliard
- Senecio ayapatensis Griseb.
- Senecio baccharidifolius DC.
- Senecio bahioides Hook. & Arn.
- Senecio balensis S.Ortiz & Vivero
- Senecio balsamicus Phil.
- Senecio bampsianus Lisowski
- Senecio bangii Rusby
- Senecio banksii Hook.f.
- Senecio barba-johannis DC.
- Senecio barbarae Cabrera
- Senecio barbatus DC.
- Senecio barbertonicus Klatt
- Senecio barkhausioides Turcz.
- Senecio barkleyi B.L.Turner
- Senecio baronii Humbert
- Senecio barorum Humbert
- Senecio barrosianus Cabrera
- Senecio bartlettii Greenm.
- Senecio basalticus Hilliard
- Senecio bathurstianus (DC.) Sch.Bip.
- Senecio baurii Oliv.
- Senecio bayonnensis Boiss.
- Senecio beaufilsii Kuntze
- Senecio behnii Ricardi & Marticor.
- Senecio behrianus Sond. & F.Muell. ex Sond.
- Senecio bejucosus Cuatrec.
- Senecio belbeysius Delile
- Senecio belenensis Griseb.
- Senecio bellis Harv.
- Senecio benaventianus J.Rémy
- Senecio bergii Hieron.
- Senecio bigelovii A.Gray
- Senecio biligulatus W.W.Sm.
- Senecio billieturneri T.M.Barkley
- Senecio bipinnatisectus Belcher
- Senecio bipinnatus (Thunb.) Less.
- Senecio bipontinii Wedd.
- Senecio biserratus Belcher
- Senecio blanchei Soldano
- Senecio blochmanae Greene
- Senecio boelckei Cabrera
- Senecio bolanderi A.Gray
- Senecio bollei Sunding & G.Kunkel
- Senecio bomanii R.E.Fr.
- Senecio bombycopholis Bullock
- Senecio bonariensis Hook. & Arn.
- Senecio bonplandianus DC.
- Senecio botijae C.Ehrh.
- Senecio brachyantherus (Hiern) S.Moore
- Senecio brachycodon Baker
- Senecio brachylobus Phil.
- Senecio brachypodus DC.
- Senecio bracteatus Klatt
- Senecio bracteolatus Hook. & Arn.
- Senecio brasiliensis (Spreng.) Less.
- Senecio brassii Belcher
- Senecio bravensis Cabrera
- Senecio brenesii Greenm. & Standl.
- Senecio brevidentatus M.D.Hend.
- Senecio breviflorus (Kadereit) Greuter
- Senecio brevilorus Hilliard
- Senecio breviscapus DC.
- Senecio brevitubulus I.Thomps.
- Senecio bridgesii Hook. & Arn.
- Senecio brigalowensis I.Thomps.
- Senecio brittonianus Hieron.
- Senecio brunonianus Hook. & Arn.
- Senecio bryoniifolius Harv.
- Senecio bugalagrandis Cuatrec.
- Senecio buglossus Phil.
- Senecio buimalia Buch.-Ham. ex D.Don
- Senecio bulbinifolius DC.
- Senecio bupleuroides DC.
- Senecio burchellii DC.
- Senecio burkartii Cabrera
- Senecio burtonii Hook.f.
- Senecio bustillosianus J.Rémy
- Senecio byrnensis Hilliard
- Senecio cabrerianus Greenm. & Cuatrec.
- Senecio cacaliaster Lam.
- Senecio cachinalensis Phil.
- Senecio cajonensis Cabrera
- Senecio cakilefolius DC.
- Senecio calcensis Cabrera & Zardini
- Senecio calchaquinus Cabrera
- Senecio calianus Cuatrec.
- Senecio californicus DC.
- Senecio calingastensis Tombesi
- Senecio callosus Sch.Bip.
- Senecio calocephalus C.C.Chang
- Senecio caloneotes Hilliard
- Senecio calyculatus Greenm.
- Senecio campanulatus Sch.Bip. ex Klatt
- Senecio campylocarpus I.Thomps.
- Senecio canadensis L.
- Senecio canaliculatus DC.
- Senecio canalipes DC.
- Senecio cancellatus (Rud.) P. DC.
- Senecio canchahuinganquensis Cabrera
- Senecio candelariae Benth.
- Senecio candicans Wall.
- Senecio candidans DC.
- Senecio candollii Wedd.
- Senecio canescens (Humb. & Bonpl.) Cuatrec.
- Senecio cannabifolius Less.
- Senecio cannabinifolius Hook. & Arn.
- Senecio cantensis Cabrera
- Senecio caparaoensis Cabrera
- Senecio cappa Buch.-Ham. ex D.Don
- Senecio carbonelli S.Díaz
- Senecio carbonensis "C.Ezcurra, M.Ferreyra & S.Clayton"
- Senecio cardaminifolius DC.
- Senecio carnerensis Greenm.
- Senecio carnosulus (Kirk) C.J.Webb
- Senecio carnosus Thunb.
- Senecio carpetanus Boiss. & Reut.
- Senecio carroensis DC.
- Senecio caryophyllus Mattf.
- Senecio castanaefolius DC.
- Senecio catamarcensis Cabrera
- Senecio catharinensis Dusén ex Cabrera
- Senecio cathcartensis O.Hoffm.
- Senecio caucasica DC.
- Senecio caudatus DC.
- Senecio cedrosensis Greene
- Senecio ceratophylloides Griseb.
- Senecio cerberoanus J.Rémy
- Senecio cervariifolius Sch.Bip.
- Senecio chalureaui Humbert
- Senecio chamomillifolius Phil.
- Senecio chanaralensis Phil.
- Senecio chapalensis S.Watson
- Senecio chicharrensis Greenm.
- Senecio chihuahuensis S.Watson
- Senecio chilensis Cabrera
- Senecio chillanensis Cabrera
- Senecio chionogeton Wedd.
- Senecio chionophilus Phil.
- Senecio chipauquilensis Troiani & Steibel
- Senecio chiquianensis Cabrera
- Senecio chiribogae Cabrera
- Senecio chirripoensis H.Rob. & Brettell
- Senecio chitaganus Cuatrec.
- Senecio chrysanthemum Dusén
- Senecio chrysocoma Meerb.
- Senecio chrysocomoides Hook. & Arn.
- Senecio chrysolepis Phil.
- Senecio chungtienensis C.Jeffrey & Y.L.Chen
- Senecio cicatricosus Sch.Bip.
- Senecio cinerarioides Kunth
- Senecio cinerascens Aiton
- Senecio cinerifolius H.Lév.
- Senecio cirsiifolius (Hook. & Arn.) Sch.Bip.
- Senecio cisplatinus Cabrera
- Senecio citriceps Hilliard & B.L.Burtt
- Senecio citriformis G.D.Rowley
- Senecio clarioneifolius J.Rémy
- Senecio clarkianus A.Gray
- Senecio claryae B.L.Turner
- Senecio clavifolius Rusby
- Senecio clivicola Wedd.
- Senecio coahuilensis Greenm.
- Senecio cobanensis J.M.Coult.
- Senecio coccineus Klatt
- Senecio cocuyanus (Cuatrec.) Cuatrec.
- Senecio coleophyllus Turcz.
- Senecio collinus DC.
- Senecio colu-huapiensis Speg.
- Senecio comberi Cabrera
- Senecio comosus Sch.Bip.
- Senecio condimentarius Cabrera
- Senecio condylus I.Thomps.
- Senecio conferruminatus I.Thomps.
- Senecio confertus Sch.Bip. ex A.Rich.
- Senecio confusus Burtt
- Senecio congestus (R.Br.) DC.
- Senecio conrathii N.E.Br.
- Senecio consanguineus DC.
- Senecio conyzaefolius Baker
- Senecio conzattii Greenm.
- Senecio copeyensis Greenm.
- Senecio coquimbensis Phil.
- Senecio corcovadensis Cabrera
- Senecio cordifolius L.f.
- Senecio coriaceisquamus C.C.Chang
- Senecio cornu-cervi MacOwan
- Senecio coronatus (Thunb.) Harv.
- Senecio coronopifolius Burm.f.
- Senecio coronopodiphyllus J.Rémy
- Senecio corymbifer DC.
- Senecio coscayanus Ricardi & Marticor.
- Senecio costaricensis R.M.King
- Senecio cotyledonis DC.
- Senecio covasii Cabrera
- Senecio covuncensis Cabrera
- Senecio coymolachensis Cabrera
- Senecio crassiflorus (Poir.) DC.
- Senecio crassiusculus DC.
- Senecio crassorhizus De Wild.
- Senecio crassulaefolius (DC.) Sch.Bip.
- Senecio crassulus A.Gray
- Senecio cremeiflorus Mattf.
- Senecio cremnicola Cabrera
- Senecio cremnophilus I.M.Johnst.
- Senecio crenatus Thunb.
- Senecio crenulatus DC.
- Senecio crepidifolius DC.
- Senecio crepidioides Phil.
- Senecio crispatipilosus C.Jeffrey
- Senecio crispus Thunb.
- Senecio cristimontanus Hilliard
- Senecio crithmoides Hook. & Arn.
- Senecio cryphiactis O.Hoffm.
- Senecio cryptocephalus Cabrera
- Senecio cryptolanatus Killick
- Senecio ctenophyllus Phil.
- Senecio cuchumatanensis L.O.Williams & Ant.Molina
- Senecio culciklattii Cuatrec.
- Senecio culcitenellus Cuatrec.
- Senecio culcitioides Sch.Bip.
- Senecio cumingii Hook. & Arn.
- Senecio cuneatus Hook.f.
- Senecio cuneifolius Gardner
- Senecio cunninghamii DC.
- Senecio curvatus Baker
- Senecio cyaneus O.Hoffm.
- Senecio cylindrocephalus Cabrera
- Senecio cymosus (ex Gay) J.Rémy
- Senecio daltonii F.Muell.
- Senecio daochengensis Y.L.Chen
- Senecio darwinii Hook. & Arn.
- Senecio davilae Phil.
- Senecio decaryi Humbert
- Senecio decurrens DC.
- Senecio deferens Griseb.
- Senecio deformis Klatt
- Senecio delicatulus Cabrera & Zardini
- Senecio deltoideus Less.
- Senecio densiserratus C.C.Chang
- Senecio dentato-alatus Mildbr. ex C.Jeffrey
- Senecio depauperatus Mattf.
- Senecio deppeanus Hemsl.
- Senecio depressicola I.Thomps.
- Senecio depressus Hook. & Arn.
- Senecio desfontainei Druce
- Senecio desiderabilis Vell.
- Senecio desideratus DC.
- Senecio dewildeorum Tjitr.
- Senecio diaguita Cabrera
- Senecio diaschides D.G.Drury
- Senecio dichotomus Phil.
- Senecio dichrous (Bong.) Sch.Bip.
- Senecio diemii Cabrera
- Senecio diffusus L.f.
- Senecio digitalifolius DC.
- Senecio digitatus Phil.
- Senecio dilungensis Lisowski
- Senecio dimorphocarpos Colenso
- Senecio diodon DC.
- Senecio diphyllus De Wild. & Muschl.
- Senecio discodregeanus Hilliard & B.L.Burtt
- Senecio discokaraguensis C.Jeffrey
- Senecio disjectus Wedd.
- Senecio dissidens Fourc.
- Senecio dissimulans Hilliard
- Senecio distalilobatus I.Thomps.
- Senecio divaricoides Cabrera
- Senecio diversipinnus Ling
- Senecio dodrans C.Winkl.
- Senecio dolichocephalus I.Thomps.
- Senecio dolichodoryius Cuatrec.
- Senecio domingensis Urb.
- Senecio donianus Hook. & Arn.
- Senecio doratophyllus Benth.
- Senecio doria L.
- Senecio doronicum (L.) L.
- Senecio doryphoroides C.Jeffrey
- Senecio doryphorus Mattf.
- Senecio dregeanus DC.
- Senecio drukensis C.Marquand & Airy Shaw
- Senecio dryophyllus Meyen & Walp.
- Senecio dubitabilis C.Jeffrey & Y.L.Chen
- Senecio dumeticolus S.Moore
- Senecio dumosus Fourc.
- Senecio dunedinensis Belcher
- Senecio durangensis Greenm.
- Senecio duriaei J.Gay
- Senecio echaetus Y.L.Chen & K.Y.Pan
- Senecio edgeworthii Hook.f.
- Senecio eenii (S.Moore) Merxm.
- Senecio eightsii Hook. & Arn.
- Senecio elegans L.
- Senecio elgaumensis C.B.Clarke
- Senecio ellenbeckii O.Hoffm.
- Senecio elmeri Piper
- Senecio elquiensis Cabrera
- Senecio × embergeri
- Senecio eminens Compton
- Senecio emirnensis DC.
- Senecio engleranus O.Hoffm.
- Senecio erechtitioides Baker
- Senecio eremicola I.Thomps.
- Senecio eremophilus A.Gray
- Senecio eriobasis DC.
- Senecio eriocarphus Greenm.
- Senecio eriophyton J.Rémy
- Senecio eriopus Willk.
- Senecio erlangeri O.Hoffm.
- Senecio erosus L.f.
- Senecio ertterae T.M.Barkley
- Senecio erubescens Aiton
- Senecio eruciformis J.Rémy
- Senecio erysimoides DC.
- Senecio erythropappus Bureau & Franch.
- Senecio esleri C.J.Webb
- Senecio espinosae Cabrera
- Senecio euclaensis I.Thomps.
- Senecio eudorus DC.
- Senecio euryopoides DC.
- Senecio evacoides Sch.Bip. ex Wedd.
- Senecio evelynae Muschl.
- Senecio everettii Hemsl.
- Senecio exarachnoideus C.Jeffrey
- Senecio expansus Wedd.
- Senecio extensus I.Thomps.
- Senecio exuberans R.A.Dyer
- Senecio exul Hance
- Senecio faberi Hemsl. ex Hemsl.
- Senecio fabrisii Cabrera
- Senecio famatinensis Cabrera
- Senecio farinaceus Sch.Bip. ex A.Rich.
- Senecio farinifer Hook. & Arn.
- Senecio faugasioides Baker
- Senecio ferrugineus (Klatt) Cuatrec.
- Senecio ferruglii Cabrera
- Senecio filaginoides DC.
- Senecio filaris McVaugh
- Senecio filifer Franch.
- Senecio fistulosus Poepp. ex Less.
- Senecio flaccidifolius Wedd.
- Senecio flaccidus Less.
- Senecio flagellifolius Cabrera
- Senecio flammeus Turcz.
- Senecio flanaganii Phillips
- Senecio flavus (Decne.) Sch.Bip.
- Senecio foeniculoides Harv.
- Senecio folidentatus Cuatrec.
- Senecio formosissimus Cuatrec.
- Senecio formosoides Cuatrec.
- Senecio formosus Kunth
- Senecio fragrantissimus Tortosa & Bartoli
- Senecio franchetii C.Winkl.
- Senecio francisci Phil.
- Senecio fremontii Torr. & A.Gray
- Senecio fresenii Sch.Bip.
- Senecio friesii Cabrera
- Senecio fukienensis Ling ex C.Jeffrey & Y.L.Chen
- Senecio funckii Sch.Bip.
- Senecio furusei Kitam.
- Senecio gallicus Vill.
- Senecio ganganensis Cabrera
- Senecio garaventai Cabrera
- Senecio garcibarrigae Cuatrec.
- Senecio gariepiensis Cron
- Senecio garlandii F.Muell. ex Belcher
- Senecio gawlerensis M.E.Lawr.
- Senecio gayanus DC.
- Senecio geifolius Sch.Bip.
- Senecio geniculatus Steud.
- Senecio gentryi (H.Rob. & Brettell) B.L.Turner & T.M.Barkley
- Senecio georgianus DC.
- Senecio gerberaefolius Sch.Bip. ex Hemsl.
- Senecio gerrardii Harv.
- Senecio giessii Merxm.
- Senecio gilbertii Turcz.
- Senecio gilliesianus Hieron.
- Senecio gilliesii Hook. & Arn.
- Senecio glabellus Poir.
- Senecio glaber Less.
- Senecio glaberrimus DC.
- Senecio glabratus Hook. & Arn.
- Senecio glabrescens (DC.) Sch.Bip.
- Senecio glabrifolius DC.
- Senecio glandulifer Dematt. & Cristóbal
- Senecio glanduloso-lanosus Thell.
- Senecio glanduloso-pilosus Volkens & Muschl.
- Senecio glastifolius L.f.
- Senecio glaucophyllus Cheeseman
- Senecio glaucus L.
- Senecio glinophyllus (H.Rob. & Brettell) McVaugh
- Senecio glomeratus Desf. ex Poir.
- Senecio glossanthus (Sond.) Belcher
- Senecio glutinarius DC.
- Senecio gmelinii Ledeb.
- Senecio gnidioides Phil.
- Senecio gnoma P.Royen
- Senecio goldsacki Phil.
- Senecio gossweileri Torre
- Senecio graciliflorus (Wall.) DC.
- Senecio gramineticola C.Jeffrey
- Senecio gramineus Harv.
- Senecio grandiflorus Meyen
- Senecio grandifolius Less.
- Senecio grandis Gardner
- Senecio grandjotii Cabrera
- Senecio graveolens Wedd.
- Senecio greenmanii (H.Rob. & Brettell) L.O.Williams
- Senecio greenwayi C.Jeffrey
- Senecio gregatus Hilliard
- Senecio grindeliaefolius DC.
- Senecio grisebachii Baker
- Senecio grossidens Dusén ex Malme
- Senecio guadalajarensis B.L.Rob.
- Senecio guascensis Cuatrec.
- Senecio guerkei Hieron.
- Senecio guerrensis T.M.Barkley
- Senecio gunckelii Cabrera
- Senecio gunnii (Hook.f.) Belcher
- Senecio gymnocaulos Phil.
- Senecio gypsicola I.Thomps.
- Senecio hadiensis Forssk.
- Senecio haenkeanus Cuatrec.
- Senecio haenkei DC.
- Senecio halimifolius L.
- Senecio hallianus G.D.Rowley
- Senecio halophilus I.Thomps.
- Senecio haloragis J.Rémy
- Senecio hamamelifolius Kunth
- Senecio hamersleyensis I.Thomps.
- Senecio hansweberi Cuatrec.
- Senecio hartwegii Benth.
- Senecio hastatifolius Cabrera
- Senecio hastatus L.
- Senecio hastifolius Less.
- Senecio hatcherianus O.Hoffm.
- Senecio hauwai Sykes
- Senecio haworthii (Sweet) Sch.Bip.
- Senecio haygarthii M.Taylor ex Hilliard
- Senecio hedbergii C.Jeffrey
- Senecio hederiformis Cron
- Senecio helgae Cabrera
- Senecio helichrysoides F.Muell.
- Senecio heliopsis Hilliard & B.L.Burtt
- Senecio helminthioides (Sch.Bip.) Hilliard
- Senecio helodes Benth.
- Senecio hemmendorffii Malme
- Senecio hercynicus Herborg - [halott link]
- Senecio hermannii B.Nord.
- Senecio herreianus Dinter
- Senecio hesperidum Jahand. & al.
- Senecio heteroschizus Baker
- Senecio heterotrichius DC.
- Senecio hewrensis Hook.f.
- Senecio hickenii Hauman
- Senecio hieracioides DC.
- Senecio hieracium J.Rémy
- Senecio hieronymi Griseb.
- Senecio hilairianus Cabrera
- Senecio hillebrandii Christ
- Senecio hintonii (H.Rob. & Brettell) J.Pruski & T.M.Barkley
- Senecio hintoniorum B.L.Turner
- Senecio hirsutilobus Hilliard
- Senecio hirsutulus Phil.
- Senecio hirtellus DC.
- Senecio hirtifolius DC.
- Senecio hirtus Cabrera
- Senecio hispidissimus I.Thomps.
- Senecio hispidulus A.Rich.
- Senecio hjertingii Cabrera
- Senecio hochstetteri Sch.Bip. ex A.Rich.
- Senecio hoehnei Cabrera
- Senecio hoggariensis Batt. & Trab.
- Senecio hohenacke
- Senecio hohenackeri Sch.Bip.
- Senecio hoi Dunn
- Senecio hollandii Compton
- Senecio holubii Hutch. & Burtt Davy
- Senecio howeanus Belcher
- Senecio hualtaranensis "Petenatti, Ariza & Del Vitto"
- Senecio hualtata Bertero ex DC.
- Senecio huitrinicus Cabrera
- Senecio humbertii C.C.Chang
- Senecio humidanus C.Jeffrey
- Senecio humifusus (Hook.f.) Cabrera
- Senecio humillimus Sch.Bip.
- Senecio hydrophiloides Rydb.
- Senecio hydrophilus Nutt.
- Senecio hypargyraeus DC.
- Senecio hypochoerideus DC.
- Senecio hypoleucus F.Muell. ex Benth.
- Senecio hypsobates Wedd.
- Senecio icaensis H.Beltrán & A.Galán
- Senecio icoglossoides Arechav.
- Senecio ilicifolius L.
- Senecio iljinii Schischk.
- Senecio illapelinus Phil.
- Senecio illinitus Phil.
- Senecio immixtus C.Jeffrey
- Senecio inaequidens DC.
- Senecio incisus Thunb.
- Senecio incomptus DC.
- Senecio incrassatus Lowe
- Senecio infernalis Cabrera
- Senecio infimus Cabrera
- Senecio infirmus C.Jeffrey
- Senecio ingeliensis Hilliard
- Senecio inornatus DC.
- Senecio integerrimus Nutt.
- Senecio interpositus I.Thomps.
- Senecio intricatus S.Moore
- Senecio invalidus C.Jeffrey
- Senecio involucratus (Kunth) DC.
- Senecio isabelis S.Díaz
- Senecio isatideus DC.
- Senecio isatidioides
- Senecio iscoensis Hieron.
- Senecio isernii Phil.
- Senecio ishcaivilcanus Cuatrec.
- Senecio jacalensis Greenm.
- Senecio jacksonii S.Moore
- Senecio jacobeaeformis J.Rémy
- Senecio jacobsenii Rowley
- Senecio jacuticus Schischk.
- Senecio jaffuelii Cabrera
- Senecio jaliscana S.Watson
- Senecio jarae Phil.
- Senecio jeffreyanus Lisowski
- Senecio jilesii Cabrera
- Senecio jinotegensis Klatt
- Senecio jobii Cabrera
- Senecio johnstonianus Cabrera
- Senecio johnstonii Oliv.
- Senecio jorquerae Phil.
- Senecio juergensii Mattf.
- Senecio jujuyensis Cabrera
- Senecio julianus Speg.
- Senecio junceus (DC.) Harv.
- Senecio jungei Phil.
- Senecio juniperinus L.f.
- Senecio junodii Hutch. & Burtt Davy
- Senecio jurgensenii Hemsl.
- Senecio kacondensis S.Moore
- Senecio kalingenwae Hilliard & B.L.Burtt
- Senecio karaguensis O.Hoffm.
- Senecio karelinioides C.Winkl.
- Senecio katangensis O.Hoffm.
- Senecio kawakamii Makino
- Senecio kayomborum Beentje
- Senecio keniensis Baker f.
- Senecio keniophytum R.E.Fr.
- Senecio kerberi Greenm.
- Senecio kermadecensis Belcher
- Senecio keshua Cabrera
- Senecio killipii Cabrera
- Senecio kingbishopii Cuatrec.
- Senecio kingii Hook.f.
- Senecio klattii Greenm.
- Senecio kleiniiformis Suess.
- Senecio kolenatianus C.A.Mey.
- Senecio kongboensis Ludlow
- Senecio korshinskyi Krasch.
- Senecio krameri Franch. & Sav.
- Senecio krapovickasii Cabrera
- Senecio krascheninnikovii Schischk.
- Senecio kuanshanensis C.I Peng & S.W.Chung
- Senecio kuhbieri Cuatrec.
- Senecio kuluensis S.Moore
- Senecio kumaonensis Duthie ex C.Jeffrey & Y.L.Chen
- Senecio kundelungensis Lisowski
- Senecio kunthianus Wall.
- Senecio kunturinus Cabrera
- Senecio laceratus (F.Muell.) Belcher
- Senecio lacustrinus I.Thomps.
- Senecio laetevirens Phil.
- Senecio laetus Edgew.
- Senecio laevicaulis DC.
- Senecio laevigatus Thunb.
- Senecio lageniformis I.Thomps.
- Senecio lamarckianus Bullock
- Senecio lanatus L.f.
- Senecio lanceus Aiton
- Senecio landbeckii Phil.
- Senecio langei Malme
- Senecio lanibracteus I.Thomps.
- Senecio lanicaulis Greenm.
- Senecio lanifer Mart. ex C.Jeffrey
- Senecio lanosissimus Cabrera
- Senecio larahuinensis H.Beltrán & A.Galán
- Senecio laricifolius Kunth
- Senecio laseguei Hombr. & Jacquinot ex Decne.
- Senecio lasiocaulon T.M.Barkley
- Senecio lastarrianus J.Rémy
- Senecio latecorymbosus Gilli
- Senecio laticipes Bruyns
- Senecio latiflorus Wedd.
- Senecio latifolius DC.
- Senecio latissimifolius S.Moore
- Senecio laucanus Ricardi & Marticor.
- Senecio lautus G.Forst. ex Willd.
- Senecio lawalreeanus Lisowski
- Senecio laxus DC.
- Senecio legionensis Lange
- Senecio lejolyanus Lisowski
- Senecio lelyi Hutch.
- Senecio lemmonii A.Gray
- Senecio lenensis Schischk.
- Senecio leonensis Greenm.
- Senecio leontodontis DC.
- Senecio leptocarpus DC.
- Senecio leptocaulos Phil.
- Senecio leptocephalus Mattf.
- Senecio leptolobus DC.
- Senecio leptophyllus DC.
- Senecio leptopterus Mesfin
- Senecio leptoschizus Bong.
- Senecio lessingianus C.B.Clarke
- Senecio lessingii Harv.
- Senecio letouzeyanus Lisowski
- Senecio leucadendron Benth. & Hook.f.
- Senecio leucanthemifolius Poir. - [halott link]
- Senecio leucanthemoides Cuatrec.
- Senecio leucoglossus F.Muell.
- Senecio leucolepis Greenm.
- Senecio leucomallus A.Gray
- Senecio leucopeplus Cabrera
- Senecio leucophyton Phil.
- Senecio leucostachys Baker
- Senecio leucus Phil.
- Senecio levingii C.B.Clarke
- Senecio lewallei Lisowski
- Senecio lhasaensis Ling ex C.Jeffrey & Y.L.Chen
- Senecio liangshanensis C.Jeffrey & Y.L.Chen
- Senecio liebmannii Buchinger ex Klatt
- Senecio lijiangensis C.Jeffrey & Y.L.Chen
- Senecio lilloi Cabrera
- Senecio limosus Dusén ex Malme
- Senecio linaresensis Soldano
- Senecio linariifolius Poepp. ex DC.
- Senecio linearifolius A.Rich.
- Senecio lineatus (L.f.) DC.
- Senecio lingianus C.Jeffrey & Y.L.Chen
- Senecio linifolius L.
- Senecio lithophilus Greenm.
- Senecio lithostaurus Cabrera
- Senecio litorosus Fourc.
- Senecio littoralis Gaudich.
- Senecio littoreus Thunb.
- Senecio lividus L.
- Senecio lobelioides DC.
- Senecio lombokensis J.Kost.
- Senecio longicollaris I.Thomps.
- Senecio longilinguae Cuatrec.
- Senecio longilobus Benth.
- Senecio longipilus I.Thomps.
- Senecio looseri Cabrera
- Senecio lopez-guillenii Cabrera
- Senecio lopez-mirandae Cabrera
- Senecio lopezii Boiss.
- Senecio loratifolius Greenm.
- Senecio lorentziella Hicken
- Senecio lorentzii Griseb.
- Senecio lucidus (Sw.) DC.
- Senecio ludens C.B.Clarke
- Senecio luembensis De Wild. & Muschl.
- Senecio lugens Richardson
- Senecio luridus Phil.
- Senecio luzoniensis Merr.
- Senecio lycopodioides Schltr.
- Senecio lydenburgensis Hutch. & Burtt Davy
- Senecio lyonii A.Gray
- Senecio lyratus Forssk.
- Senecio mabberleyi C.Jeffrey
- Senecio macedonicus Griseb.
- Senecio macowanii Hilliard
- Senecio macranthus A.Rich.
- Senecio macrocarpus F.Muell. ex Belcher
- Senecio macrocephalus DC.
- Senecio macroglossoides Hilliard
- viaszrepkény (Senecio macroglossus) DC. - [halott link]
- Senecio macrophyllus "Humb., Bonpl. & Kunth"
- Senecio maculatus Cabrera
- Senecio madariagae Phil.
- Senecio madrensis A.Gray
- Senecio maeviae Cabrera
- Senecio magellanicus Hook. & Arn.
- Senecio magnificus F.Muell.
- Senecio mairetianus DC.
- Senecio makinoi C.Winkl.
- Senecio malaissei Lisowski
- Senecio manguensis Cabrera & Zardini
- Senecio mapuche Cabrera
- Senecio maranguensis O.Hoffm.
- Senecio margaritae C.Jeffrey
- Senecio marginalis Hilliard
- Senecio mariettae Muschl.
- Senecio marojejyensis Humbert
- Senecio marotiri C.J.Webb
- Senecio martinensis Dusén
- Senecio martirensis T.M.Barkley
- Senecio massaicus (Maire) Maire
- Senecio matricariifolius DC.
- Senecio mattfeldianus Cabrera
- Senecio mattirolii Chiov.
- Senecio maulinus Reiche
- Senecio mauricei Hilliard & B.L.Burtt
- Senecio maydae Merxm.
- Senecio mbuluzensis Compton
- Senecio medley-woodii Hutch.
- Senecio megacephalus Nutt.
- Senecio megaglossus F.Muell.
- Senecio megalanthus Y.L.Chen
- Senecio megaoreinus Zardini
- Senecio megaphylla Greenm.
- Senecio melanocalyx Cuatrec.
- Senecio melanolepis DC.
- Senecio melanopotamicus Cabrera
- Senecio merendonensis Ant.Molina
- Senecio mesembrynus Cabrera
- Senecio mesogrammoides O.Hoffm.
- Senecio meyeri-johannis Engl.
- Senecio michoacanus (B.L.Rob.) B.L.Turner & T.M.Barkley
- Senecio microalatus C.Jeffrey
- Senecio microbasis I.Thomps.
- Senecio microcephalus Phil.
- Senecio micropifolius DC.
- Senecio microspermus DC.
- Senecio microtis Phil.
- Senecio milanjianus S.Moore
- Senecio mimetes Hutch. & R.A.Dyer
- Senecio minesinus Cuatrec.
- Senecio miniauritus Sagást. & M.O.Dillon
- Senecio minimus Poir.
- Senecio minutifolius Phil.
- Senecio miser Hook.f.
- Senecio mitonis Cuatrec.
- Senecio mitophyllus C.Jeffrey
- Senecio mlilwanensis Compton
- Senecio mohavensis A.Gray
- Senecio mohinorensis Greenm.
- Senecio molinae Phil.
- Senecio monanthus Diels
- Senecio montereyanus S.Watson
- Senecio montevidensis (Spreng.) Baker
- Senecio monticola DC.
- Senecio monttianus J.Rémy
- Senecio mooreanus Hutch. & Burtt Davy
- Senecio moorei R.E.Fr.
- Senecio mooreioides C.Jeffrey
- Senecio morotonensis C.Jeffrey
- Senecio morrisonensis Hayata
- Senecio mortonii C.B.Clarke
- Senecio mucronatus (Thunb.) Willd.
- Senecio muirii L.Bolus
- Senecio mulgediifolius S.Schauer
- Senecio muliensis C.Jeffrey & Y.L.Chen
- Senecio multibracteatus Harv.
- Senecio multibracteolatus C.Jeffrey & Y.L.Chen
- Senecio multicaulis A.Rich.
- Senecio multidentatus Sch.Bip. ex Hemsl.
- Senecio multiflorus Sch.Bip.
- Senecio multifolius
- Senecio multilobus C.C.Chang
- Senecio multinervis Sch.Bip. ex Klatt
- Senecio multivenius Benth.
- Senecio munnozii Cabrera
- Senecio muricatus Thunb.
- Senecio murinus Phil.
- Senecio murorum J.Rémy
- Senecio murrayanus Wawra
- Senecio mustersi Speg.
- Senecio myricaefolius (Bojer ex DC.) Humbert
- Senecio myriocephalus Sch.Bip. ex A.Rich.
- Senecio myriophyllus Phil.
- Senecio nagensium C.B.Clarke
- Senecio nanus Sch.Bip. ex A.Rich.
- Senecio napellifolius Schauer
- Senecio napifolius MacOwan
- Senecio narinyonis Cuatrec.
- Senecio natalicola Hilliard
- Senecio navugabensis C.Jeffrey
- Senecio neaei DC.
- Senecio neeanus Cuatrec.
- Senecio nemiae "A. Bartoli, Tortosa & S.E.Freire"
- berki aggófű (Senecio nemorensis) L.
- Senecio neobakeri Humbert
- Senecio neowebsteri S.F.Blake
- Senecio nesomiorum B.L.Turner
- Senecio nevadensis Boiss. & Reut.
- Senecio ngoyanus Hilliard
- Senecio niederleinii Cabrera
- Senecio nigrapicus I.Thomps.
- Senecio nigrescens Hook. & Arn.
- Senecio nigrocinctus Franch.
- Senecio nikoensis Miq.
- Senecio nivalis (Kunth) Cuatrec.
- Senecio niveoaureus Cuatrec.
- Senecio niveoplanus I.Thomps.
- Senecio niveus (Thunb.) Willd.
- Senecio nodiflorus C.C.Chang
- Senecio nubivagus L.O.Williams
- Senecio nublensis Soldano
- Senecio nudicaulis Buch.-Ham. ex D.Don
- Senecio nuraniae Roldugin
- Senecio nutans Sch.Bip.
- Senecio oaxacanus Hemsl.
- Senecio obesus Klatt
- Senecio obtectus Kuntze
- Senecio obtusatus Wall. ex DC.
- Senecio ochrocarpus Oliv. & Hiern
- Senecio octolepis Griseb.
- Senecio odonellii Cabrera
- Senecio odontopterus DC.
- Senecio odoratus Hornem.
- Senecio oederiifolius DC.
- Senecio oerstedianus Benth.
- Senecio oldfieldii I.Thomps.
- Senecio oldhamianus Maxim.
- Senecio oleosus Vell.
- Senecio olgae Regel & Schmalh.
- Senecio oligoleucus Baker
- Senecio oligophyllus Baker
- Senecio olivaceobracteatus Ricardi & Marticor.
- Senecio oophyllus C.Jeffrey
- Senecio orarius J.M.Black
- Senecio oreinus Cabrera
- Senecio oreophyton J.Rémy
- Senecio orizabensis Sch.Bip. ex Hemsl.
- Senecio ornatus S.Moore
- Senecio oryzetorum Diels
- Senecio ostenii Mattf.
- Senecio otaeguianus Phil.
- Senecio othannae M.Bieb.
- Senecio othonniflorus DC.
- Senecio otites Kunze ex DC.
- Senecio otopterus Griseb.
- lilásszárú aggófű vagy kárpáti aggófű (Senecio ovatus) Willd. – [halott link]
- Senecio ovoideus (Compton) H.Jacobsen
- Senecio oxyodontus DC.
- Senecio oxyphyllus A.Cunn. ex DC.
- Senecio oxyriifolius DC.
- Senecio ozolotepecanus B.L.Turner
- Senecio paarlensis DC.
- Senecio pachyphyllos J.Rémy
- Senecio pachyrhizus O.Hoffm.
- Senecio paludaffinis Hilliard
- Senecio pampae Lingelsh.
- Senecio pampeanus Cabrera
- Senecio panduratus (Thunb.) Less.
- Senecio panduriformis Hilliard
- Senecio paniculatus P.J.Bergius
- Senecio papillaris Sch.Bip.
- Senecio papillosus F.Muell.
- Senecio pappii Ricardi & Marticor.
- Senecio papuanus (Lauterb.) Belcher
- Senecio paraguariensis Mattf.
- Senecio paramensis Cuatrec.
- Senecio paranensis Malme
- Senecio parascitus Hilliard
- Senecio parentalis Hilliard & B.L.Burtt
- Senecio parodii Cabrera
- Senecio parryi A.Gray
- Senecio parvifolius DC.
- Senecio pascoensis Cabrera
- Senecio pascuiandinus Cuatrec.
- Senecio patagonicus Hook. & Arn.
- Senecio pattersonensis Hoover
- Senecio pattersonii B.L.Turner
- Senecio paucicalyculatus Klatt
- Senecio paucidentatus DC.
- Senecio pauciflosculosus C.Jeffrey
- Senecio paucifolius S.G.Gmel.
- Senecio pauciradiatus Belcher
- Senecio paulensis Bong.
- Senecio paulsenii O.Hoffm.
- Senecio pavonii (Wedd.) Cuatrec.
- Senecio pearsonii Hutch.
- Senecio pectinatus DC.
- Senecio pellucidus DC.
- Senecio pelquensis Dusén
- Senecio peltophorus Brenan
- Senecio pemehuensis Soldano
- Senecio penicillatus (Cass.) Sch.Bip.
- Senecio penninervius DC.
- Senecio pentactinus Klatt
- Senecio pentaphyllus Phil.
- Senecio pentecostus Hiern
- Senecio peregrinus Griseb.
- Senecio perezii Cabrera
- Senecio pergamentaceus Baker
- Senecio peripotamus C.Jeffrey
- Senecio perralderianus Coss.
- Senecio perrottetii DC.
- Senecio persicifolius L.
- Senecio peteroanus Phil.
- Senecio petiolaris DC.
- Senecio petraeus Boiss. & Reut.
- Senecio pfisteri Ricardi & Marticor.
- Senecio pflanzii (Perkins) Cuatrec.
- Senecio phanerandrus Cufod.
- Senecio phelleus I.Thomps.
- Senecio philippicus Regel & Körn.
- Senecio philippii Sch.Bip. ex Wedd.
- Senecio phorodendroides L.O.Williams
- Senecio phylicifolius Poepp. ex DC.
- Senecio phylloleptus Cuatrec.
- Senecio picridioides (Turcz.) M.E.Lawr.
- Senecio picridis S.Schauer
- Senecio pierotii Miq.
- Senecio pillansii Levyns
- Senecio pilosicristus I.Thomps.
- Senecio pilquensis H.Buek
- Senecio pinacatensis Felger
- Senecio pinachensis Cabrera
- Senecio pinetorum Hemsl.
- Senecio pinguifolius (DC.) Sch.Bip.
- Senecio pinifolius Dusén
- Senecio pinnatifidus Less.
- Senecio pinnatifolius A.Rich.
- Senecio pinnatipartitus Sch.Bip. ex Oliv.
- Senecio pinnatisecta DC.
- Senecio pinnatus Poir.
- Senecio pinnulatus Thunb.
- Senecio piptocoma O.Hoffm.
- Senecio × pirottae Chiov.
- Senecio pissisii Phil.
- Senecio planiflorus Kunze ex Cabrera
- Senecio plantagineoides C.Jeffrey
- Senecio plantagineus DC.
- Senecio platanifolius Benth.
- Senecio platensis Arechav.
- Senecio plattensis (Packera) Nutt.
- Senecio platylepis DC.
- Senecio platypus Greenm.
- Senecio pleianthus (Humbert) Humbert
- Senecio pleistocephalus S.Moore
- Senecio pleistophyllus C.Jeffrey
- Senecio pleniauritus Cuatrec.
- Senecio pluricephalus Cabrera
- Senecio poeppigii Hook. & Arn.
- Senecio pogonias Cabrera
- Senecio polelensis Hilliard
- Senecio polyadenus Hedberg
- Senecio polyanthemoides Sch.Bip.
- Senecio polygaloides Phil.
- Senecio polyodon DC.
- Senecio polyphyllus Kunze ex DC.
- Senecio polypodioides Greene
- Senecio porphyranthus Schischk.
- Senecio portalesianus J.Rémy
- Senecio portulacoides J.Rémy
- Senecio poseideonis Hilliard & B.L.Burtt
- Senecio potosianus Klatt
- Senecio pottsii Armstr.
- Senecio powellii B.L.Turner
- Senecio praecox (Cav.) DC.
- Senecio praeruptorum Sch.Bip. ex Klatt
- Senecio praeteritus Killick
- Senecio prenanthifolius Phil.
- Senecio prenanthoides A.Rich.
- Senecio pricei N.D.Simpson
- Senecio primulifolius F.Muell.
- Senecio princei Simps.
- Senecio prionopterus B.L.Rob. & Greenm.
- Senecio procumbens Kunth
- Senecio productus I.Thomps.
- Senecio promatensis Matzenb.
- Senecio propinquus Schischk.
- Senecio prostratus Klatt
- Senecio proteus J.Rémy
- Senecio provincialis (L.) Druce
- Senecio pseudalmeidae Cabrera
- Senecio pseudaspericaulis Cabrera
- Senecio pseuderucoides Cabrera
- Senecio pseudoarnica Less.
- Senecio pseudoformosus Cuatrec.
- Senecio pseudomairei H.Lév.
- Senecio pseudoorientalis Schischk.
- Senecio pseudopicridis T.M.Barkley
- Senecio pseudosubsessilis C.Jeffrey
- Senecio pseudotites Griseb.
- Senecio psilocarpus Belcher & Albr.
- Senecio pteridophyllus Franch.
- Senecio pterophorus DC.
- Senecio puberulus DC.
- Senecio pubescens Phil.
- Senecio pubiger L.
- Senecio pubigerus L.
- Senecio puchi Phil.
- Senecio pudicus Greene
- Senecio pugioniformis Sch.Bip.
- Senecio pulcher Hook. & Arn.
- Senecio pulicarioides Baker
- Senecio pumilus Tortosa & Bartoli
- Senecio puna-sessilis Cuatrec.
- Senecio punae Cabrera
- Senecio purpureus L.
- Senecio purtschelleri Engl.
- Senecio pusillus Dinter ex Range
- Senecio pycnanthus Phil.
- Senecio pyramidatus DC.
- Senecio pyrenaicus L.
- Senecio pyroglossus Kar. & Kir.
- Senecio pyrophilus Zoll. & Mor.
- Senecio racemosus (M.Bieb.) DC.
- Senecio racemulifer Pavlov
- Senecio radicans (L.f.) Sch.Bip.
- Senecio radiolatus F.Muell.
- Senecio ragazzii Chiov.
- Senecio ragonesei Cabrera
- Senecio rahmeri Phil.
- Senecio ramboanus Cabrera
- Senecio ramosissimus DC.
- Senecio ramosus Wall.
- Senecio randii S.Moore
- Senecio raphanifolius Wall. ex DC.
- Senecio rapifolius Nutt.
- Senecio reclinatus L.f.
- Senecio recurvatus Kunth
- Senecio reedi Phil.
- Senecio rehmannii Bolus
- Senecio reicheanus Cabrera
- Senecio reitzianus Cabrera
- Senecio renardii Winkl.
- Senecio renjifoanus Phil.
- Senecio repandus Thunb.
- Senecio repangae de Lange & B.G.Murray
- Senecio repollensis Cabrera
- Senecio reptans Turcz.
- Senecio resectus DC.
- Senecio retanensis Cabrera
- Senecio reticulatus DC.
- Senecio retortus (DC.) Benth.
- Senecio retrorsus DC.
- Senecio rhammatophyllus Mattf.
- Senecio rhizocephalus Turcz.
- Senecio rhizomatus Rusby
- Senecio rhomboideus Harv.
- Senecio rhyacophilus Greenm.
- Senecio rhyncholaenus DC.
- Senecio ricardii Martic. & Quezada
- Senecio richardsonii B.L.Turner
- Senecio riddellii Torr. & A.Gray
- Senecio rigidus L.
- Senecio riograndensis Matzenb.
- Senecio riojanus Cabrera
- Senecio riomayensis B.L.Turner
- Senecio riskindii B.L.Turner & T.M.Barkley
- Senecio ritovegana B.L.Turner
- Senecio robertiifolius DC.
- Senecio roldana DC.
- Senecio romeroi Cuatrec.
- Senecio roripifolius Cabrera
- Senecio rosei Greenm.
- Senecio roseiflorus R.E.Fr.
- Senecio roseus Sch.Bip.
- Senecio rosmarinifolius L.f.
- Senecio rosmarinus Phil.
- Senecio royleanus DC.
- Senecio rubrilacunae Cuatrec.
- Senecio rudbeckiaefolius Meyen & Walp.
- Senecio rufescens DC.
- Senecio rufiglandulosus Colenso
- Senecio rufinervis DC.
- Senecio rugegensis Muschl.
- Senecio ruiz-lealii Cabrera
- Senecio runcinatus Less.
- Senecio runcinifolius J.H.Willis
- Senecio ruwenzoriensis S.Moore
- Senecio rzedowskii García-Pérez
- Senecio sabinjoensis Muschl.
- Senecio saboureaui Humbert
- Senecio sacramentanus Wooton & Standl.
- Senecio sakamaliensis (Humbert) Humbert
- Senecio salicifolia Pers.
- Senecio salignus DC.
- Senecio saltensis Hook. & Arn.
- Senecio saluenensis Diels
- Senecio salviifolius Sch.Bip.
- Senecio sanagastae Cabrera
- Senecio sandersii B.L.Turner
- Senecio sandersonii Harv.
- Senecio sandwithii Cabrera
- Senecio sanguisorbae DC.
- Senecio saniensis Hilliard & B.L.Burtt
- Senecio santanderensis (Cuatrec.) Cuatrec.
- Senecio santelicis Phil.
- Senecio santiagoensis Kuntze
- Senecio saposhnikovii Krasch. & Schipcz.
- Senecio sarcoides C.Jeffrey
- Senecio saucensis Cabrera
- Senecio × saundersii W.Sauer & E.Beck
- Senecio saussureoides Hand.-Mazz.
- Senecio saxicolus Wedd.
- Senecio scaberulus (Hook.f.) D.G.Drury
- Senecio scabrellus I.Thomps.
- Senecio scandens Buch.-Ham. ex D.Don
- Senecio scapiflorus (L'Hér.) C.A.Sm.
- Senecio scaposus DC.
- Senecio schaffneri Sch.Bip. ex Klatt
- Senecio schimperi Sch.Bip. ex A.Rich.
- Senecio schizotrichus Greenm.
- Senecio schoenemannii Phil.
- Senecio schreiteri Cabrera
- Senecio schultzii Hochst. ex A.Rich.
- Senecio scitus Hutch. & Burtt Davy
- Senecio sclerophyllus Hemsl.
- Senecio scoparius Harv.
- Senecio scopolii Hoppe & Hornsch.
- Senecio scopulorum Poepp.
- Senecio scorzonella Greene
- Senecio scorzoneraefolius Meyen & Walp.
- Senecio scrobicaria DC.
- Senecio scrobicarioides DC.
- Senecio sectilis Griseb.
- Senecio segethii Phil.
- Senecio selloi (Spreng.) DC.
- Senecio semiamplexifolius De Wild.
- Senecio seminiveus J.M.Wood & M.S.Evans
- Senecio sempervivus Sch.Bip.
- Senecio sericeo-nitens Speg.
- Senecio serpens G.D.Rowley
- Senecio serranus Zardini
- Senecio serraquitchensis Greenm.
- Senecio serratifolius (Meyen & Walp.) Cuatrec.
- Senecio serratiformis I.Thomps.
- Senecio serratuloides DC.
- Senecio serrulatus DC.
- Senecio serrurioides Turcz.
- Senecio sessilifolius (Hook. & Arn.) Hemsl.
- Senecio shabensis Lisowski
- Senecio sheldonensis A.E.Porsild
- Senecio sibiricus C.B.Clarke
- Senecio sichotensis Kom.
- Senecio silphioides Hieron.
- Senecio simplicissimus Bojer ex DC.
- Senecio sinuatilobus DC.
- Senecio sisymbriifolius DC.
- Senecio skirrhodon DC.
- Senecio skottsbergii Cabrera
- Senecio smithii DC.
- Senecio snowdenii Hutch.
- Senecio sociorum Bolus
- Senecio socompae Cabrera
- Senecio soldanella A.Gray
- Senecio sophioides DC.
- Senecio sorianoi Cabrera
- Senecio sororius C.Jeffrey
- Senecio sotikensis S.Moore
- Senecio spanomerus I.Thomps.
- Senecio spartareus S.Moore
- Senecio spartioides Torr. & A.Gray
- Senecio spathiphyllus Franch.
- Senecio spathulatus A.Rich.
- Senecio spatulifolius Kellogg
- Senecio speciosissimus J.C.Manning & Goldblatt
- Senecio speciosus Willd.
- Senecio spegazzinii Cabrera
- Senecio spelaeicola (Vaniot) Gagnep.
- Senecio sphaerocephalus Greene
- Senecio spinescens Sch.Bip.
- Senecio spiraeifolius Thunb.
- Senecio splendens H.Lév. & Vaniot
- Senecio spribillei W.A.Weber
- szirti aggófű (Senecio squalidus) L. - [halott link]
- Senecio squarrosus A.Rich.
- Senecio standleyi Greenm.
- Senecio stauntonii DC.
- Senecio steparius Cabrera
- Senecio sterquilinus Ornduff
- Senecio steudelii Sch.Bip. ex A.Rich.
- Senecio steudelioides Sch.Bip.
- Senecio steyermarkii Greenm.
- Senecio stigophlebius Baker
- Senecio stoechadiformis DC.
- Senecio stokesii F.Br.
- Senecio striatifolius DC.
- Senecio strictifolius Hiern
- Senecio suazaensis Cuatrec.
- Senecio subalpinus K.Koch
- Senecio subarnicoides Cabrera
- Senecio subauritus Phil.
- Senecio subcanescens (DC.) Compton
- Senecio subcoriaceus Schltr.
- Senecio subcymosus (H.Rob.) B.L.Turner & T.M.Barkley
- Senecio subdentatus Ledeb.
- Senecio subdiscoideus Sch.Bip. ex Wedd.
- Senecio subfractiflexus C.Jeffrey
- Senecio subfrigidus Kom.
- Senecio submontanus Hilliard & B.L.Burtt
- Senecio subnemoralis Dusén
- Senecio subpanduratus O.Hoffm.
- Senecio subpubescens Cabrera
- Senecio subrubriflorus O.Hoffm.
- Senecio subruncinatus (Wedd.) Greenm.
- Senecio subsessilis Oliv. & Hiern
- Senecio subsinuatus DC.
- Senecio subumbellatus Phil.
- Senecio suffultus (Greenm.) McVaugh
- Senecio sukaczevii Schischk.
- Senecio sulcicalyx Baker
- Senecio sumatranus Martelli
- Senecio summus Cuatrec.
- Senecio sundtii Phil.
- Senecio supremus Cuatrec.
- Senecio surculosus MacOwan
- Senecio surinamensis Urb.
- erdei aggófű (Senecio sylvaticus) L. - [halott link]
- Senecio syneilesis Franch. & Sav.
- Senecio syringifolius O.Hoffm.
- Senecio tabulicola Baker
- Senecio tacuaremboensis Arechav.
- Senecio taitungensis S.S.Ying
- Senecio talquinus Phil.
- Senecio tamoides DC.
- Senecio tampicanus DC.
- Senecio tanacetopsis Hilliard
- Senecio tandilensis Cabrera
- Senecio tapianus B.L.Turner
- Senecio taraxacoides (A.Gray) Greene
- Senecio tarokoensis C.I Peng
- Senecio tasmanicus I.Thomps.
- Senecio tatsiensis Bureau & Franch.
- Senecio tauricus Konechn.
- Senecio tehuelches (Speg.) Cabrera
- Senecio teixeirae Torre
- Senecio telekii (Schweinf.) O.Hoffm.
- Senecio telmateius Hilliard
- Senecio tenellus DC.
- Senecio teneriffae Sch.Bip.
- Senecio tenuicaulis Sch.Bip. ex Klatt
- Senecio tenuiflorus (DC.) Sieber ex Sch.Bip.
- Senecio tenuifolius Burm.f.
- Senecio tephrosioides Turcz.
- Senecio tergolanatus Cuatrec.
- Senecio thamathuensis Hilliard
- Senecio thapsoides DC.
- Senecio theresiae O.Hoffm.
- Senecio thianschanicus Regel & Schmalh.
- Senecio thunbergii Harv.
- Senecio tibeticus Hook.f.
- Senecio tichomirovii Schischk.
- Senecio tilcarensis Cabrera
- Senecio tinctolobus I.M.Johnst.
- Senecio tingoensis Cabrera & Zardini
- Senecio tocomarensis Cabrera & Zardini
- Senecio toluccanus DC.
- Senecio tomentosa
- Senecio tonii B.L.Turner
- Senecio toroanus Cabrera
- Senecio torticaulis Merxm.
- Senecio tortuosus DC.
- Senecio toxotis C.Jeffrey
- Senecio trachylaenus Harv.
- Senecio trachyphyllus Schltr.
- Senecio trafulensis Cabrera
- Senecio transiens (Rouy) Jeanm.
- Senecio transmarinus S.Moore
- Senecio triangularis Hook.
- Senecio tricephalus Kuntze
- Senecio trichocaulon Baker
- Senecio trichocodon Baker
- Senecio tricuspidatus Hook. & Arn.
- Senecio tricuspis Franch.
- Senecio trifidus Hook. & Arn.
- Senecio trifurcatus (G.Forst.) Less.
- Senecio trifurcifolius Hieron.
- Senecio triligulatus Buch.-Ham. ex D.Don
- Senecio trilobus L.
- Senecio triodon Phil.
- Senecio triodontiphyllus C.Jeffrey
- Senecio tripinnatifidus Reiche
- Senecio triplinervius DC.
- Senecio triqueter DC.
- Senecio tristis Phil.
- Senecio troncosii Phil.
- Senecio tropaeolifolius MacOwan
- Senecio tuberculatus Ali
- Senecio tuberosus (DC.) Harv.
- Senecio tucumanensis Cabrera
- Senecio tugelensis J.M.Wood & M.S.Evans
- Senecio tweediei Hook. & Arn.
- Senecio tysonii MacOwan
- Senecio ulopterus Thell.
- Senecio umbellatus L.
- Senecio umbraculifera S.Watson
- nagy aggófű (Senecio umbrosus) Waldst. & Kit.[1] - [halott link]
- Senecio umgeniensis Thell.
- Senecio unionis Sch.Bip. ex A.Rich.
- Senecio urophyllus Conrath
- Senecio urundensis S.Moore
- Senecio usgorensis Cuatrec.
- Senecio uspallatensis Hook. & Arn.
- Senecio uspantanensis (J.M.Coult.) Greenm.
- Senecio vaginatus Hook. & Arn.
- Senecio vaginifolius Sch.Bip.
- Senecio vagus F.Muell.
- Senecio valdivianus Phil.
- Senecio variabilis Sch.Bip.
- Senecio varicosus L.f.
- Senecio varvarcensis Cabrera
- Senecio velleioides A.Cunn. ex DC.
- Senecio venosus Harv.
- Senecio ventanensis Cabrera
- Senecio venturae T.M.Barkley
- Senecio verbascifolius Burm.
- Senecio veresczaginii Schischk. & Serg.
- Senecio vervoorstii Cabrera
- Senecio vestitus (Thunb.) P.J.Bergius
- Senecio vicinus S.Moore
- Senecio viejoanus B.L.Turner
- Senecio villifructus Hilliard
- Senecio viminalis Bremek.
- Senecio violifolius Cabrera
- Senecio viravira Hieron.
- Senecio viridis Phil.
- Senecio viscidulus Compton
- Senecio viscosissimus Colla
- enyves aggófű (Senecio viscosus) L. - [halott link]
- Senecio vitalis N.E.Br.
- Senecio vitellinoides Merxm.
- Senecio vittarifolius Bojer ex DC.
- Senecio volcanicola C.Jeffrey
- Senecio volckmannii Phil.
- Senecio volutus (Baker) Humbert
- közönséges aggófű vagy pihésfű (Senecio vulgaris) L. - [halott link]; típusfaj
- Senecio zapahuirensis Martic. & Quezada
- Senecio zapalae Cabrera
- Senecio zimapanicus Hemsl.
- Senecio zoellneri Martic. & Quezada
- Senecio zosterifolius Hook. & Arn.
- Senecio qathlambanus Hilliard
- Senecio quadridentatus Labill.
- Senecio quaylei T.M.Barkley
- Senecio queenslandicus I.Thomps.
- Senecio quercetorum Greene
- Senecio quinqueligulatus Winkl.
- Senecio quinquelobus (Thunb.) DC.
- Senecio quinquenervius Sond. ex Sond.
- Senecio wairauensis Belcher
- Senecio walkeri Arn.
- Senecio warnockii Shinners
- Senecio warrenensis I.Thomps.
- Senecio warszewiczii A.Braun & Bouché
- Senecio waterbergensis S.Moore
- Senecio websteri Hook.f.
- Senecio werdermannii Greenm.
- Senecio westermanii Dusén
- Senecio wightii (DC. ex Wight) Benth. ex C.B.Clarke
- Senecio windhoekensis Merxm.
- Senecio wittebergensis Compton
- Senecio wootonii Greene
- Senecio xenostylus O.Hoffm.
- Senecio xerophilus Phil.
- Senecio yalae Cabrera
- Senecio yauyensis Cabrera
- Senecio yegua (Colla) Cabrera
- Senecio yungningensis Hand.-Mazz.

## Képek

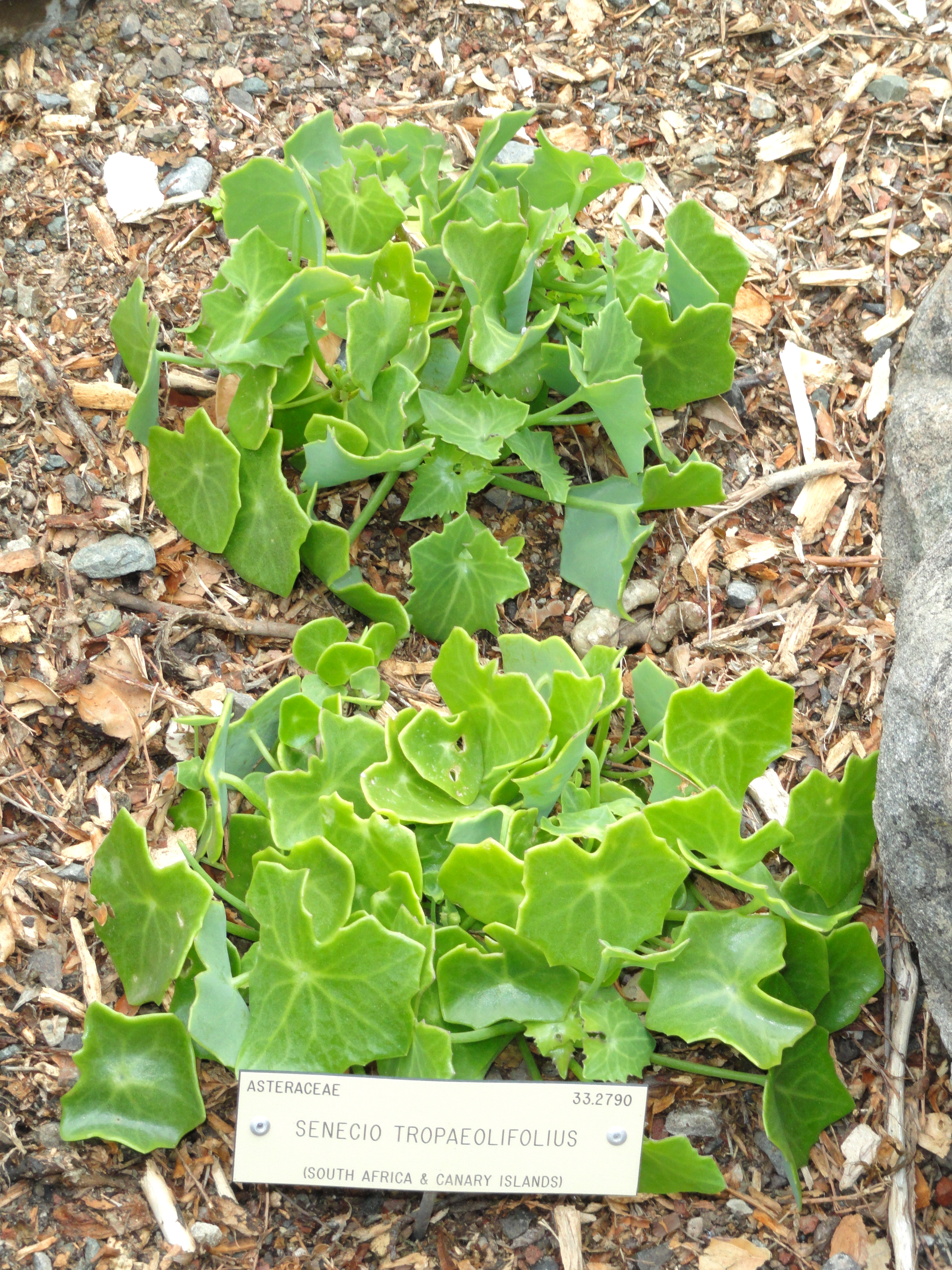
Senecio tropaeolifolius
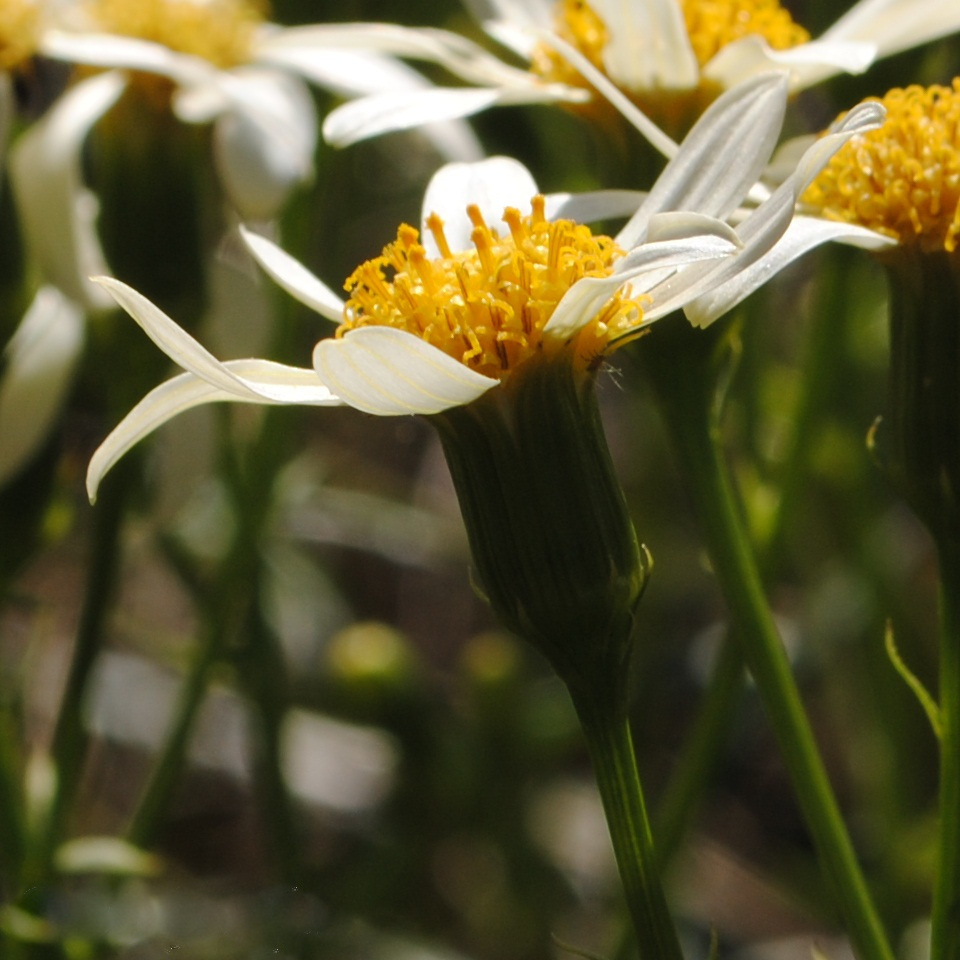
Senecio tweediei
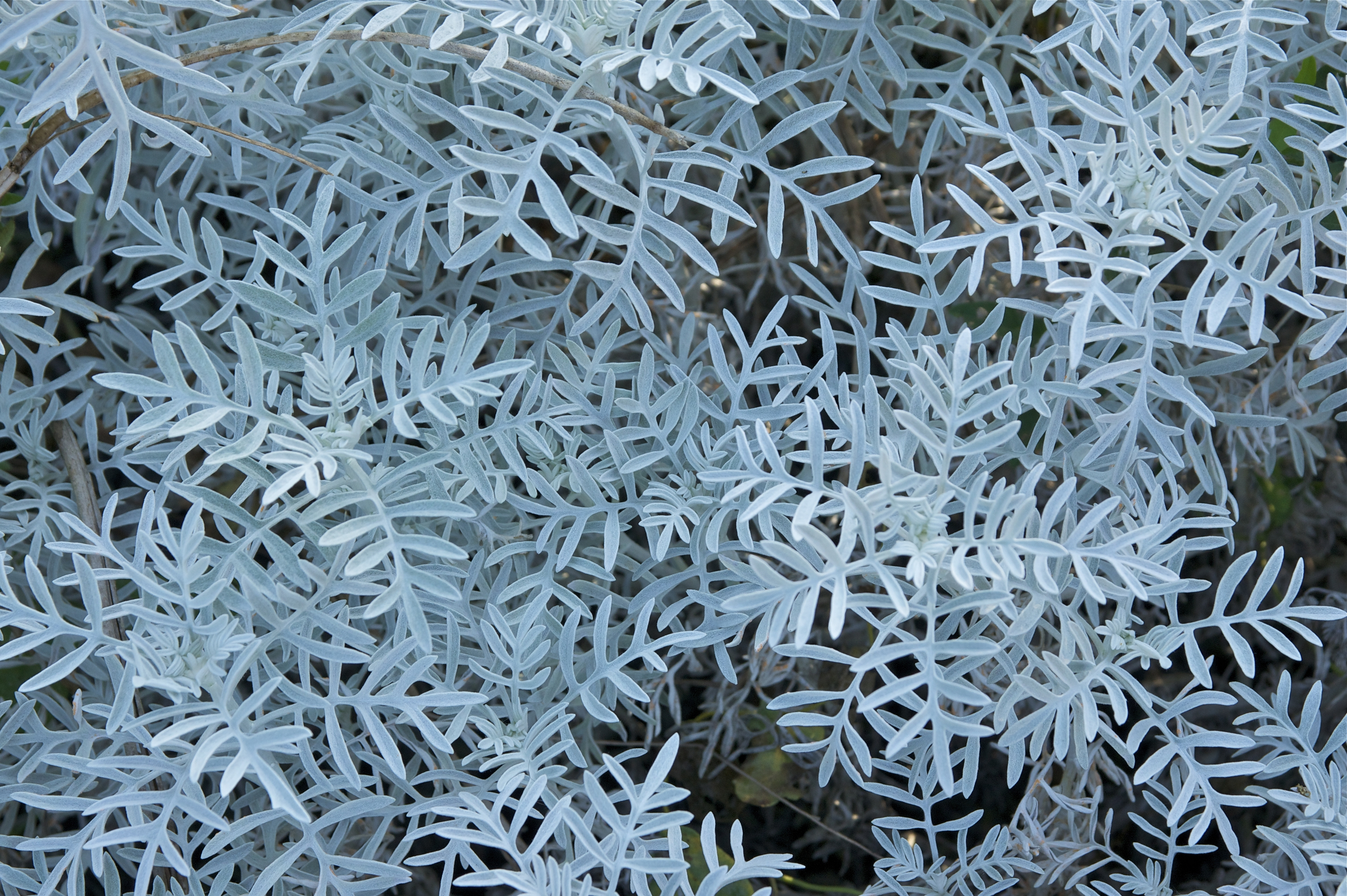
Senecio viravira
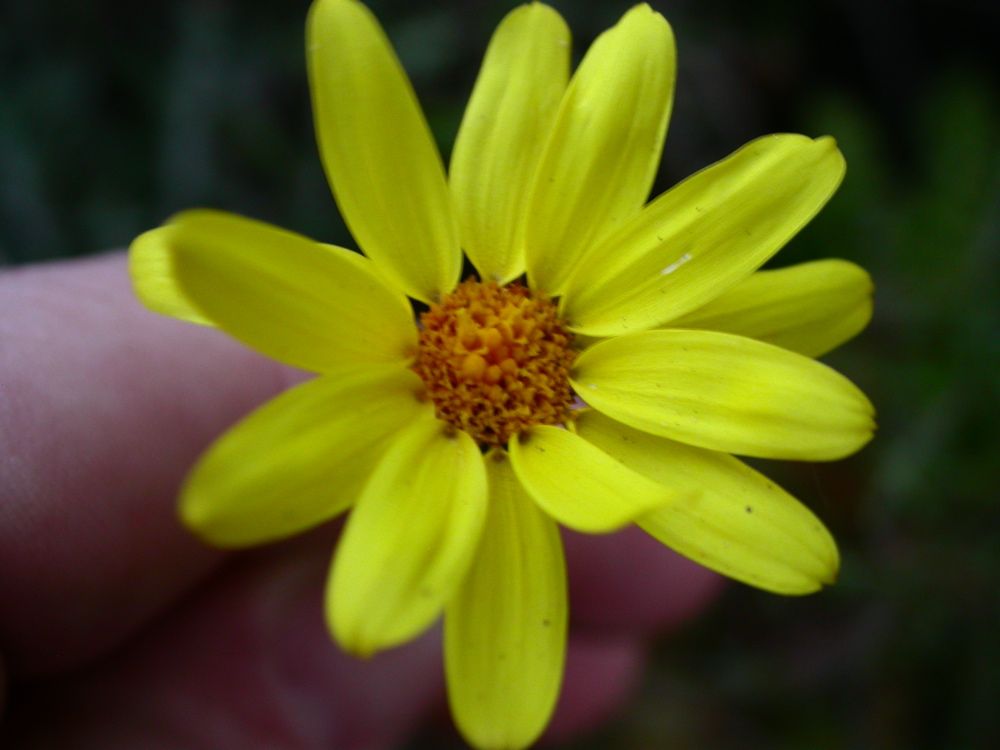
Senecio viscosissimus
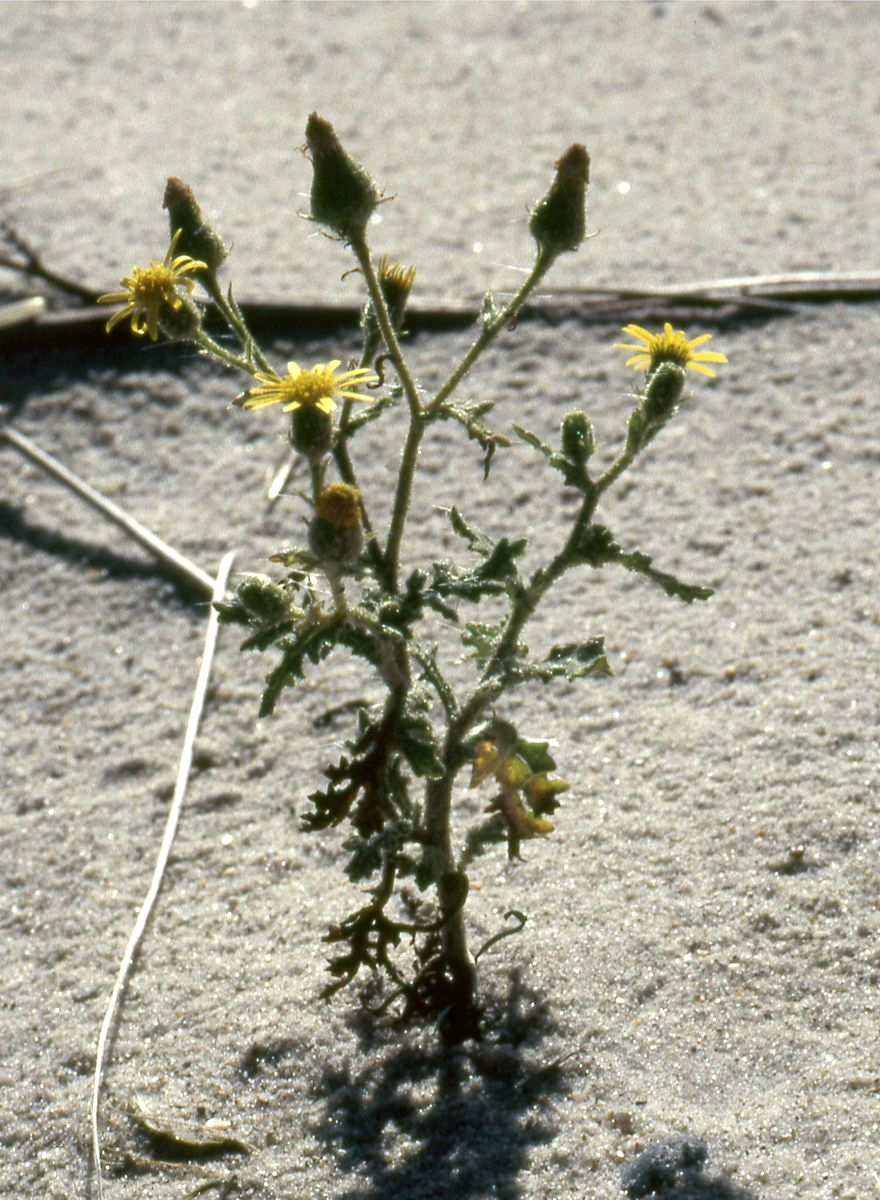
Senecio viscosus
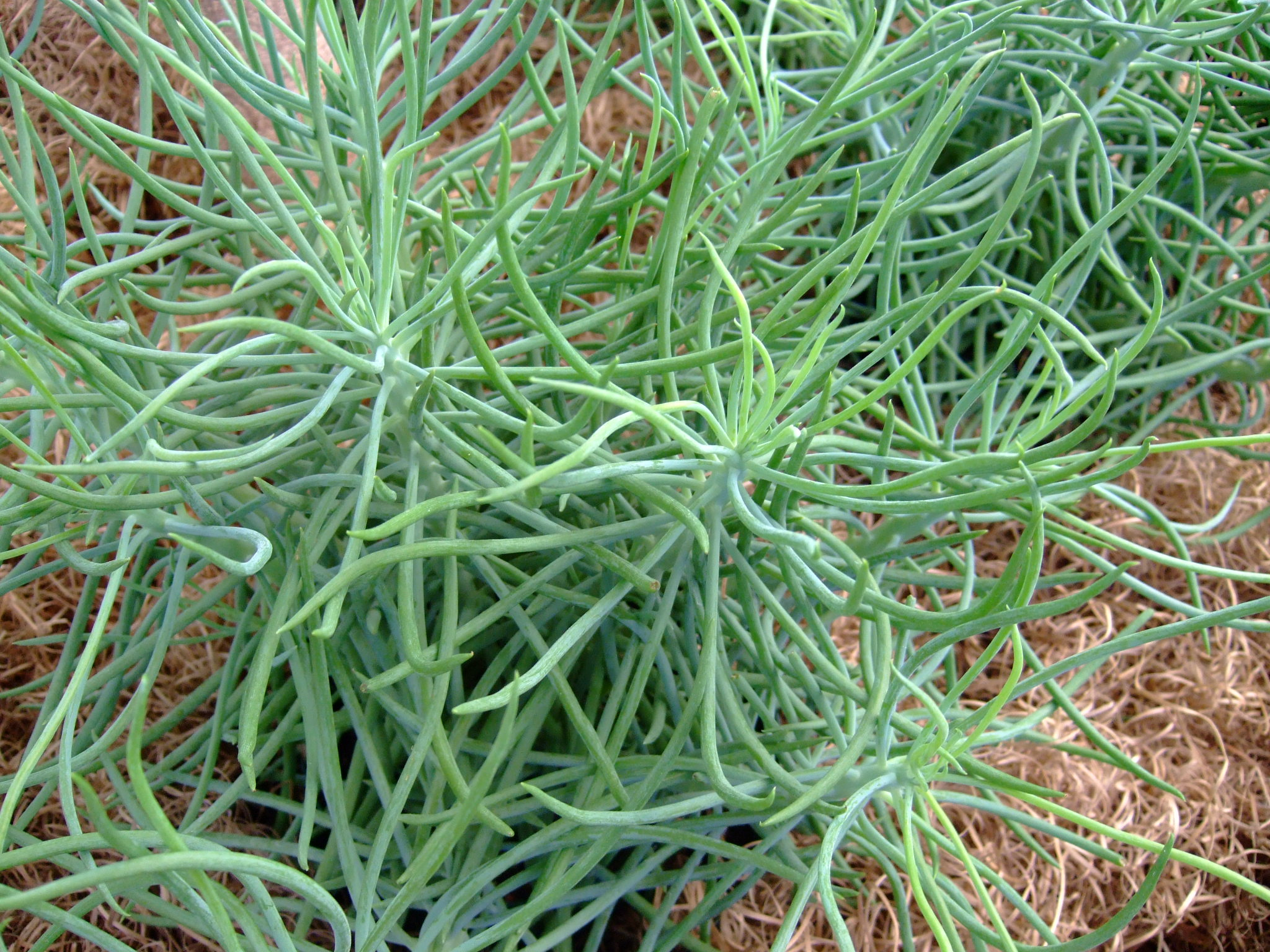
Senecio vitalis
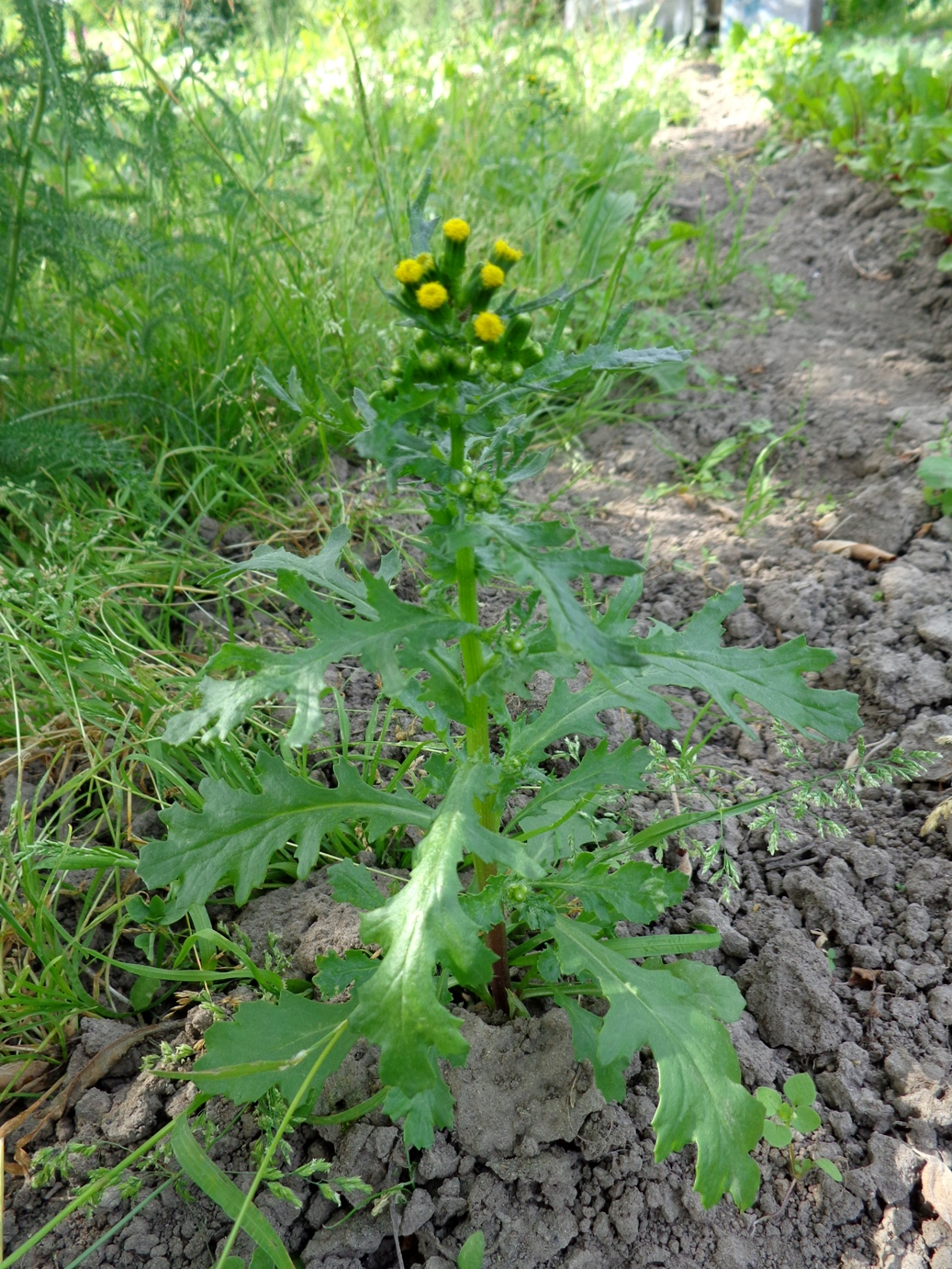
Senecio vulgaris
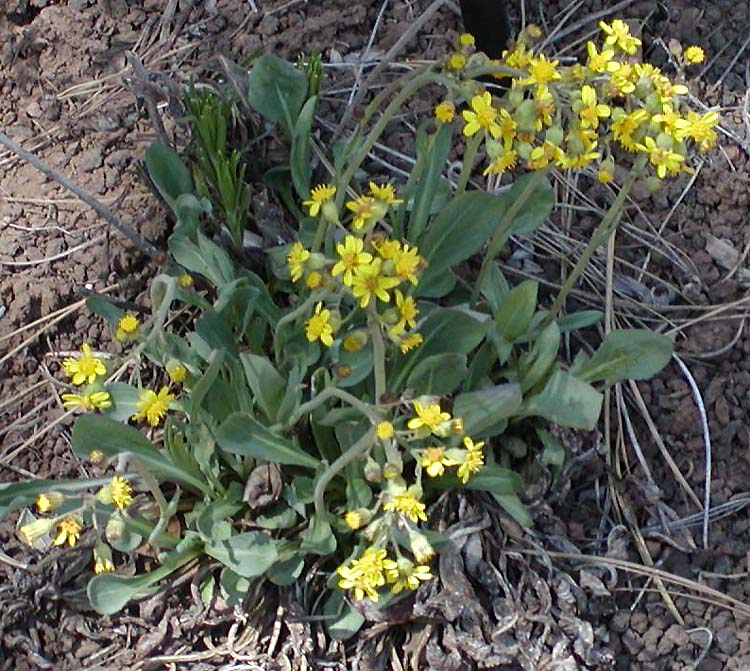
Senecio wootonii